# Makramee

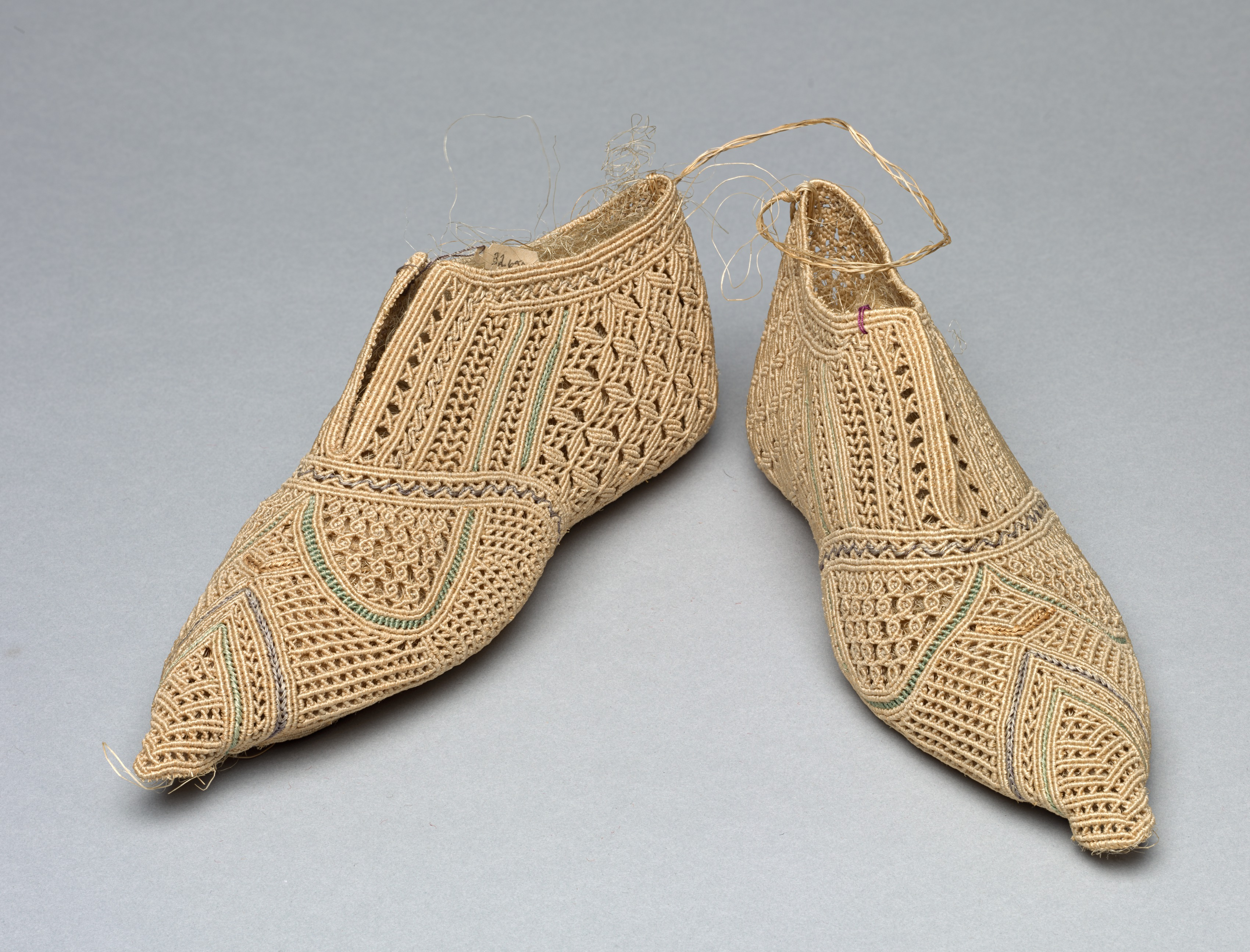
Makrameearbeit aus den Philippinen (vor 1932)

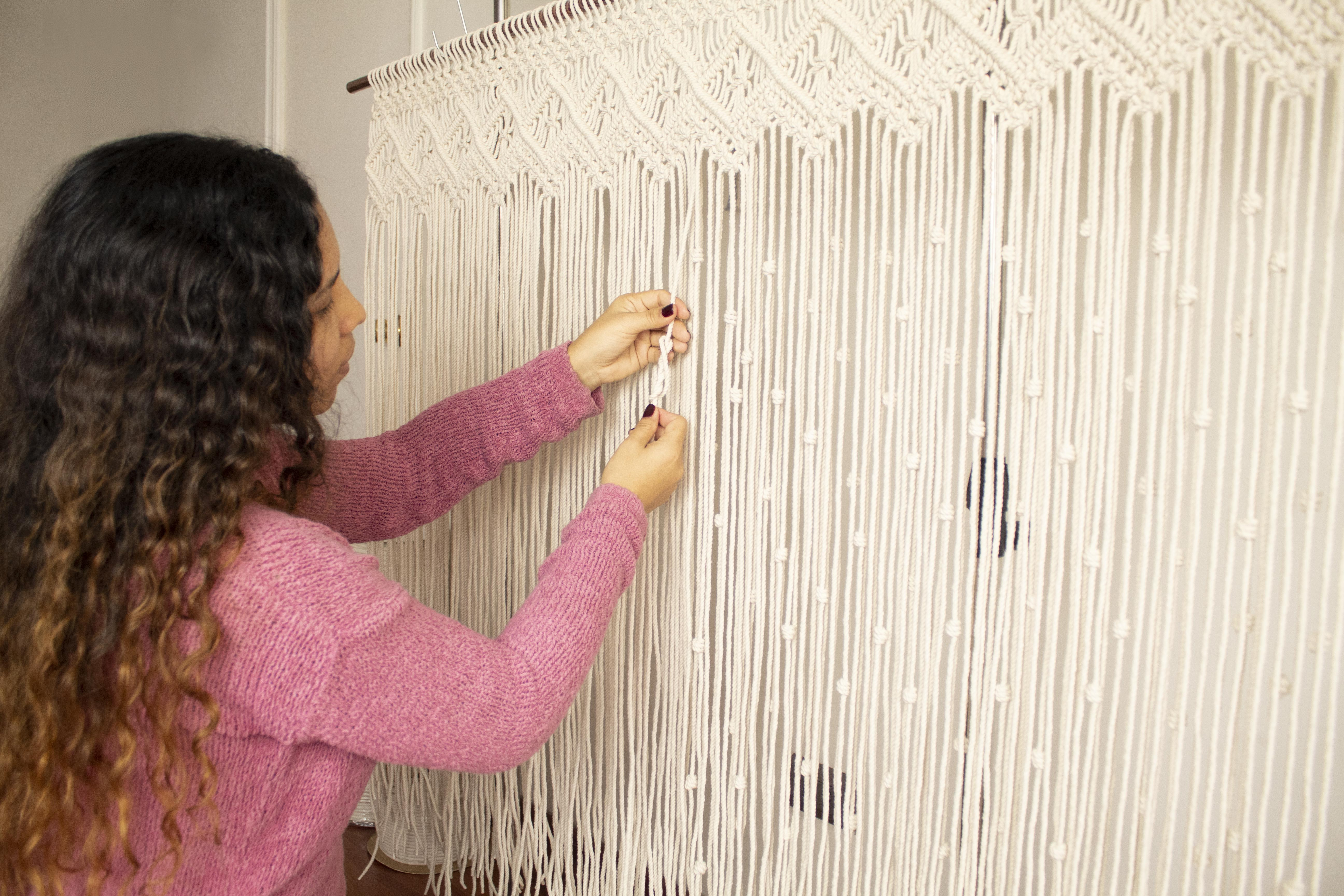
Moderne Makrameearbeit

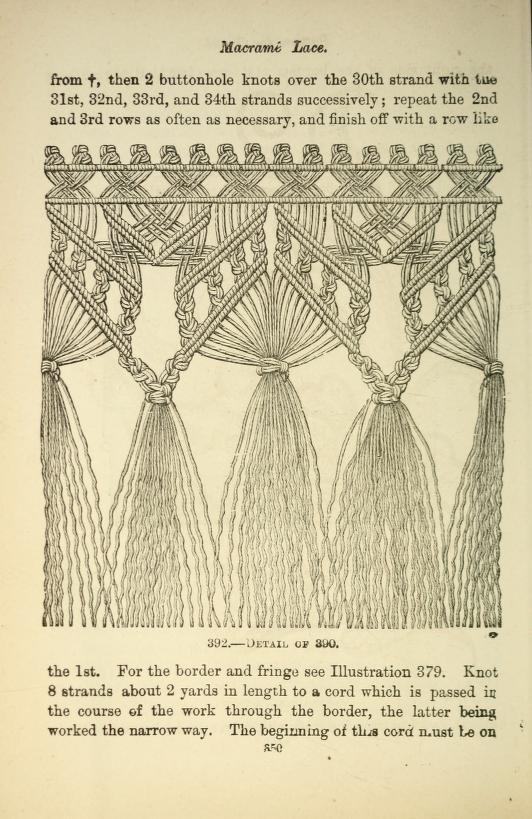
Ein Muster aus Sylvia's Book of Macramé Lace (1882)

Makramee bezeichnet eine Anzahl von Knüpftechniken zur Anfertigung von Spitze, die vollständig per Hand – also ohne Nadeln und gewöhnlich auch ohne Gewichte – ausgeführt werden. Halbe Schläge (meist doppelt ausgeführt) und Kreuzknoten bilden den Kernbestand der verwendeten Knoten. Die Arbeit erfolgt von oben nach unten mit einer der Breite der Arbeit entsprechenden Anzahl von Fäden, die von vornherein passend zugeschnitten werden. Infolge ihrer Machart enden Makrameearbeiten unten häufig in Fransen.
Von Klöppelspitze unterscheidet Makrameespitze sich dadurch, dass die Fäden nicht miteinander verdreht, verkreuzt und verschlungen, sondern hauptsächlich miteinander verknotet werden. Von Reticella- und von Nadelspitze unterscheidet sie sich u. a. dadurch, dass sie nicht mit der Nadel, sondern mit bloßen Händen gefertigt wird. Mit Occhi hat Makramee gemeinsam, dass beide Techniken auf Knoten basieren; während Makrameearbeiten aus einer Mehrzahl von Fäden, oft sogar aus sehr vielen Fäden bestehen, wird Occhispitze meist aus einem einzigen Faden gefertigt, und dies auch nicht nur mit bloßen Händen, sondern mit einem Schiffchen.
Der Ursprung von Makramee wird im Altertum vermutet. Einen nachweislich hohen Entwicklungsstand erreicht die Technik aber erst im 16. Jahrhundert in Italien. Außer bei der Herstellung von Textilien kommen Makrameetechniken seit den 1970er Jahren auch beim Knüpfen von Ornamenten oder von Schmuck zum Einsatz. Eine maschinelle Anfertigung von Makrameearbeiten ist bis heute nicht möglich.
Anders als beim Stricken und Häkeln hat sich beim Makramee eine Notation – mit standardisierten Symbolen für individuelle Knoten – bis heute nicht durchgesetzt. Da zumindest für Fortgeschrittene die Machweise durch Augenschein leicht erkennbar ist, dienen in frühen Publikationen Zeichnungen und Fotografien von Makrameearbeiten als Muster. Einen Vorschlag zur Notation hat in jüngerer Zeit Harumi Kageyama gemacht.

## Etymologie
Die Herkunft des Wortes „Makramee“ ist nicht vollständig gesichert. Es wird vermutet, dass der Ursprung arabisch ist (miqrama / مِقْرَمَة, „ornamentale Franse“, „geknüpfter Schleier“, belegt seit dem 13. Jahrhundert; von miqram / مِقْرَم, „Betttuch“). Von dort kam das Wort – möglicherweise mit Umweg über das Persische (mikrama) – ins Türkische (makrama). Der weitere Weg führt wahrscheinlich über das Italienische (macramè) ins Französische (macramé) und von dort schließlich unter anderem ins Englische (macramé, macrame) und ins Deutsche (Makramee). Spanisch wird die Technik, außer als macramé, auch als morisco („maurisch“) bezeichnet.

## Geschichte

### Altertum
Ungeachtet der Etymologie des Wortes Makramee hat die britische Textilhistorikerin Pat Earnshaw in ihrem 1982 erstmals erschienenen Standardwerk A Dictionary of Lace als Ursprung der Makrameetechnik nicht den mittelalterlichen arabischen Raum, sondern das Altertum angegeben. Als frühestes bekanntes Dokument für die Existenz der Technik nennt sie eine auf etwa 850 v. Chr. datierte assyrische Steinmetzarbeit, auf der ein Krieger abgebildet ist, dessen Tunika einen Besatz zeigt, der vermutlich in Makrameetechnik gefertigt ist. Sie hält es für wahrscheinlich, dass die Technik – außer als Dekoration – ursprünglich entwickelt worden ist, um sicherzustellen, dass Gewebe sich am Rande nicht auflösen können. Sie geht davon aus, dass geknüpfte Spitze eine modische Bedeutung aber frühestens im ausgehenden 15. Jahrhundert erlangt.

### Maurische Spitze
In den Quellen, deren Autoren den Ursprung der Makrameetechnik im arabischen Raum vermuten, besteht keine Einigkeit darüber, wann und auf welchen Wegen das Wort und die damit bezeichnete Textiltechnik aus dem Orient nach Europa gelangt sein könnten. So ist in einer deutschen Publikation aus dem Jahre 1890 angegeben, dass Makramee „zur Zeit der Kreuzzüge aus Arabien zu uns überkommen sein [soll]“. In einer amerikanischen Quelle heißt es 21 Jahre später dagegen, Makramee habe das christliche Europa im Zusammenhang der spanischen Reconquista erreicht. In einer jüngeren britischen Quelle ist ohne Nennung der Reconquista angegeben, dass maurische Weber nach Spanien gereist seien und die dortigen Einheimischen ihre Kunst gelehrt haben; von dort sei Makramee – über Frankreich, wo die Technik im 14. Jahrhundert angekommen sein soll – nach Italien gelangt.
Die Geschichte der Spitze in Spanien gilt unter heutigen Textilhistorikern als besonders schwer rekonstruierbar, da Belegstücke und Dokumente mit eindeutiger Information fehlen und da Ware, die (etwa aus dem von Spanien dominierten Italien) importiert war, leicht als eigene Produktion hätte ausgegeben werden können. Zwei seit dem 15. Jahrhundert in Spanien bekannte, aus Seide oder Metall gefertigte, dem Makramee ähnliche Knüpfspitzen hießen Caireles und Rapacejus.
Wenig ist über die Technik bekannt, die arabisch als miqrama bezeichnet wurde und das europäische Makramee nach Meinung mancher Autoren angeregt hat. Cora A. Slocomb di Brazzà erwähnte 1893 in dem von ihr verfassten Ausstellungskatalog A Guide to Old and New Lace in Italy ein in Venedig so bezeichnetes Punto Moresco (auch Moorish point), das geknüpft und eine Form von Makramee sei. Mehr oder weniger übereinstimmend damit bemerkte 1920 der amerikanische Literaturhistoriker Louis Harmoth, punto moresco sei die italienische Bezeichnung für eine geknüpfte Spitze, mit der „echtes Makramee“ imitiert werde. Andere Autoren dagegen verstanden unter „maurischer Spitze“ (französisch dentelle de Moresse) gar nichts, das mit Makramee zu tun hatte, sondern eine grobe nordafrikanische bzw. marokkanische Klöppelspitze des 16. und 17. Jahrhunderts, die auch keineswegs einheimischen, sondern spanischen oder maltesischen Ursprungs war.
Pat Earnshaw erwähnt ein Groppi moreschi („maurisches Knüpfen“), das der venezianische Verleger Giovanni Antonio Tagliente in seiner erstmals 1527 veröffentlichten Mustersammlung Essempio di recammi aufgeführt hat; es sei aber unklar, ob es sich dabei um eine Knüpftechnik handelt oder um eine Technik, die – was etwa im Kontext byzantinischer Designs vorkam – das Aussehen von Knoten lediglich imitiert. Die Knüpfspitze, die in Teilen des arabischen Raumes sowie in der Türkei und in Armenien beheimatet war, wurde nach Earnshaws Einschätzung nicht mit bloßer Hand, sondern mit der Nadel gefertigt. Generell gilt das Stichwort „maurisch“ unter Textilhistorikern jedoch als Hinweis auf das Vorliegen oder Imitieren einer geknüpften Spitze.

### Mittelalter und Renaissance

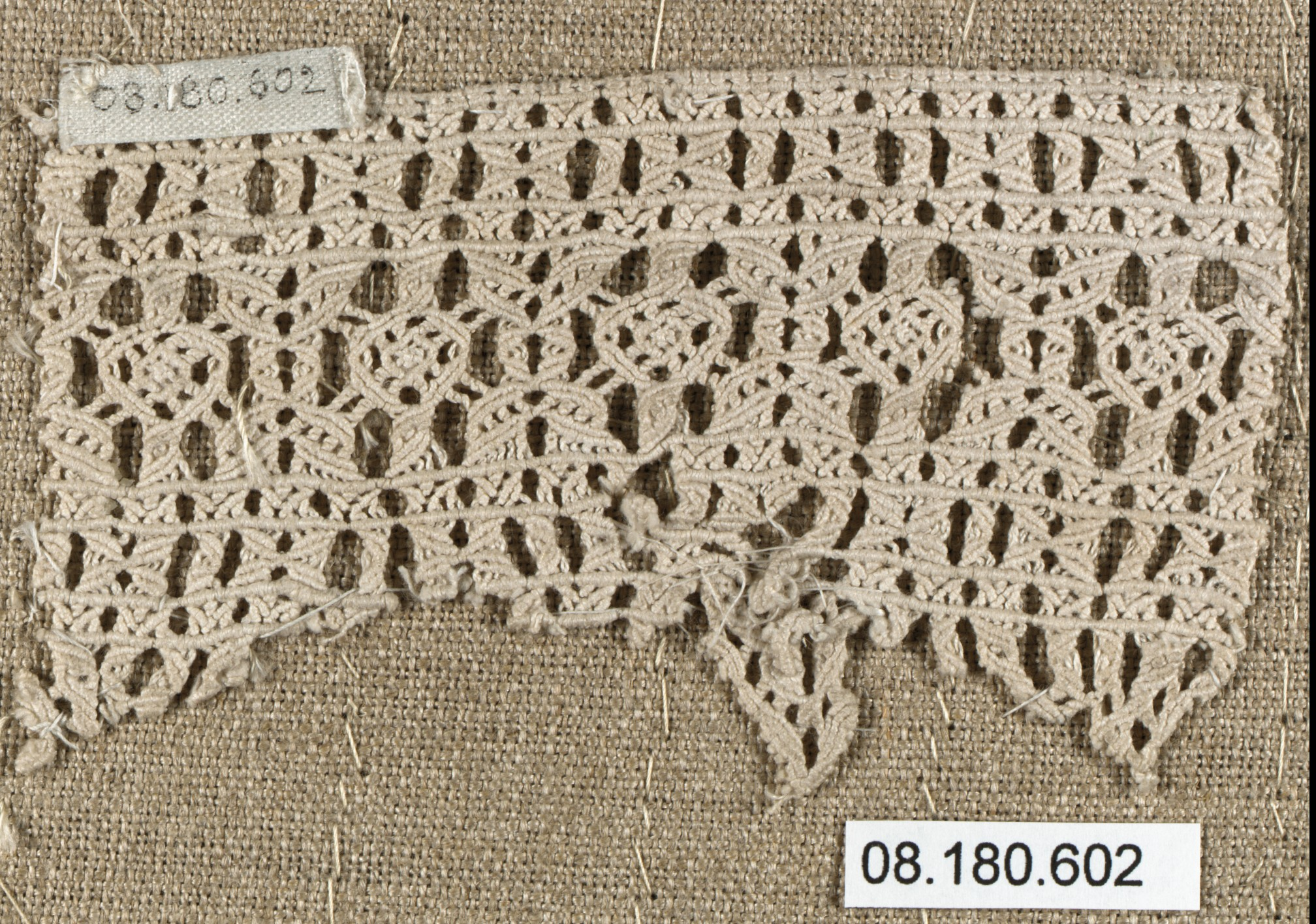
Makrameespitze aus dem 16. Jahrhundert (Fragment)

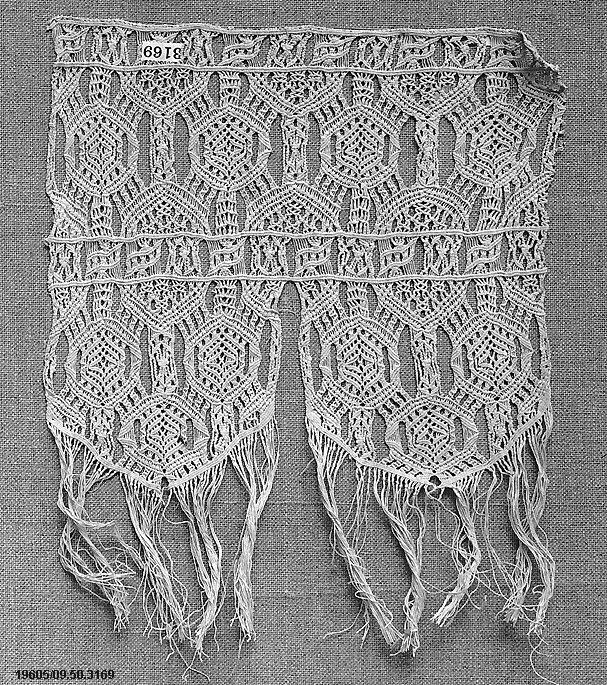
Makrameespitze aus dem 17. Jahrhundert (Fragment)

Im späten 19. Jahrhundert haben einige Autoren (Cora A. Slocomb di Brazzà, C. R. Clifford) Ähnlichkeiten zwischen Makramee und Punto a groppo bemerkt und irrtümlich vermutet, dass es sich dabei um ein und dieselbe Technik handele. Punto a groppo war eine Form von Spitze, die in Italien in der Zeit vom 15. bis 17. Jahrhundert verbreitet war. Wie Pat Earnshaw später aufgewiesen hat, rührt die fehlerhafte Gleichsetzung wahrscheinlich daher, dass die wenigen erhaltenen Beispiele von Punto a groppo sich in so schlechtem Zustand befanden, dass die Machart kaum zu erkennen war. Nach ihrer Einschätzung war Punto a groppo auf der Grundlage eines geknoteten Knopflochstichs (point noué) mit der Nadel gearbeitet.
Earnshaw beschreibt jedoch kleinere Makrameearbeiten, die auch im 16. und 17. Jahrhundert bereits existiert haben. Um die Art der Anfertigung zu kaschieren, endeten diese oft nicht in Fransen, sondern in kleinen Zierschlingen (picots), die dem Rand ein gezahntes Aussehen verliehen. Auch die amerikanische Textilhistorikerin Virginia Churchill Bath charakterisiert die älteren Makrameespitzen als „sehr zart und klein“, da sie aus den Fäden ungesäumter Textilien gearbeitet gewesen seien; auch vermutet sie eine Identität von Fil(et) de Carnasière und Makramee. Über Fil de Carnasiere heißt es bei Emily Nevill Jackson: diese „italienische geknüpfte Spitze“ sei „in der Frühzeit des Spitzenmachens im Dienste der Kirche“ verwendet worden.
Einige Fotografien von erhaltenem Makramee aus dem 16. Jahrhundert hat Elisa Ricci in ihrer Monografie Old Italian Lace veröffentlicht. Als Makrameearbeiten sind von verschiedenen Autoren auch die Spitzen identifiziert worden, die in zwei Gemälden der frühen Neuzeit am unteren Rande von Tischdecken zu sehen sind:

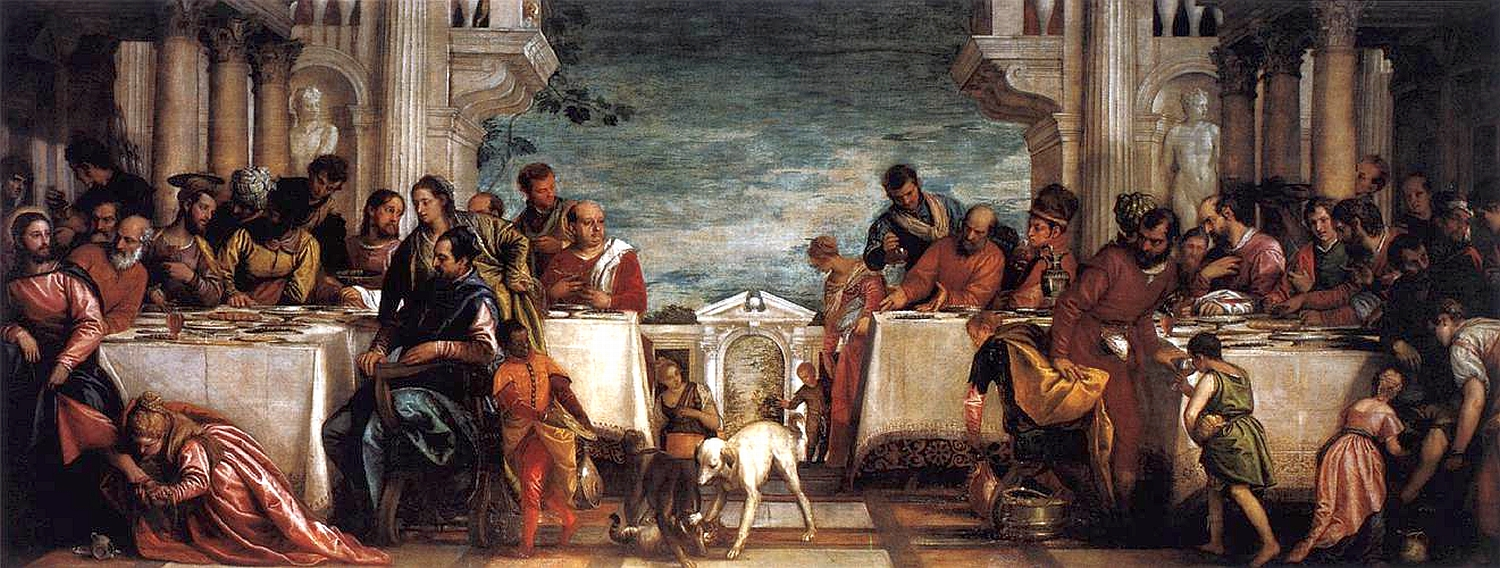
Paolo Veronese: Gastmahl im Hause des Simon (1567–1570)
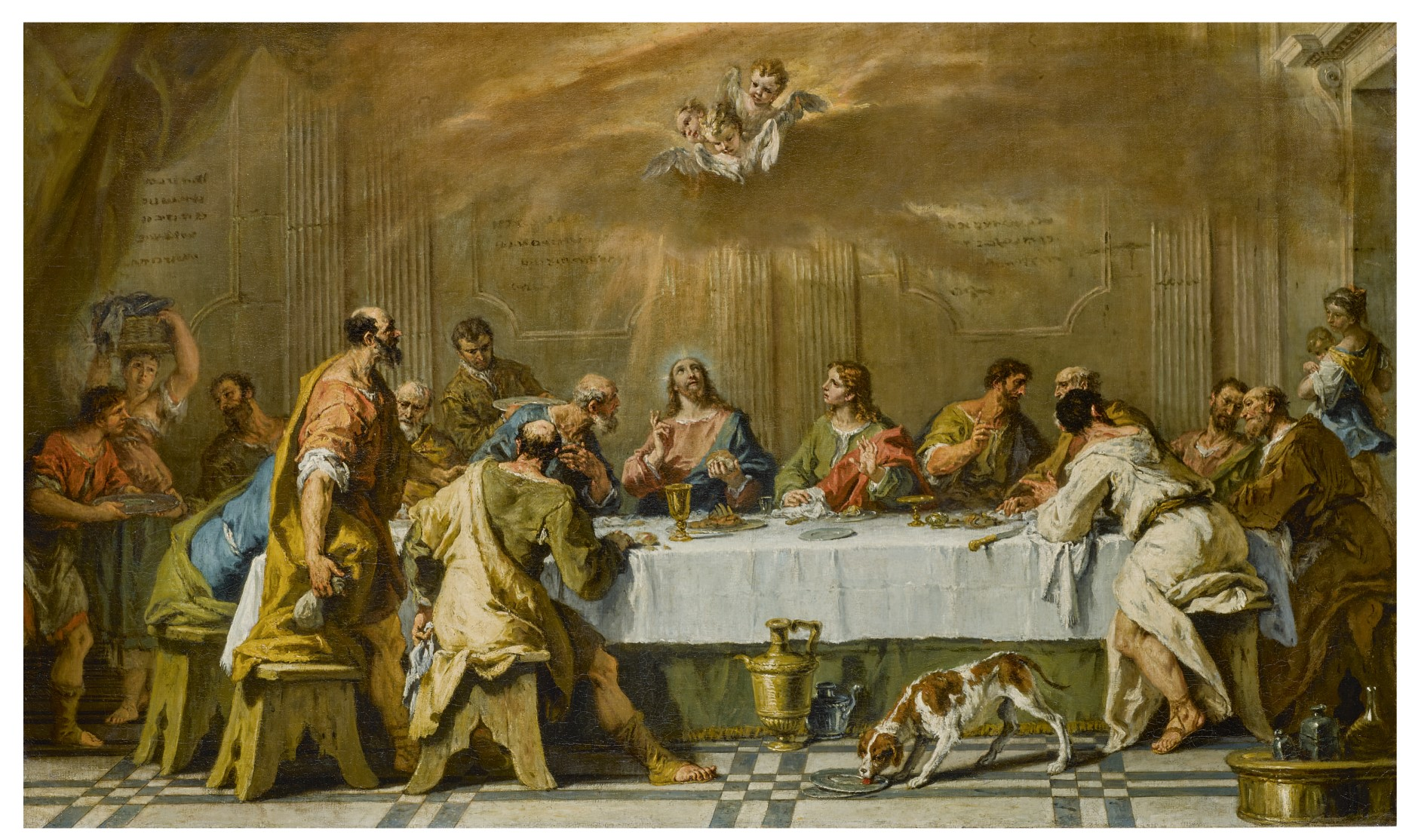
Sebastiano Ricci: Das letzte Abendmahl (1713/1714)

### Restaurationszeit und Aufklärungszeit in England
In ihrer Monografie History of Lace (1865) berichtet Fanny Bury Palliser, dass Königin Mary II. (1662–1694) nach Auskunft ihres Biografen Gilbert Burnet ihre Freizeit mit der Anfertigung geknüpfter Spitze verbracht habe. Mary soll die Technik in den Niederlanden kennengelernt und später ihre Hofdamen gelehrt haben. Auch Queen Charlotte (1744–1818) soll Makrameearbeiten besessen und geschätzt haben.

### Viktorianisches Zeitalter

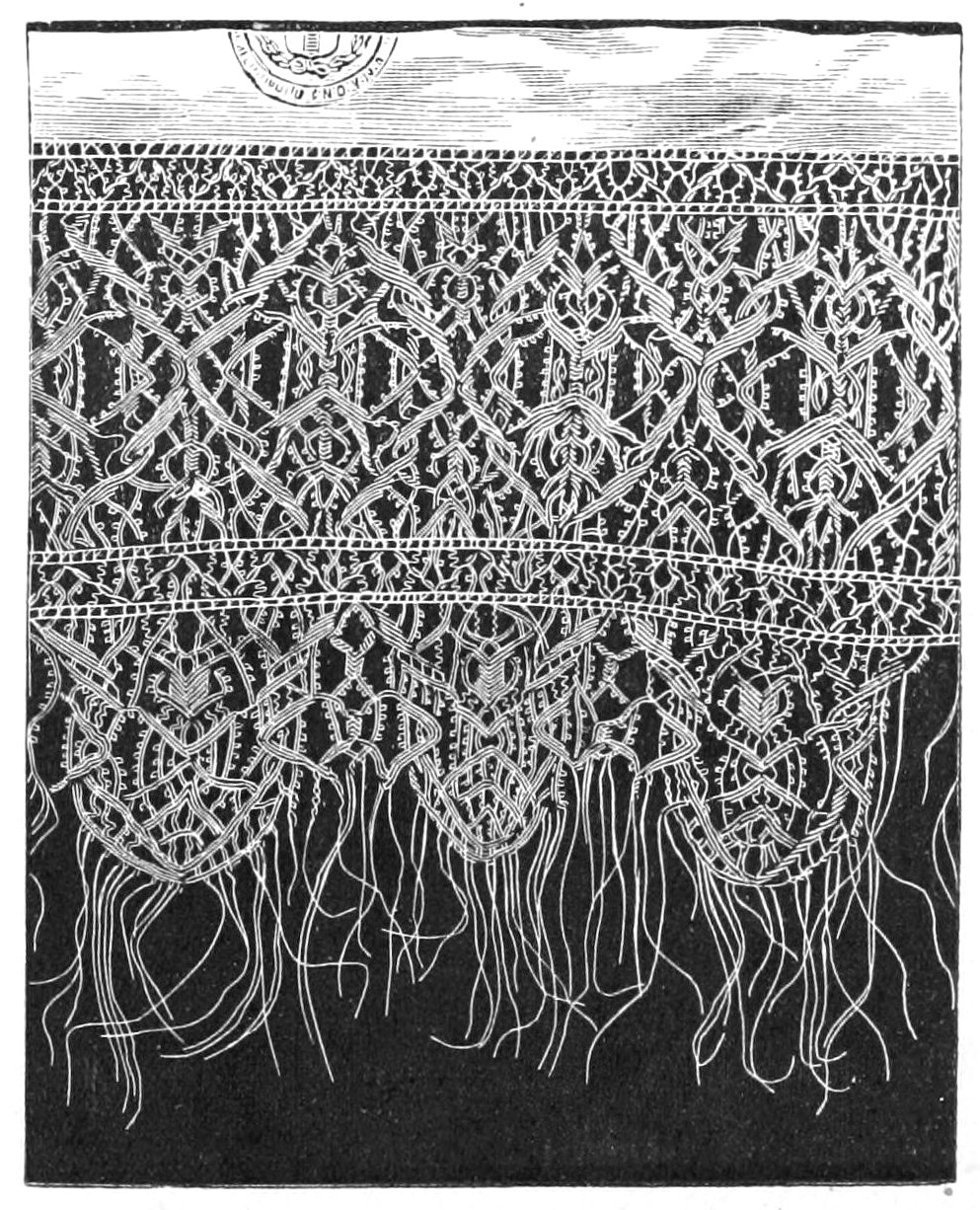
Genueser Makramee

In den 1840er Jahren kam es zu einer Blüte der Makrameetechnik in der Region der italienischen Riviera, besonders in Chiavari und in Genua, das – neben Venedig und Mailand – eines der bedeutendsten Zentren der italienischen Spitzenherstellung war. Hier erscheint im Zusammenhang mit der Knüpftechnik erstmals der Terminus „Makramee“ (ital. macramè). Die an der Riviera gefertigten Knüpfspitzen wurden als Verzierung v. a. an Handtücher aus Damast angefügt. Internationale Beachtung fand die Technik, als 1867 Arbeitsproben aus Genua auf der Pariser Weltausstellung präsentiert wurden. Auch auf der Centennial Exhibition in Philadelphia und auf der (1876) Weltausstellung Paris 1878 war Makrameespitze ausgestellt. Eine genaue Darstellung der Technik war zuvor allerdings schon in der britischen Schrift Illustrated Queen Almanach and Lady's Calendar for 1866 erschienen.

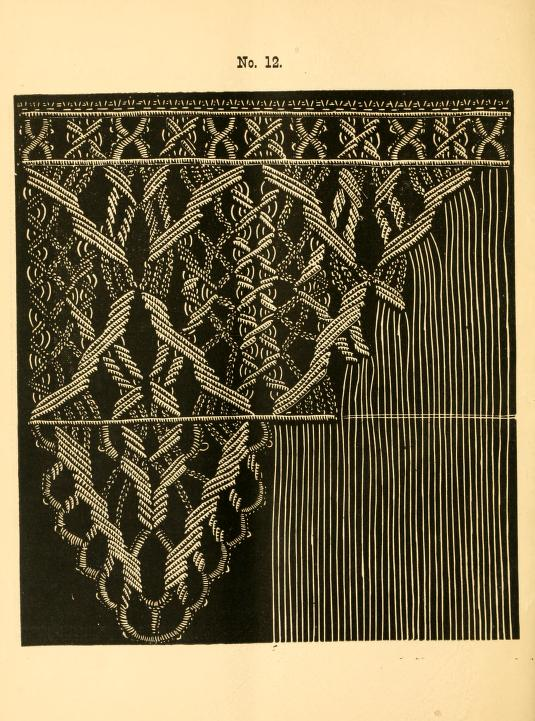
Illustration aus dem Imperial Macramé Lace Book

In den 1870er und 1880er Jahren wurde Makramee im Vereinigten Königreich und in den Vereinigten Staaten zu einer beliebten Beschäftigung bürgerlicher Mädchen und Frauen. Eines der ersten ganz diesem Thema gewidmeten Bücher, die die Makrameetechnik detailliert beschrieben und lehrten, war das 1877 in New York City erschienene Imperial Macramé Lace Book. Mrs. Douglas, die Autorin dieses Buches, empfahl als Arbeitsunterlage ein Kissen, auf dem das Werkstück mit Nadeln zu befestigen sei. Als Material empfahl sie, je nach Zweck der Arbeit, entweder Schnur, Zwirn, Leinen- oder Seidengarn. Ihre Designs waren von Rippenknoten (doppelten halben Schlägen an einem Trägerfaden) geprägt, in etwas geringerem Umfang auch von Kreuzknoten. Verwendungszweck sämtlicher Arbeiten, deren Anfertigung in dem Buch beschrieben sind, war das Annähen an beliebige Textilien, die damit aufgewertet und verziert werden sollten. Fünf Jahre später hieß es in Sylvia's Book of Macrame Lace (1882), dass Makramee sich inzwischen zu einer Beschäftigung entwickelt habe, die „überaus fashionable“ sei, und dass Garne inzwischen speziell für diesen Zweck hergestellt und gehandelt werden, insbesondere verschiedene Arten von ungefärbtem oder farbigem Leinengarn oder auch Seidengarn. Als einschlägige Verwendung von Makrameespitze wird hier, außer der Verzierung von Handtüchern, die von Kissen, Antimakassars, Bezügen für Sofapolster, Fenstervorhängen, Sonnenschirmen, Ober- und Unterbekleidung für Frauen, Halsgebinden für Männer (cravats) und vielem anderen mehr genannt. Als Arbeitsgrundlage empfahl die Autorin ein selbst gefertigtes Kissen mit einem Bezug aus feinem dunklen Stoff und einer Füllung aus Sand und Kleie. Daneben erwähnt sie auch feine stählerne Stecknadeln mit großem Glaskopf (toilet pins), die eigens zu diesem Zweck gefertigt und gehandelt werden. Bevorzugter Knoten war weiterhin der Rippenknoten; die Muster waren abstrakt geometrisch, besonders verbreitet waren Rautendesigns. An die Stelle des Makrameekissens trat gelegentlich ein in den USA erfundenes und patentiertes, speziell für diese Verwendung designtes Arbeitspult. Der Gebrauch selbstgemachter Unterlagen blieb aber die Regel. Als Neuheit beim Makrameedesign selbst kam um 1890 die Idee auf, in die Werkstücke Schmuckperlen einzuarbeiten. Spätestens in den 1890er Jahren war Makrameegarn nicht mehr aus Leinen, sondern aus Baumwolle hergestellt.
Zumindest in den USA ließ das Interesse an Makramee aber bald schon wieder nach. So bemerkte die Schriftstellerin Constance Cary Harrison 1894, dass diese Handarbeit, die vor wenigen Jahren noch in jedem Wohnzimmer ausgeübt worden sei, inzwischen fast wieder in Vergessenheit geraten sei.
Gewerblich wurde Makrameespitze außer in Italien u. a. in Nordirland und in Dalmatien angefertigt. In amerikanischen Quellen aus den Jahren 1911 und 1912 wird erwähnt, dass diese Ware zum Berichtzeitpunkt überaus stark nachgefragt sei. Es war üblich, sie an Handtücher anzunähen.
Im Jargon der Kaufleute, auch der deutschen, galt das Wort noch bis in die zweite Hälfte des 19. Jahrhunderts als italienisches Synonym für Drillich. Die Makrameetechnik selbst – man sprach hier gelegentlich auch von „geknüpften Spitzen“ – wurde im deutschsprachigen Raum erst relativ spät rezipiert. Zwar finden sich Erwähnungen in deutschsprachigen Modezeitschriften vereinzelt bereits in den 1870er Jahren. Vorlagen und spezielle Garne wurden aber erst im frühen 20. Jahrhundert handelsüblich. Die erste Anleitung in Buchform – Elfride Knorrs Lehrbuch für Macrame-Knüpfarbeit – erschien 1911. Die eingedeutschte Schreibweise „Makramé“ lässt sich seit mindestens 1881 nachweisen, „Makramee“ seit mindestens 1898.

### 1970er Jahre

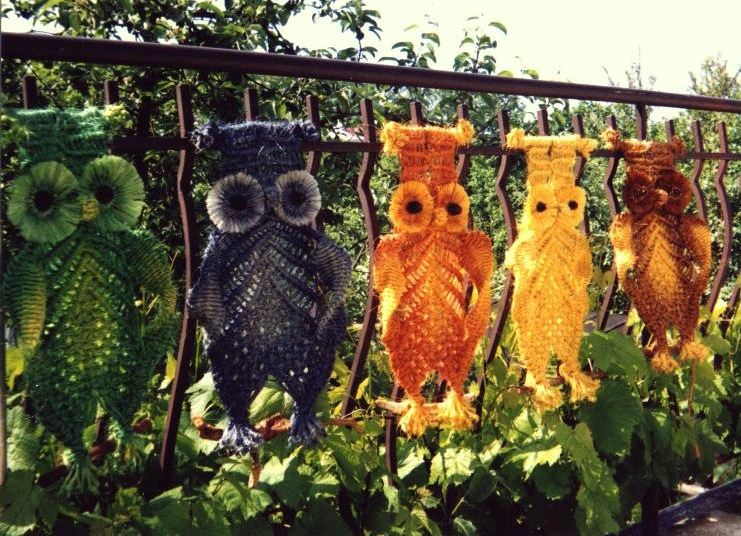
Makramee-Eulen

Ausgehend von Peggy Boehms Werk Macrame & Other Projects for Knitting Without Needles (1963) erlangte die Technik in den 1960er und 1970er Jahren erneut starke Verbreitung. Die Zeitschrift Ebony feierte die Technik als „alte afrikanisch-arabische Kunstform“ und bewarb sie als Möglichkeit, Kleidungs- und Dekorationsstücke anzufertigen, die echte Unikate seien. Makramee war auch ein bedeutender Bestandteil der Hippiekultur. Verbreitung erlangte seit den ausgehenden 1960er Jahren das Knüpfen von Makramee-Blumenampeln und -Wandbehängen, letztere häufig mit dem Motiv von Eulen. Beliebte weitere Makrameearbeiten waren Gürtel, Westen und Umhängetaschen. Das bevorzugte Material dieser Zeit war Jute. Spätestens in den 1970er Jahren wurde die Makrameetechnik auch für die Anfertigung von Schmuck verwendet, mit Materialien wie Schmuckperlen, Hanffaser und Lederschnur. In den meisten Arbeiten wurden weiterhin ausschließlich Kreuzknoten, Altweiberknoten und doppelte halbe Schläge verwendet; doch erscheinen bereits 1971 Bücher, die daneben auch innovative Knüpftechniken vorstellen.
Weil ihre Grundbegriffe leicht zu vermitteln waren, ging die Makrameetechnik spätestens in den frühen 1970er Jahren sogar in den Bestand der Methoden der Ergotherapie ein.
Spätestens in den ausgehenden 1990er Jahren wurde Jute als Material von Nylon überflügelt, dessen Popularität unter anderem daher rührte, dass es leicht gewaschen werden konnte. Die Makrameegarne, die in den 1990er Jahren im deutschsprachigen Raum gehandelt wurden, waren aus Hanf, Jute, Sisal, Baumwolle oder Chemiefasern hergestellt.
In den 1980er und 1990er Jahren wurden Freundschaftsbänder, die mit Rippenknoten selbst angefertigt wurden, unter Teenagern in aller Welt populär. Ursprung dieser Entwicklung waren die USA, wo Freundschaftsbänder bereits in der Hippiekultur der 1970er Jahre Verbreitung gefunden hatten.

### 21. Jahrhundert

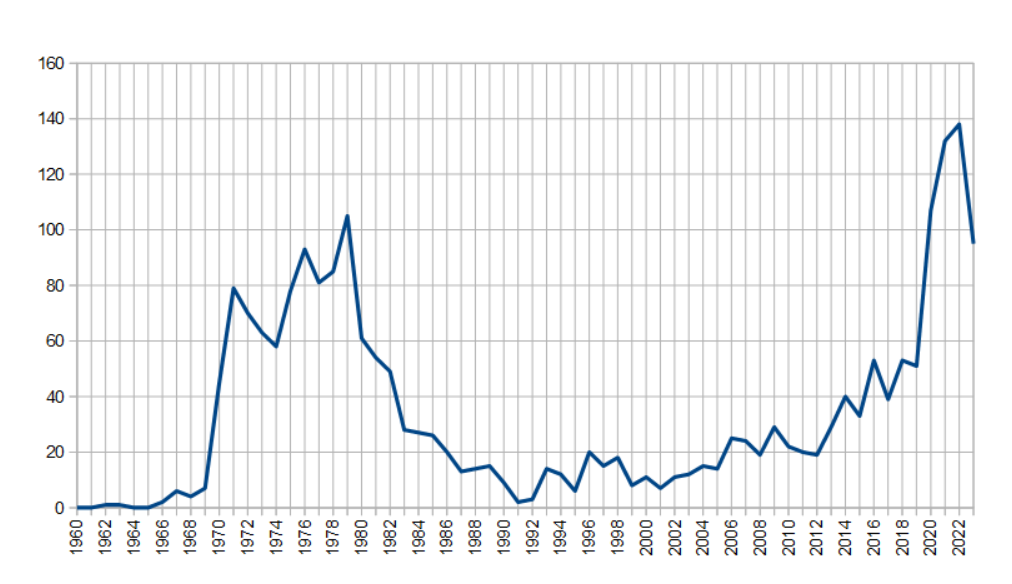
Statistik der neu erschienenen Bücher über Makramee 1960–2023 (Datenquelle: WorldCat)

Das Interesse an Makramee, das in den 1980er Jahren deutlich nachgelassen hatte, erfuhr in den 2010er Jahren und – beschleunigt – in den Jahren der COVID-19-Pandemie (2019–2023) eine massive Wiederbelebung. Zu den weiteren Hintergründen dieser Entwicklung zählt außer der Modewelle des Boho-Chic die Ausbreitung des WWW mit seinen sozialen Medien, darunter nicht zuletzt YouTube, wo seitdem eine Fülle von Tutorials über alte und neue Makrameetechniken und -anwendungen zugänglich geworden ist.
Auffälligstes Charakteristikum des neuen Makramee ist eine extreme Erweiterung des Repertoires der Knüpftechniken. Noch in den 1970er Jahren war dieser Bestand über Rippen-, Kreuz- und Altweiberknoten kaum hinausgegangen. Viele der neuen Beiträge zum Thema Makramee hatten ihren Schwerpunkt nur gar nicht mehr so sehr auf der Anfertigung von Textilien oder Kunstobjekten, sondern versuchten vielmehr aufzuweisen, welche immense Bandbreite an Knoten dafür zu Gebote steht. Auch in traditionelleren Makrameelehrbüchern gewannen neue Knoten breiten Raum.
Die Anwendungen von Makramee haben sich im 21. Jahrhundert nicht grundlegend geändert. Häufiger als in den 1970er Jahren sieht man heute aber z. B. große flächige Arbeiten, wie groß dimensionierte Wandbehänge, Fenstervorhänge und Ähnliches. Das populärste Material ist gegenwärtig gezwirnte Baumwolle. Daneben werden jedoch auch viele neue Materialien verwendet, wie etwa Raphiafaser und Seegras, bei der Schmuckherstellung auch Nylon- oder Polyesterfaden sowie gewachstes Leinengarn.

## Verwandte Techniken

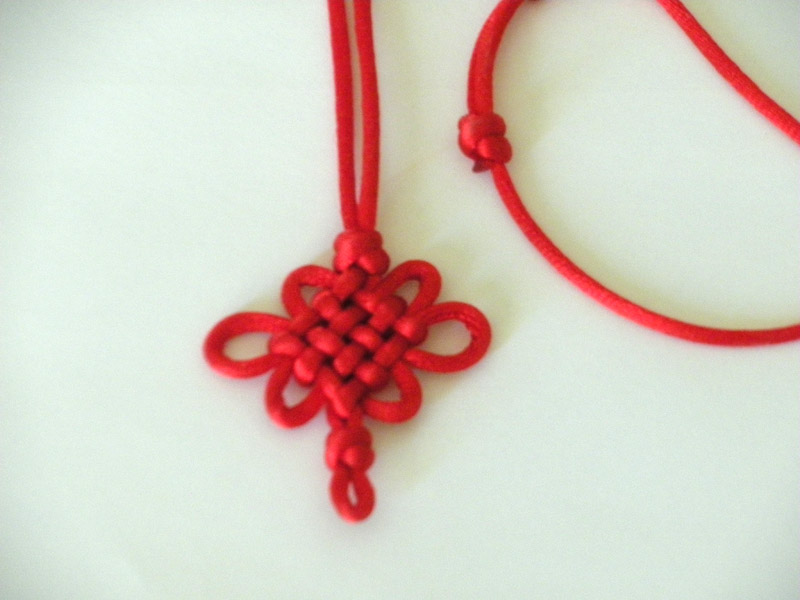
Eine chinesische Knüpfarbeit
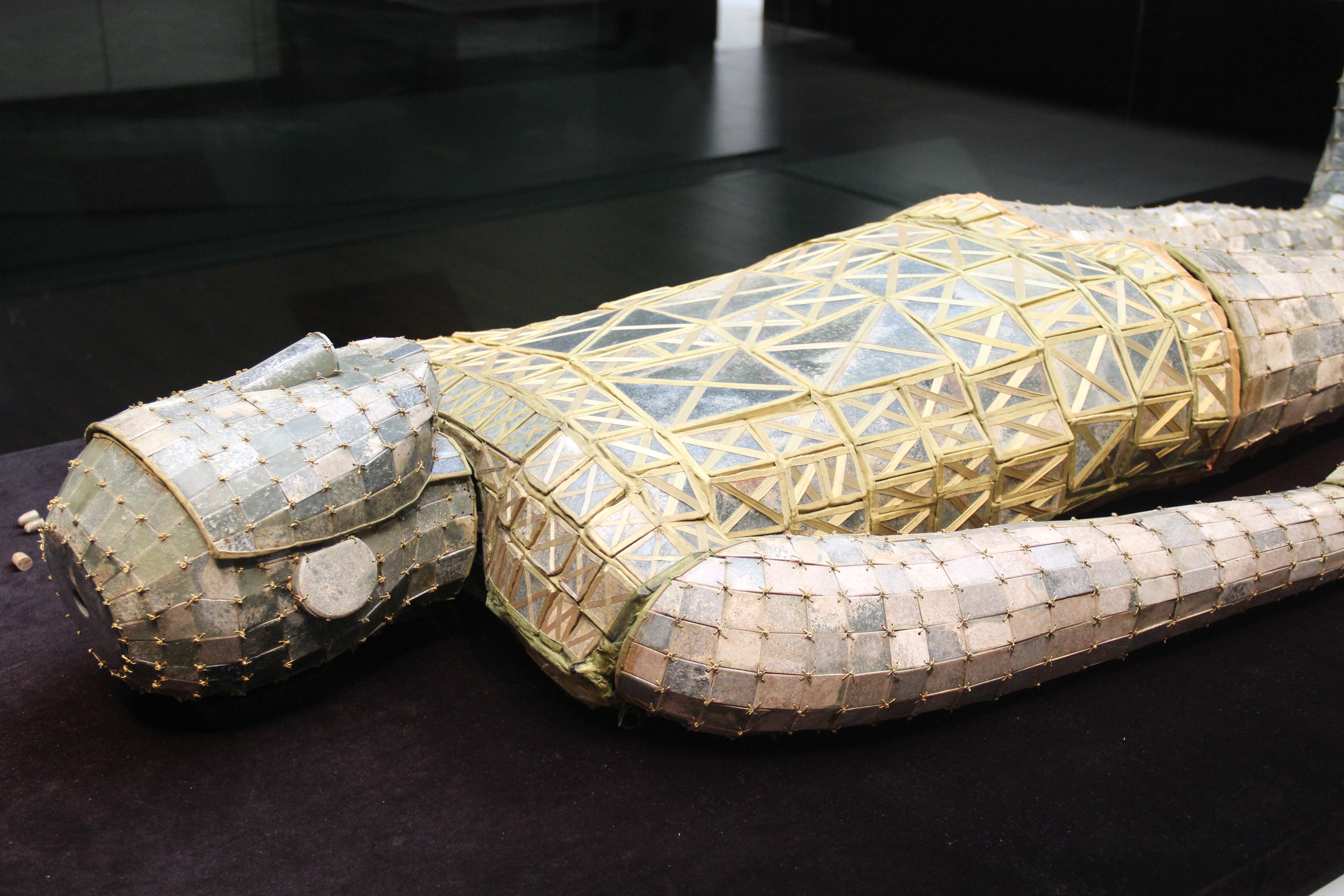
Bestattungsanzug der Prinzessin Dou Wan (2. Jahrhundert v. Chr.)
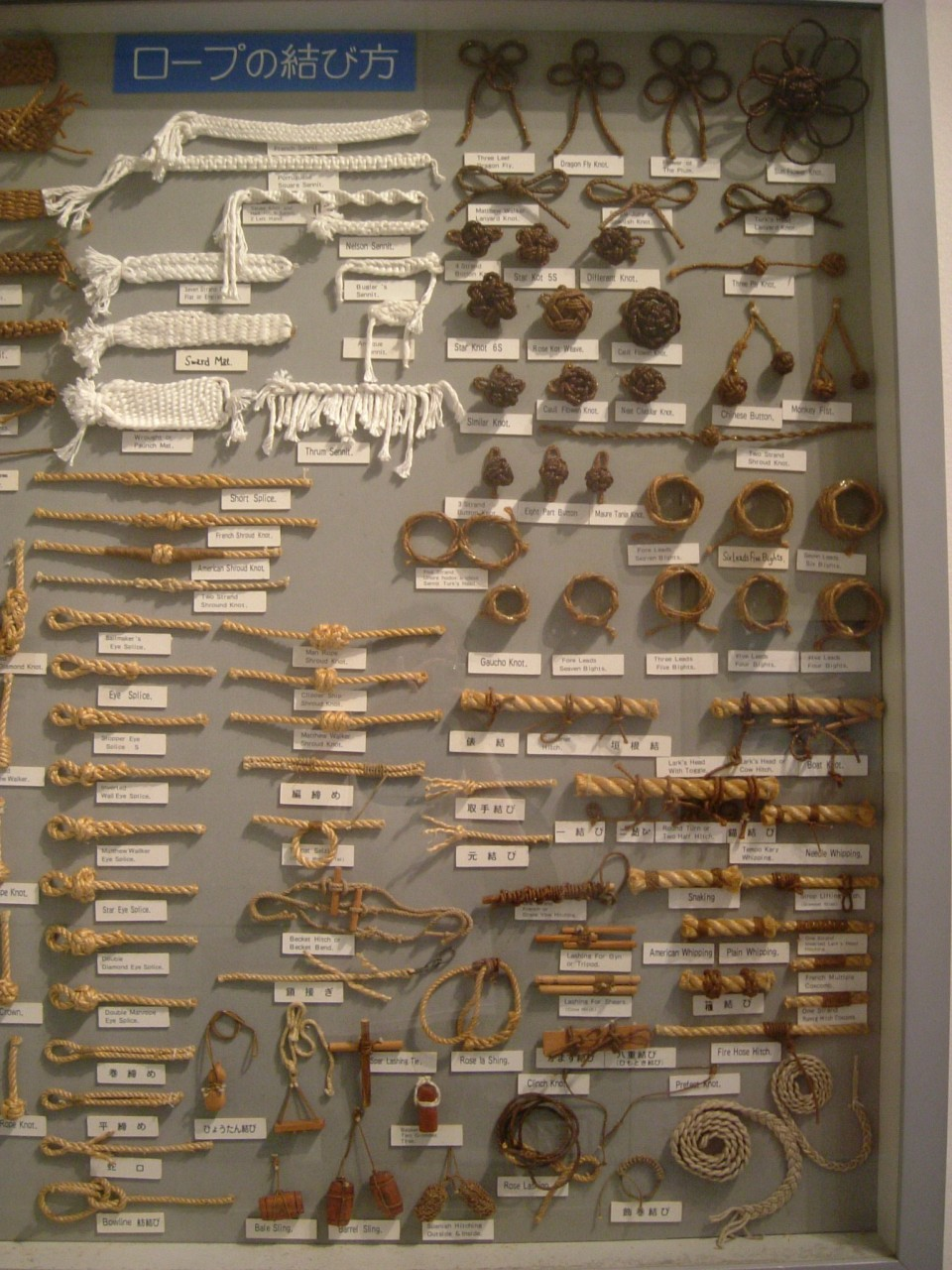
Seemännische Arbeiten
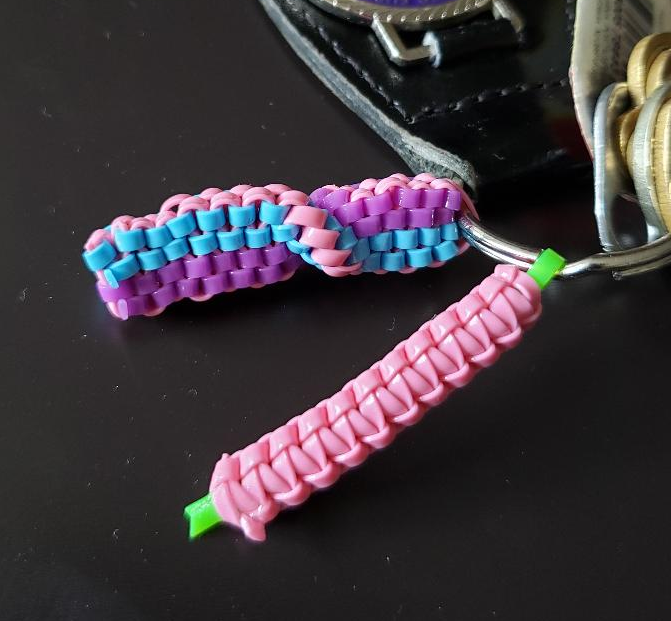
Zwei Scoubidou-Arbeiten

### Chinesisches Knüpfen
Die für Makramee charakteristischen Knotentechniken werden u. a. auch beim chinesischen Knüpfen (中国结, zhōng guó jié, wörtliche Bedeutung: „Zusammenfügen zweier Fäden“) verwendet, das im Westen darum gelegentlich auch als „chinesisches Makramee“ bezeichnet wird. Bei dieser traditionellen chinesischen Technik werden Seidenfäden zu meist kleinen, oft mit Jade verarbeiteten ornamentalen Objekten verknüpft, die historisch für eine Vielzahl von rituellen, praktischen und dekorativen Zwecken verwendet wurden. Ausgehend von archäologischen Funden von Werkzeugen wird vermutet, dass die Existenz dieser Technik in die vorschriftliche Zeit zurückreicht; gelehrte Texte, die auf das chinesische Knüpfen verweisen, sind, wohl aufgrund des volkstümlichen Charakters dieser Praxis, nicht überliefert. Hinweise existieren allerdings auf eine frühe chinesische Knotenschrift.
Im Verlaufe der 1930er Jahre büßte das chinesische Knüpfen seine Verbreitung fast vollständig ein. Aufgrund der geringen Haltbarkeit des Materials Seide sind nur wenige Arbeiten aus der Kaiserzeit erhalten geblieben. Zu den wenigen Ausnahmen zählt das aus Goldfäden geknüpfte Netz, das den zeremoniellen aus Jade gefertigten Bestattungsanzug zusammenhält, der 1968 im Grab von Dou Wan gefunden wurde, einer Prinzessin aus der Han-Dynastie. Weithin verbreitet waren aufwendig geknüpfte Kleinkunstwerke als Bestandteil der Verzierungen der Bindeschärpe der Seidenrobe vornehmer Männer (Hanfu). Bis ins frühe 20. Jahrhundert überdauerte die Technik als Verzierung von Objekten wie Windspielen, Palastlaternen, Brillenetuis, Fächerquasten und Haarnadeln. Das chinesische Knüpfen war nicht allein eine hochentwickelte Kunst, sondern auch ein Kommunikationsmittel, mit dem beispielsweise Segen, Glückwünsche oder sogar Liebe ausgedrückt werden konnten.
Wiederbelebt wurde das Interesse an der chinesischen Knüpftechnik in der Folge eines 1976 in Taiwan erschienenen Zeitschriftenartikels.

### Knüpfarbeiten der Seeleute
Die Knüpftechniken des Makramee finden Anwendung auch bei den traditionellen Knüpfarbeiten der Seeleute, wobei als „Platting“ insbesondere solche Arbeiten bezeichnet werden, die linear sind und auf einer einzigen Knotenart basieren. Vom Platting zu unterscheiden ist McNamara's Lace, eine ebenfalls von Seeleuten gepflegte Knüpftechnik, bei der jedoch faktisch Makrameespitze entsteht.

### Scoubidou
Scoubidou ist eine in Frankreich seit 1958 bekannte und in mehreren Wellen verbreitete Knüpftechnik, mit der – heute üblicherweise aus Kunststoffbändern – kleine, meist längliche Objekte wie z. B. Schlüsselanhänger angefertigt werden.

## Material

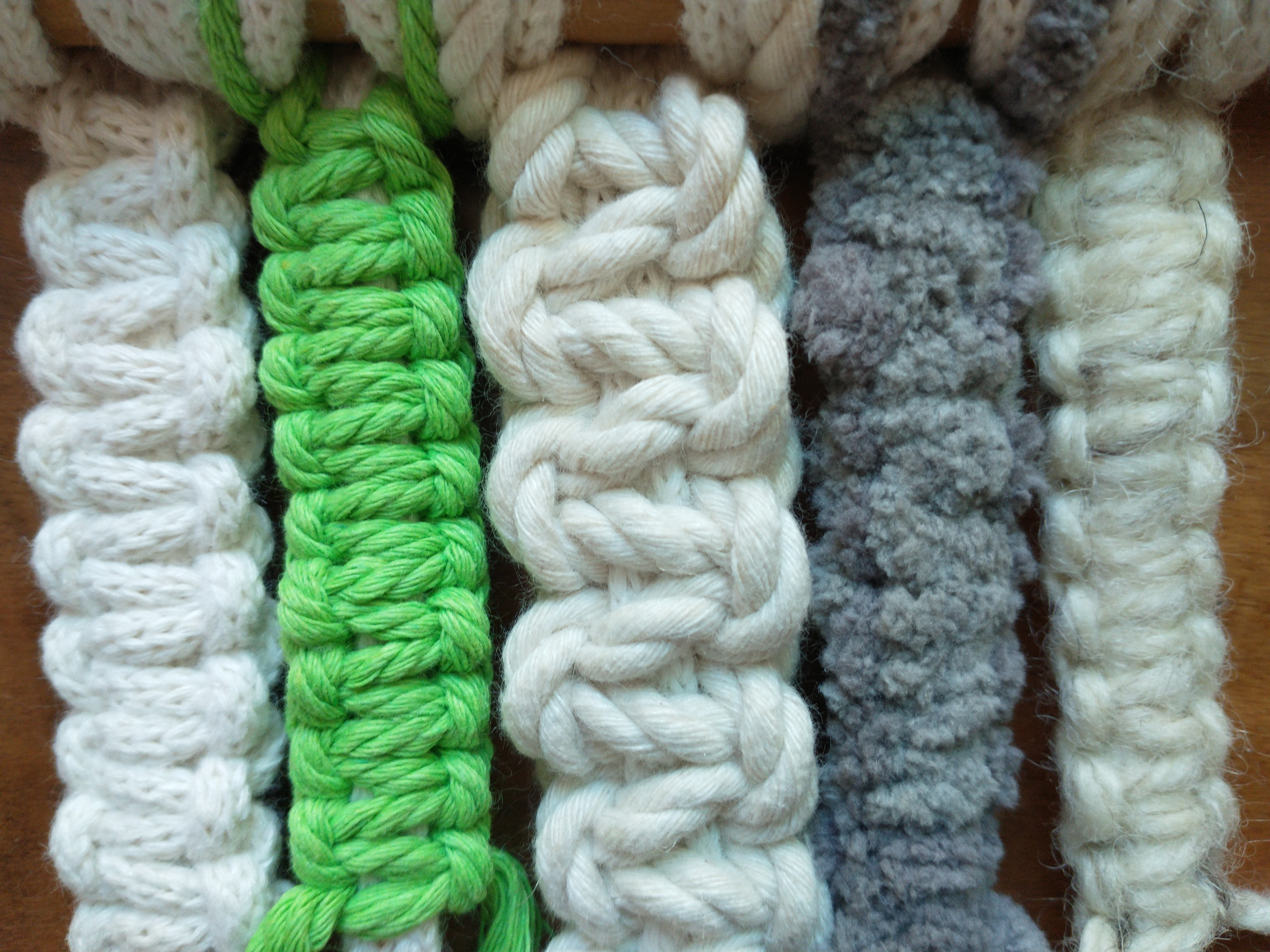
Derselbe Knoten, 5 verschiedene Materialien. Die Materialien verhalten sich nicht nur unterschiedlich, sondern bieten auch unterschiedliche Erscheinungsbilder.

Makrameetechniken lassen sich an nahezu jedem biegeschlaffen Material ausführen, das ausreichend langgestreckt ist, also außer mit handelsüblichem Makrameegarn auch mit den meisten anderen Arten von Garn, und beispielsweise auch mit Seil. Je glatter die Oberfläche des Materials ist, umso besser stellen sich im Werkstück die Knotentechniken dar. Im Bild ist zu sehen (von links nach rechts): 1. gestricktes Strickgarn, 2. Makrameegarn, 3 mm, 3. Makrameegarn, 6 mm, 4. flauschiges Synthetik-Strickgarn, 5. Strickgarn aus Schafswolle.
Leicht elastische Garne (z. B. geflochtene oder gestrickte Garne) erleichtern ein präzises Arbeiten; bei Werkstücken, die ein Gewicht tragen sollen (z. B. Blumenampeln), sind zugfeste Garne (z. B. gezwirnte Garne aus Baumwolle oder Jute) aber zweckmäßiger.
Handelsübliches Makrameegarn wird hauptsächlich in der Stärke 3 Millimeter angeboten; ebenfalls weithin gebräuchlich ist die Stärke 2 mm. Weniger verbreitet sind die Stärken 1, 4, 5, 6, 8 und 10 mm. Makrameegarn ist heute meist aus Baumwolle und 3- oder 4-fach verzwirnt.

## Makrameetechnik

### Trägerfaden und Arbeitsfaden
Charakteristisch für die meisten Knüpftechniken beim Makramee ist eine funktionale Differenzierung zwischen Trägerfäden (auch: Tragfäden, Leitfäden; engl. filler cords, holding cords) und Arbeitsfäden (working cords). Trägerfäden sind relativ kurz und bleiben gestreckt; sie tragen Knoten, werden aber nicht selbst geknotet. Arbeitsfäden sind relativ lang und werden an den Trägerfäden entlanggeknotet, wo sie Schlaufen und Knoten bilden. Bei vielen Techniken ist es für die Stabilität des Werkstücks zwingend, dass diese Differenzierung konsequent aufrechterhalten wird; bei manchen anderen Techniken jedoch werden Trägerfäden an bestimmten Stellen selbst zu Arbeitsfäden, und umgekehrt.

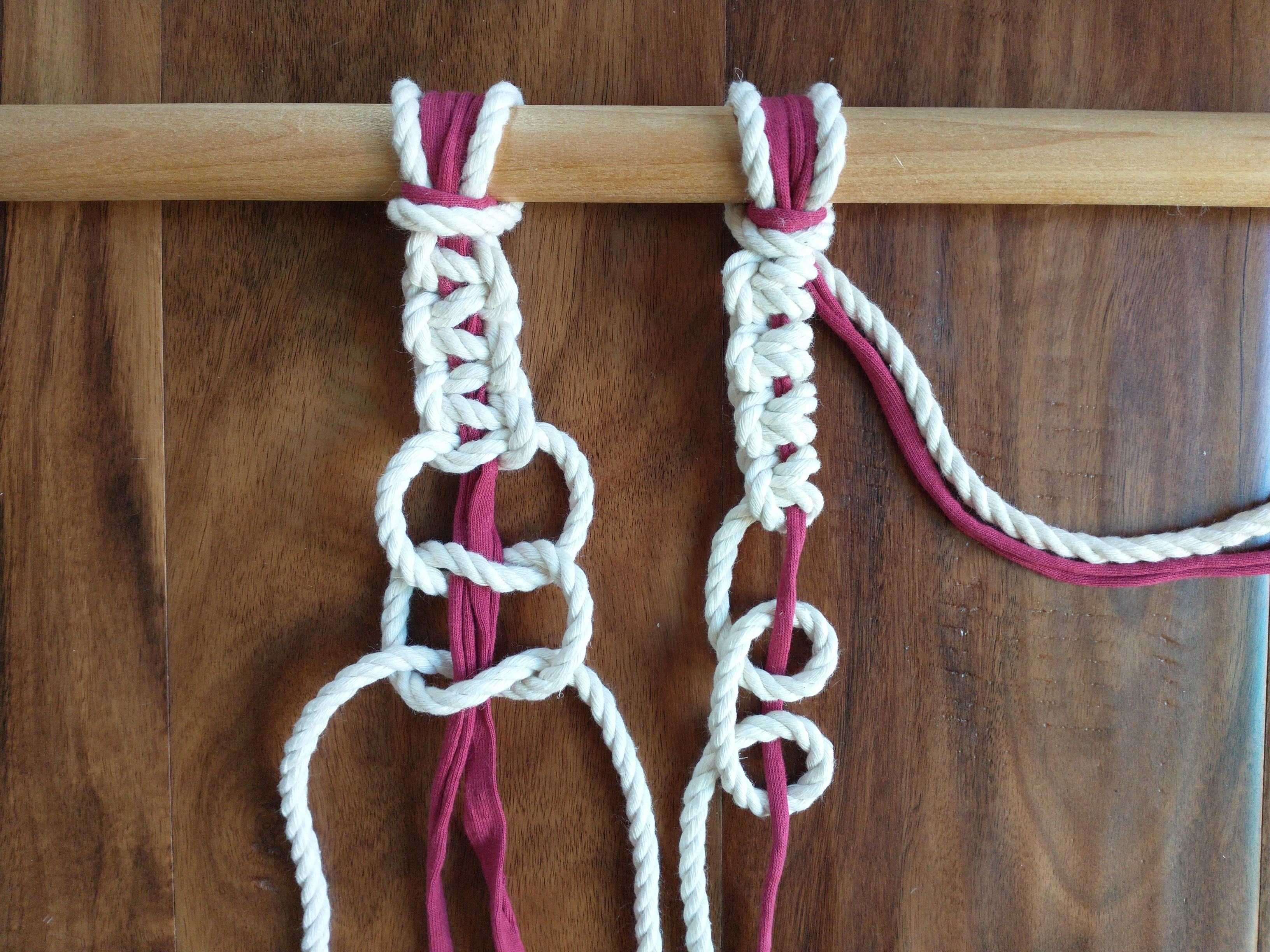
Träger- (rot) und Arbeitsfäden (weiß)
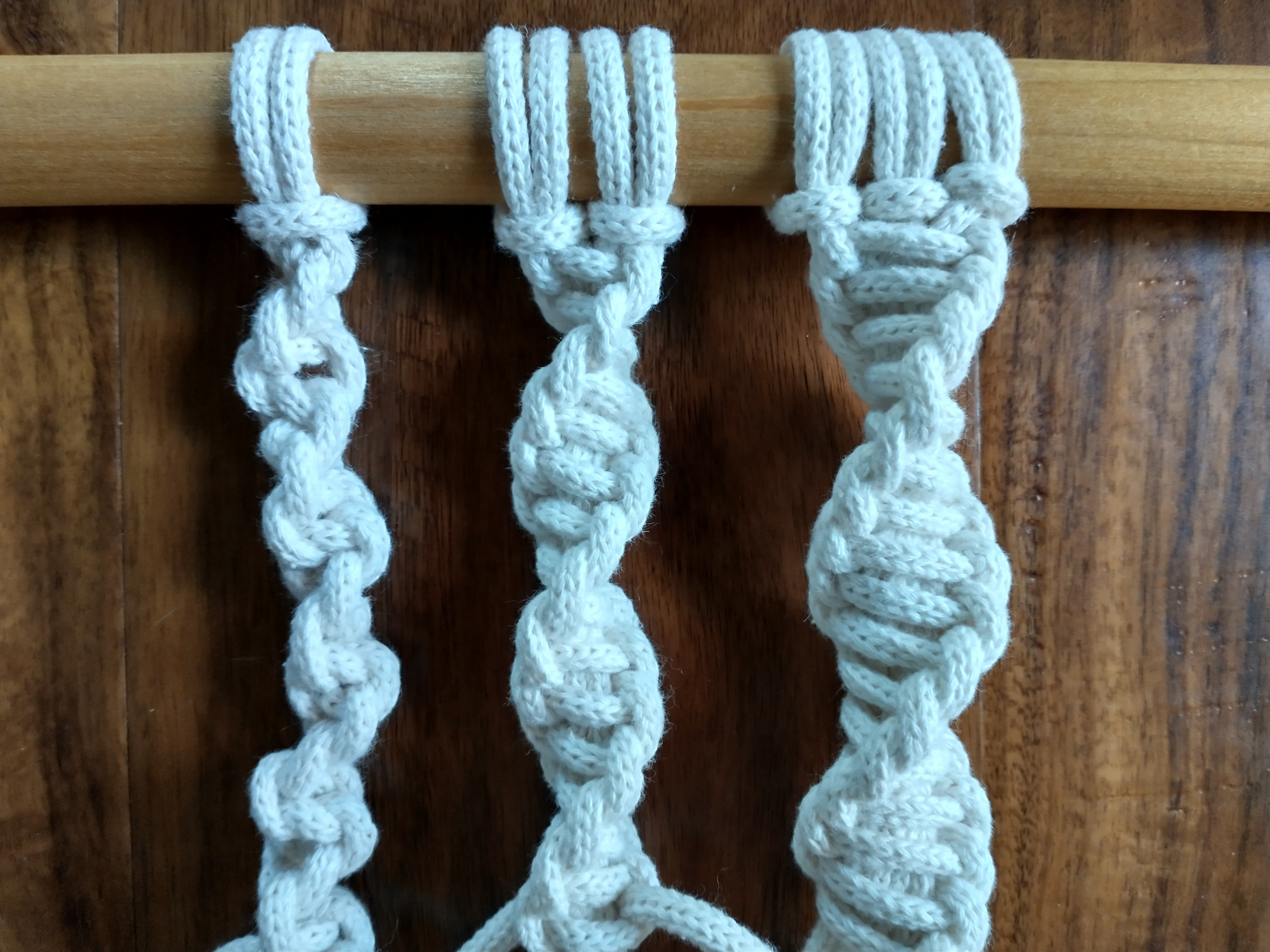
Serielle halbe Schläge ohne Trägerfaden (links), an 2 Trägerfäden (Mitte), an 4 Trägerfäden (rechts)

### Arbeitsgrundlage
Als Arbeitsgrundlage, an der die Träger- und Arbeitsfäden festgeknüpft werden, wurden traditionell Fäden (engl. foundation thread) verwendet, und zwar entweder als Doppelfaden oder als Doppelfadenpaar. Modern haben daneben auch Holz- und Metallringe sowie Rundhölzer und Ähnliches weite Verbreitung gewonnen. Bei anderen Verfahrensweisen wird in Makrameetechnik zuerst eine Schlaufe erarbeitet, aus der die benötigten Fäden unmittelbar hervorgehen.

### Häufig verwendete Knoten und Techniken

#### Ankerknoten
Als Basisknoten, mit denen die Fäden an der Arbeitsgrundlage befestigt werden, werden meist Ankerstiche verwendet oder Knoten, die auf Ankerstichen basieren. Technisch handelt es sich beim Ankerstich um zwei gegenläufig ausgeführte halbe Schläge, die aber in einer einzigen Bewegung ausgeführt werden. Weil der Ankerstich seine Festigkeit nur durch Zug gewinnt und in der allerersten Arbeitsphase dazu neigt, sich wieder zu lockern, werden oft Varianten bevorzugt, die auch ohne Zug stabil bleiben. Hier eine Auswahl:

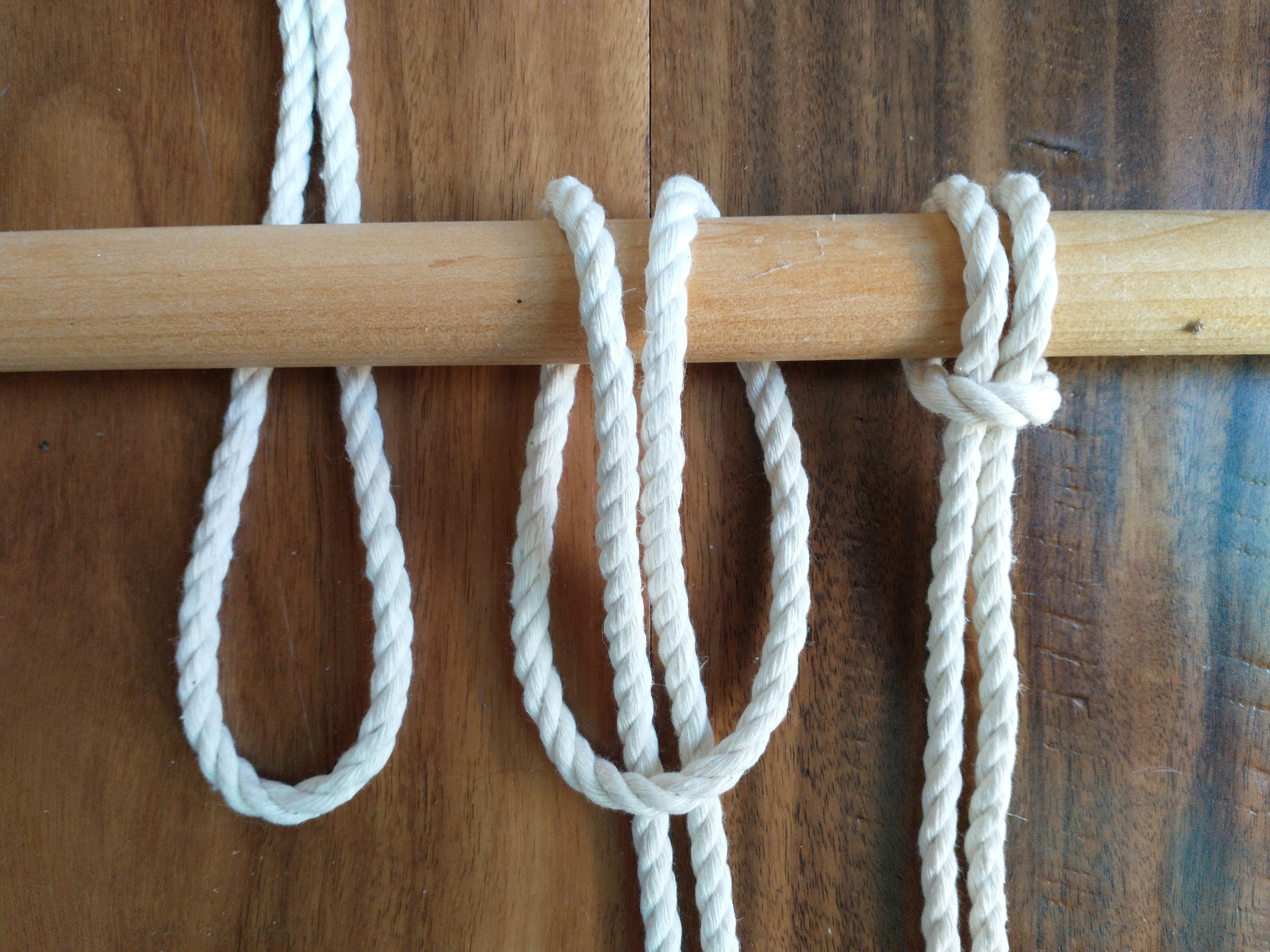
Ankerstich
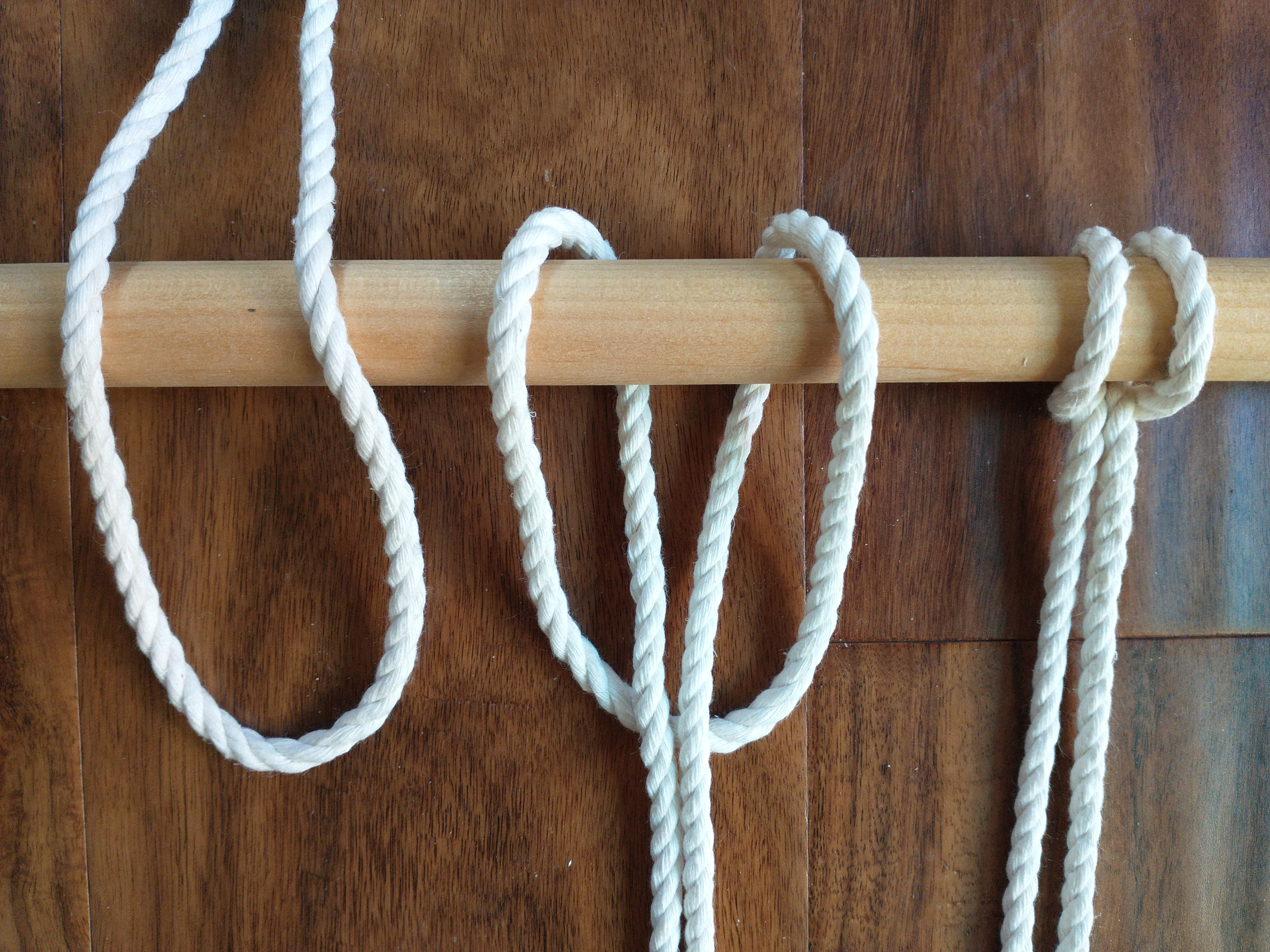
umgekehrter Ankerstich
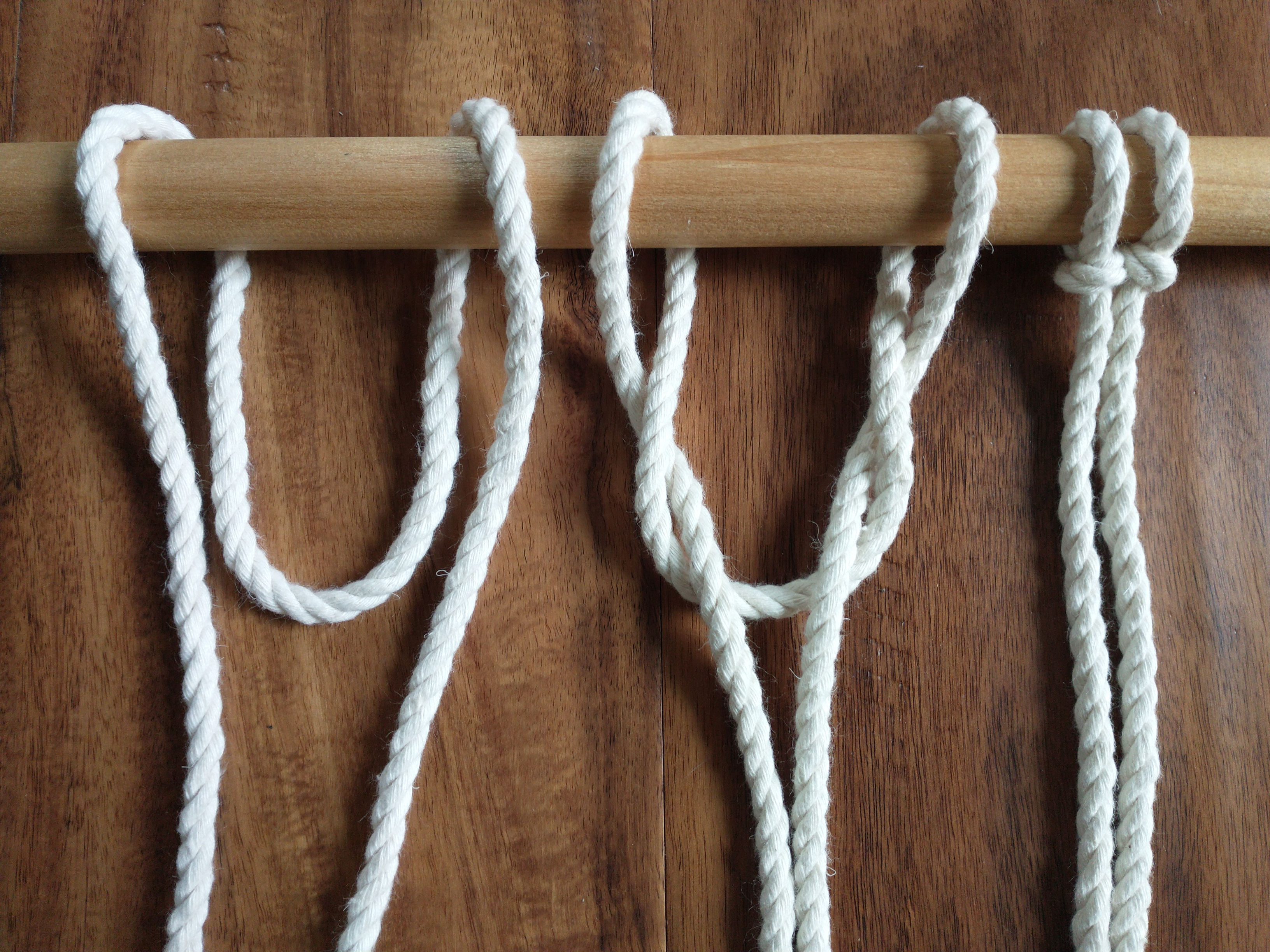
Slingstone hitch
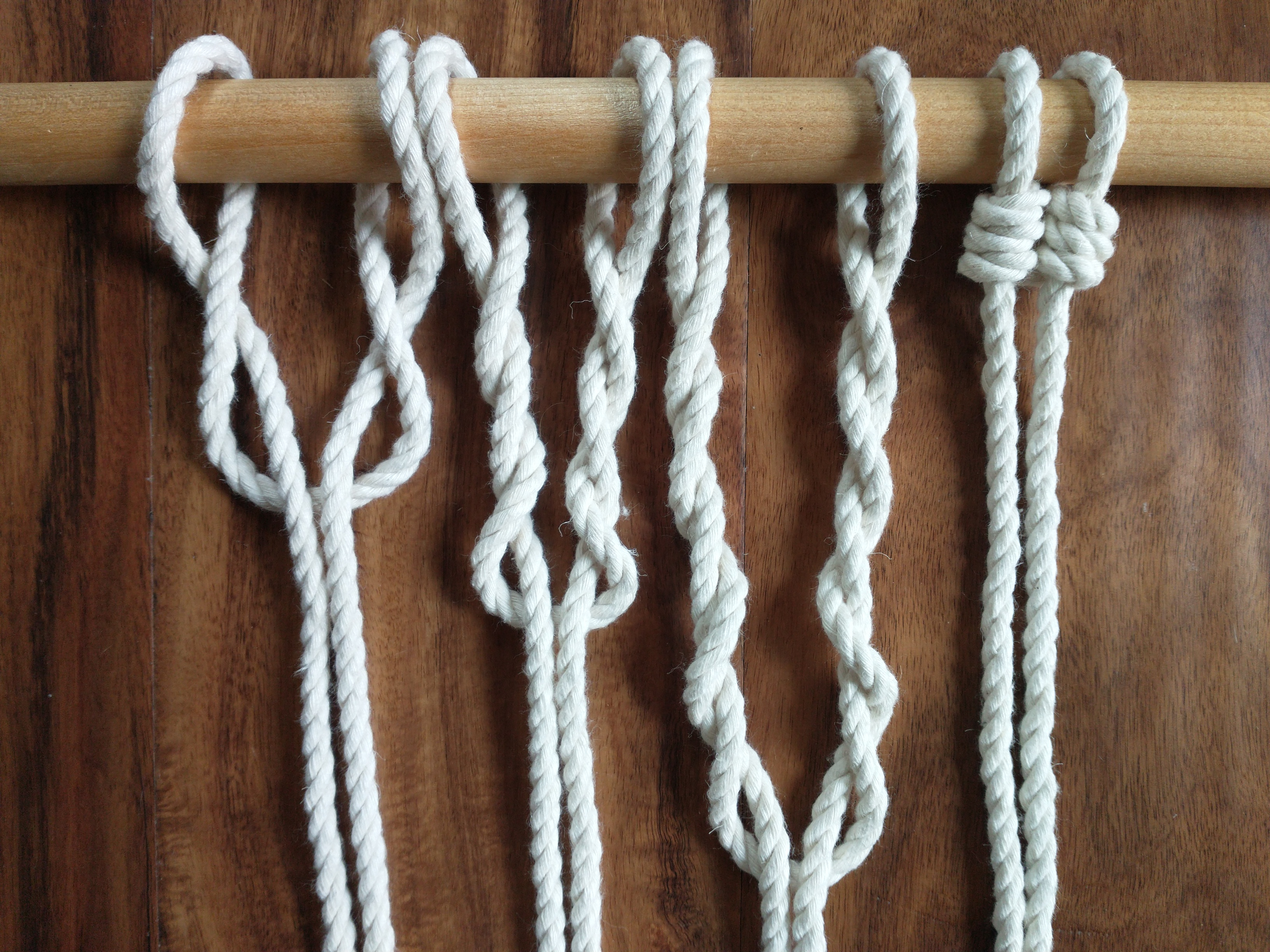
3-facher Slingstone hitch
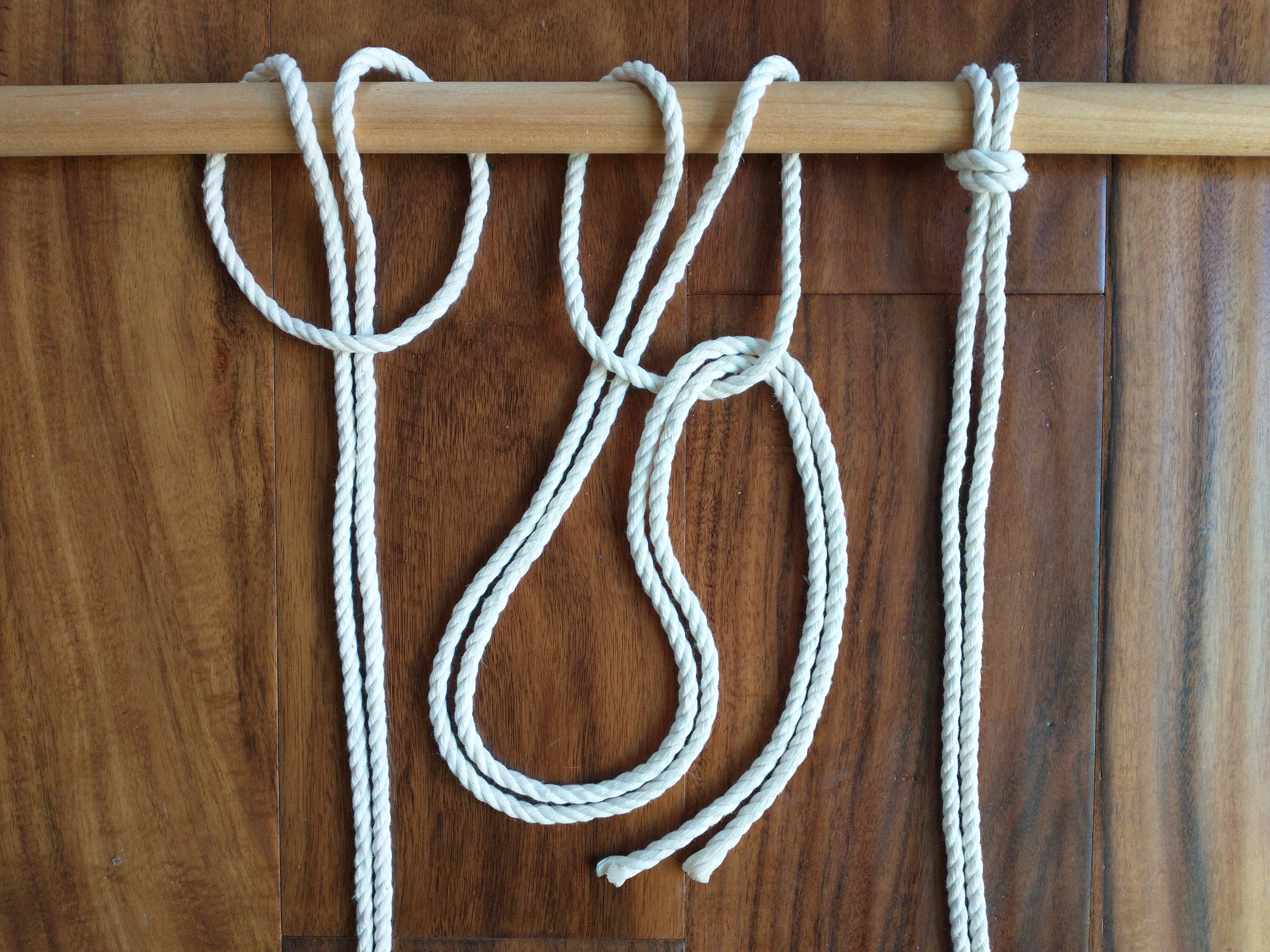
verstärker Ankerstich 1
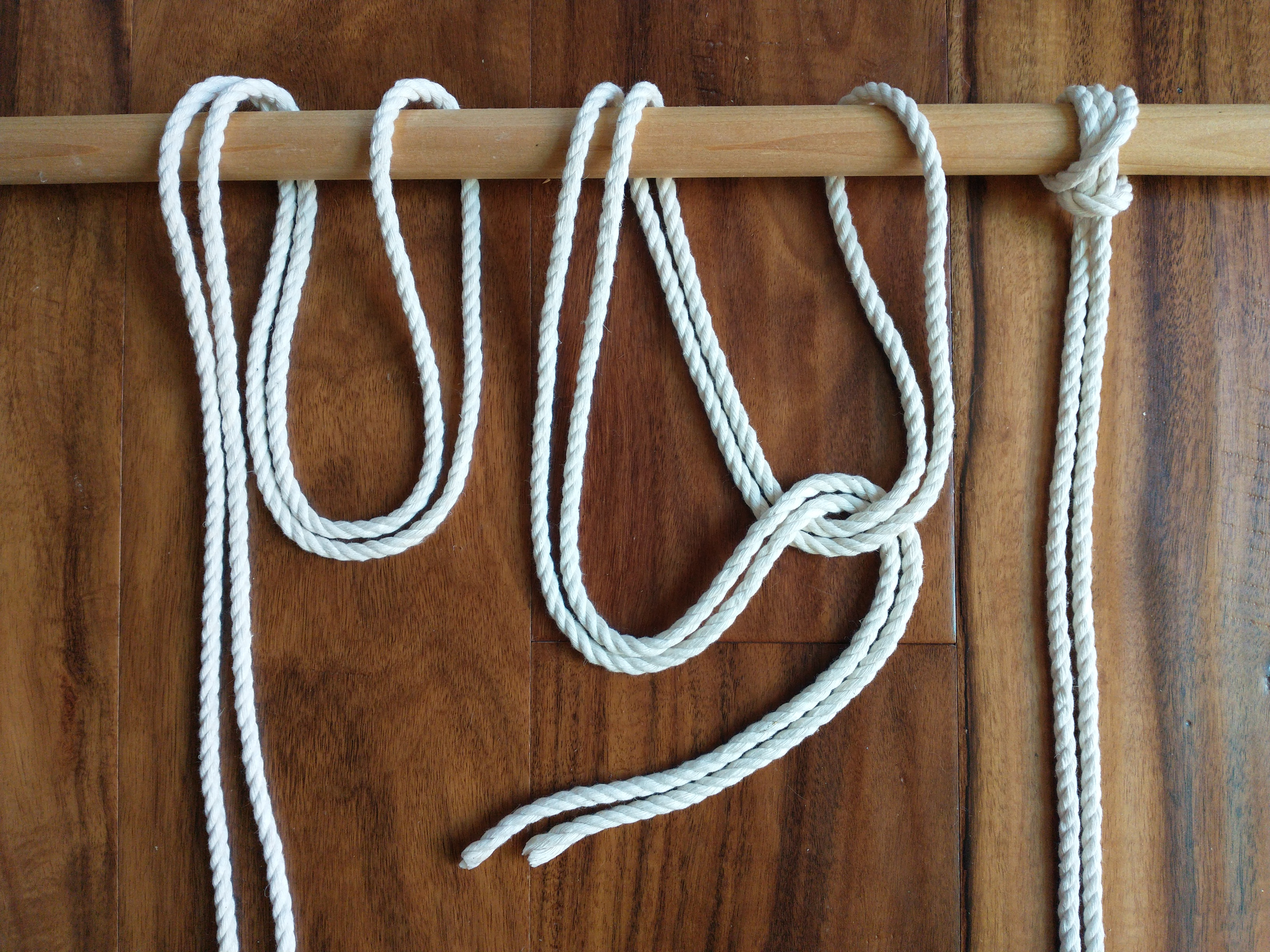
verstärkter Ankerstich 2
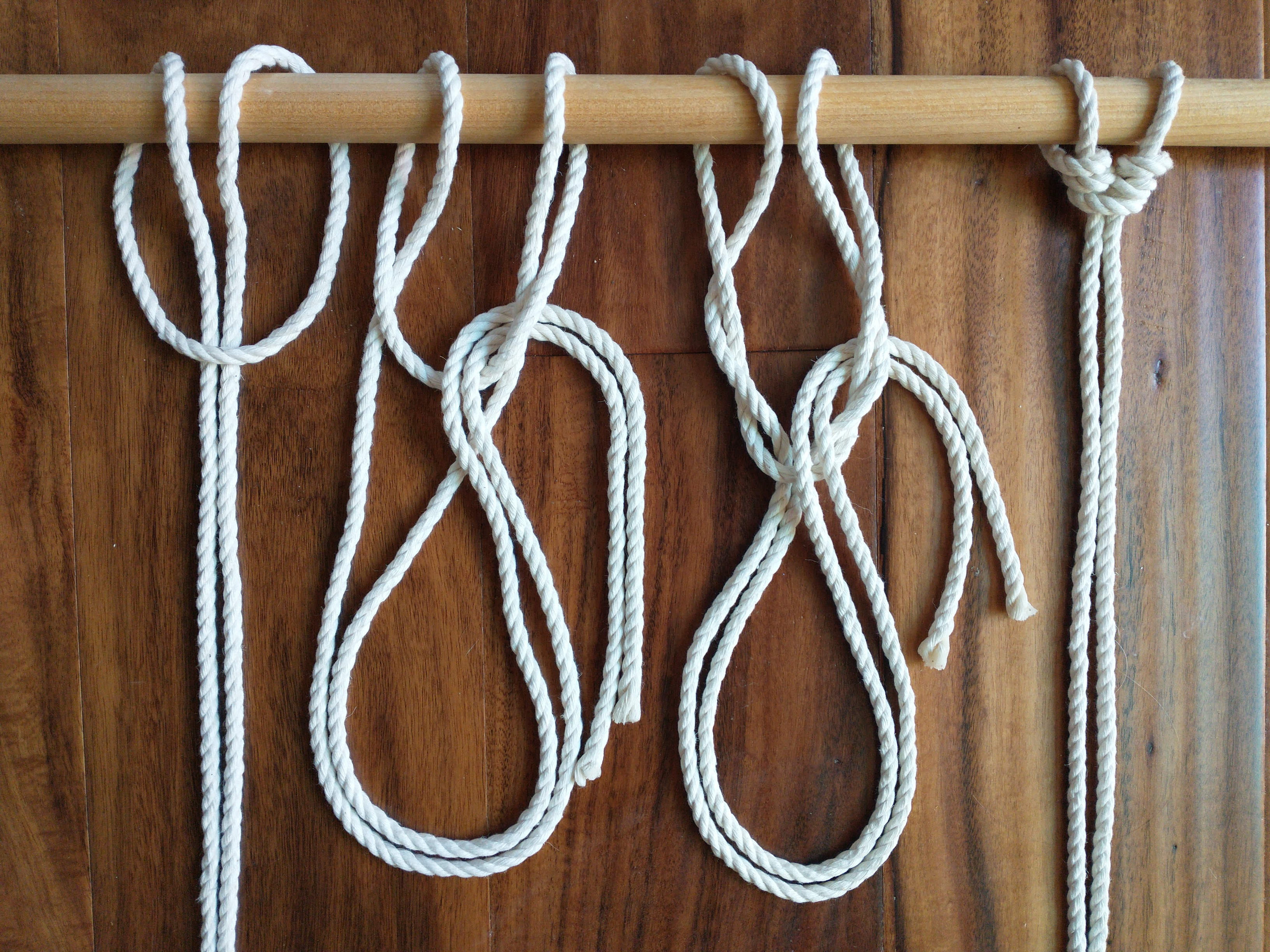
Cat's paw knot
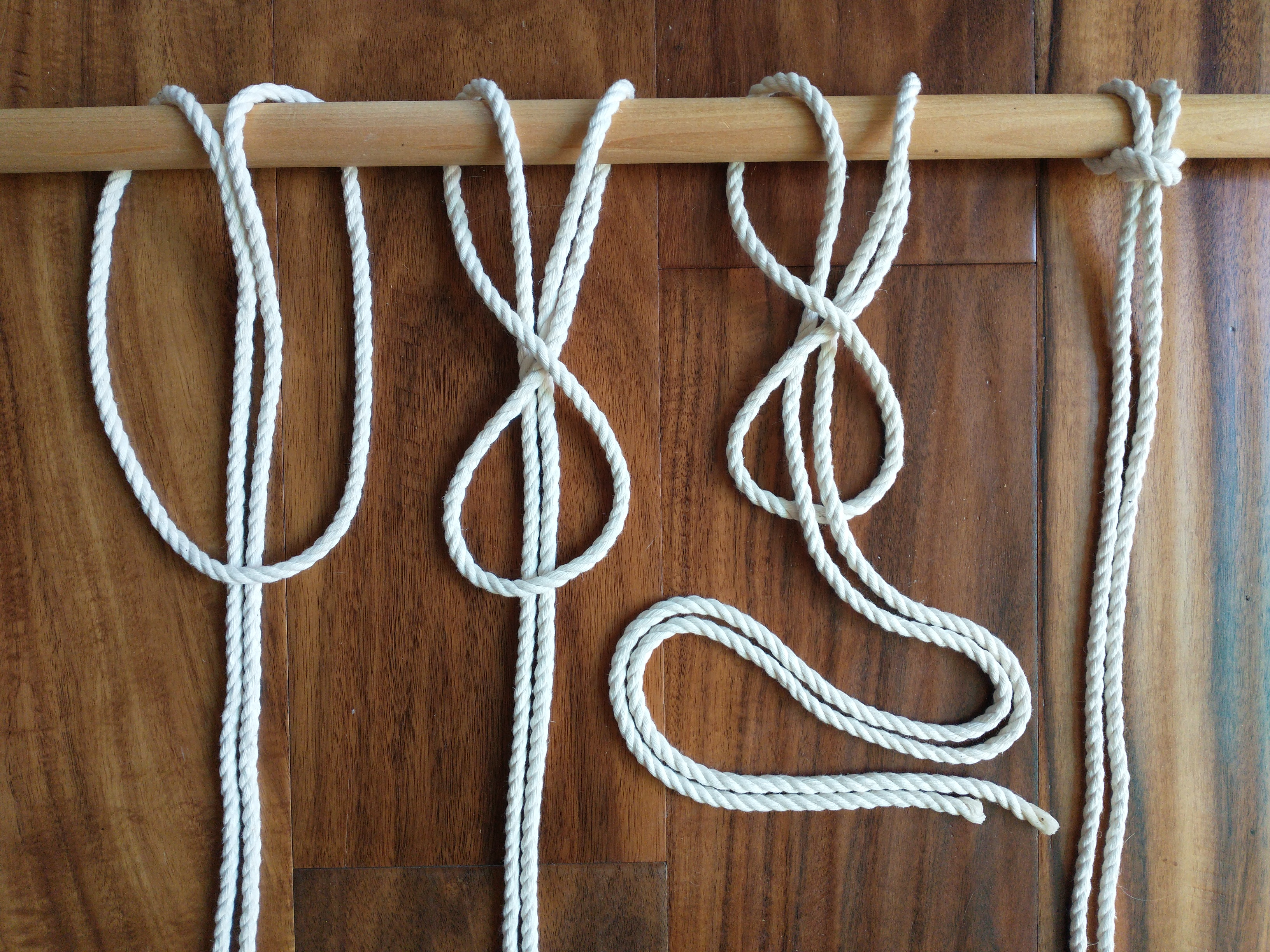
gekreuzter Ankerstich 1
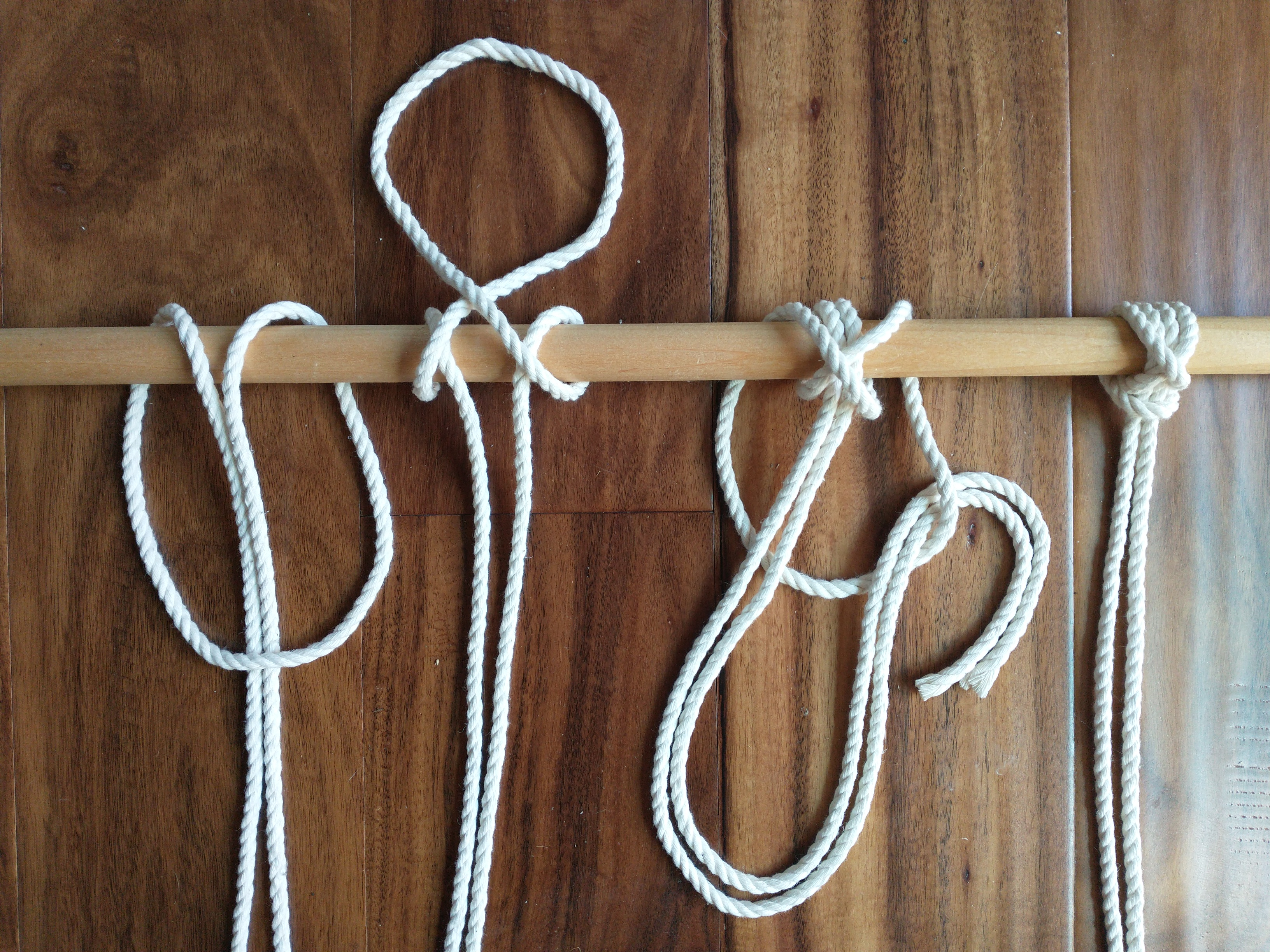
gekreuzter Ankerstich 2 (Criss cross knot)
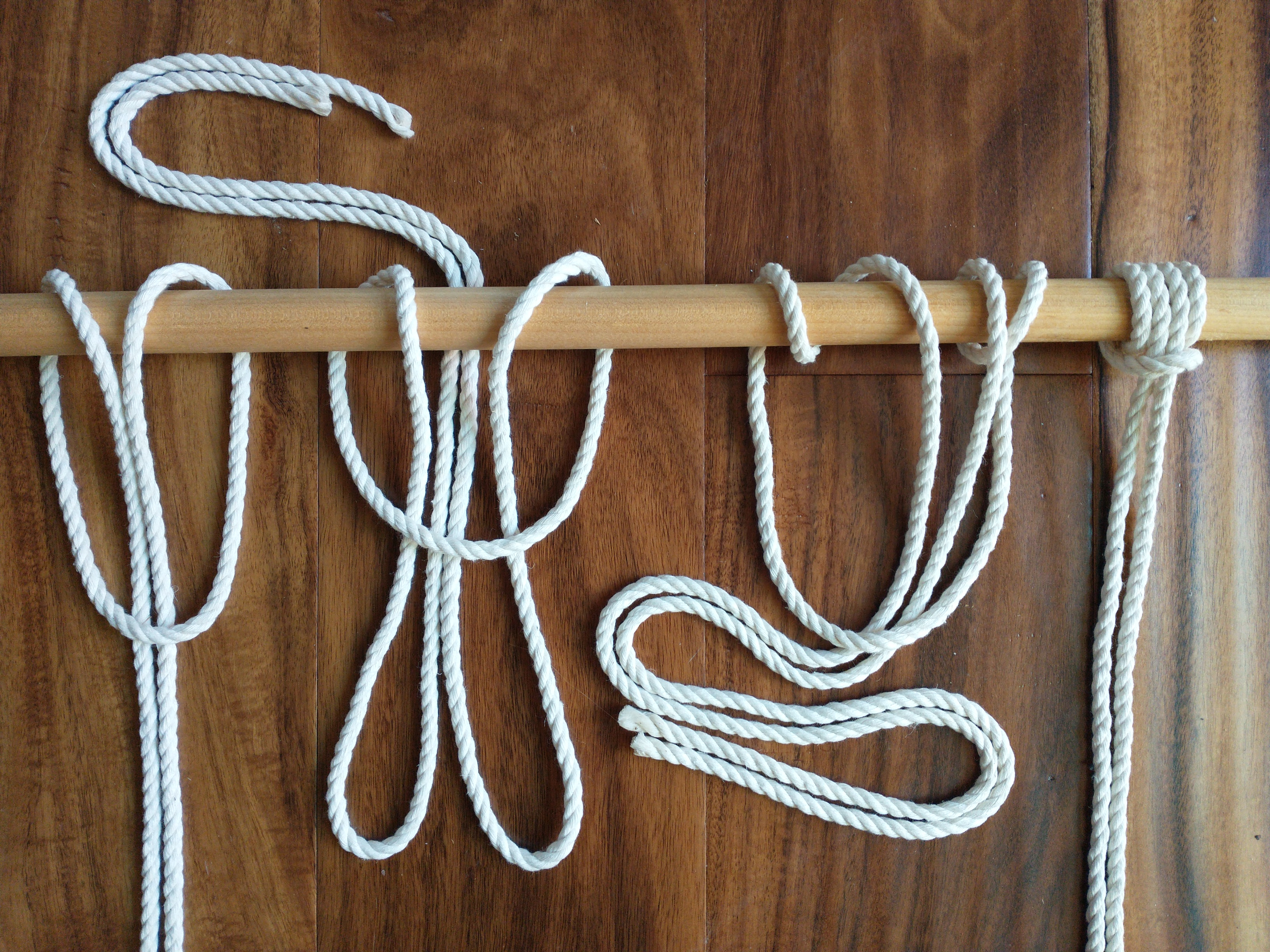
Ankerstich mit zusätzlichen Windungen
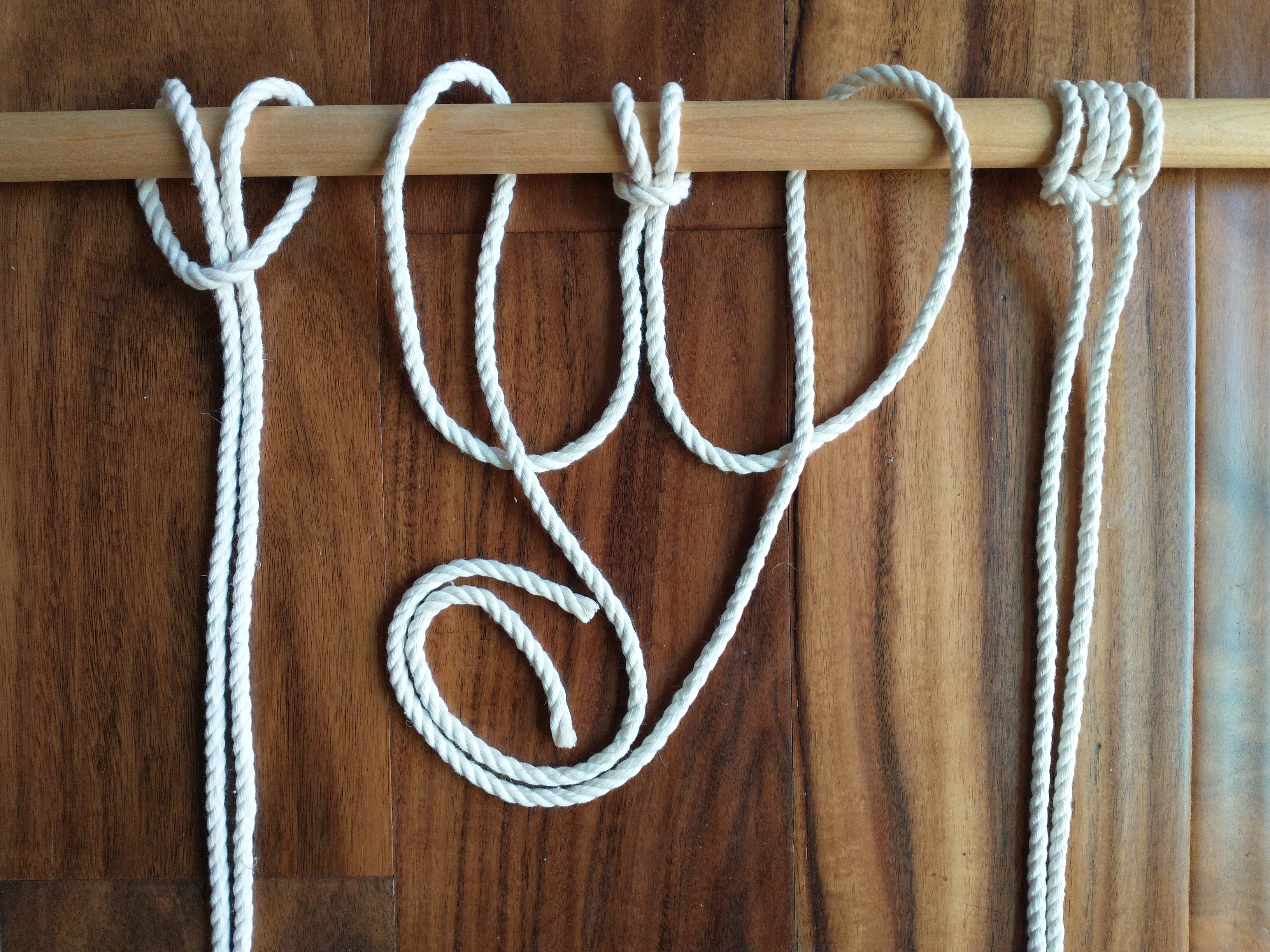
Ankerstich mit halben Schlägen links und rechts

Zur Befestigung von Fäden werden gelegentlich auch andere Knoten, wie etwa der Webeleinenstek, verwendet.

#### Halbe Schläge und halbe Knoten
Die meisten Knoten, die beim Makramee verwendet werden, basieren entweder auf halben Schlägen oder halben Knoten:
Halber SchlagDer Arbeitsfaden wird um den Trägerfaden herumgelegt. Im Normalfall wird der Arbeitsfaden dabei zunächst vor den Trägerfaden gelegt und dann erst rückseitig darum herumgeführt.
Halber KnotenZwei Arbeitsfäden werden umeinander gelegt.
Ein Makrameemuster, das entsteht, wenn ein und derselbe Knoten in vertikaler Richtung mehr- oder vielfach wiederholt wird, nennt man Platting (engl. sennit, sinnet).

##### Varianten der Ausführung
Beide dieser Knoten können auf unterschiedliche Weise ausgeführt werden. Bei manchen Techniken ist dies eine reine Frage der persönlichen Gewohnheit, wobei es z. B. für Rechtshänder tendenziell günstig ist, den Trägerfaden mit der linken Hand zu führen und den Arbeitsfaden mit der rechten. Bei anspruchsvolleren Arbeiten dagegen kommt es für das Ergebnis genau auf die Art der Ausführung an.

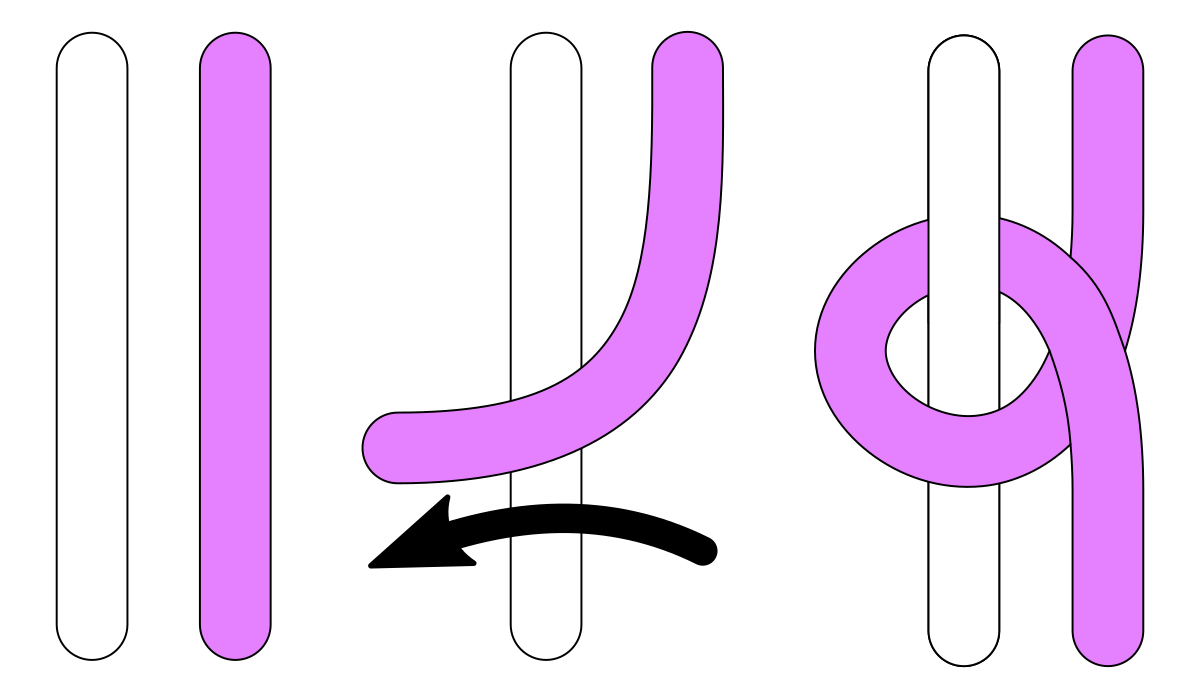
Halber Schlag, von rechts beginnend, Arbeitsfaden oben
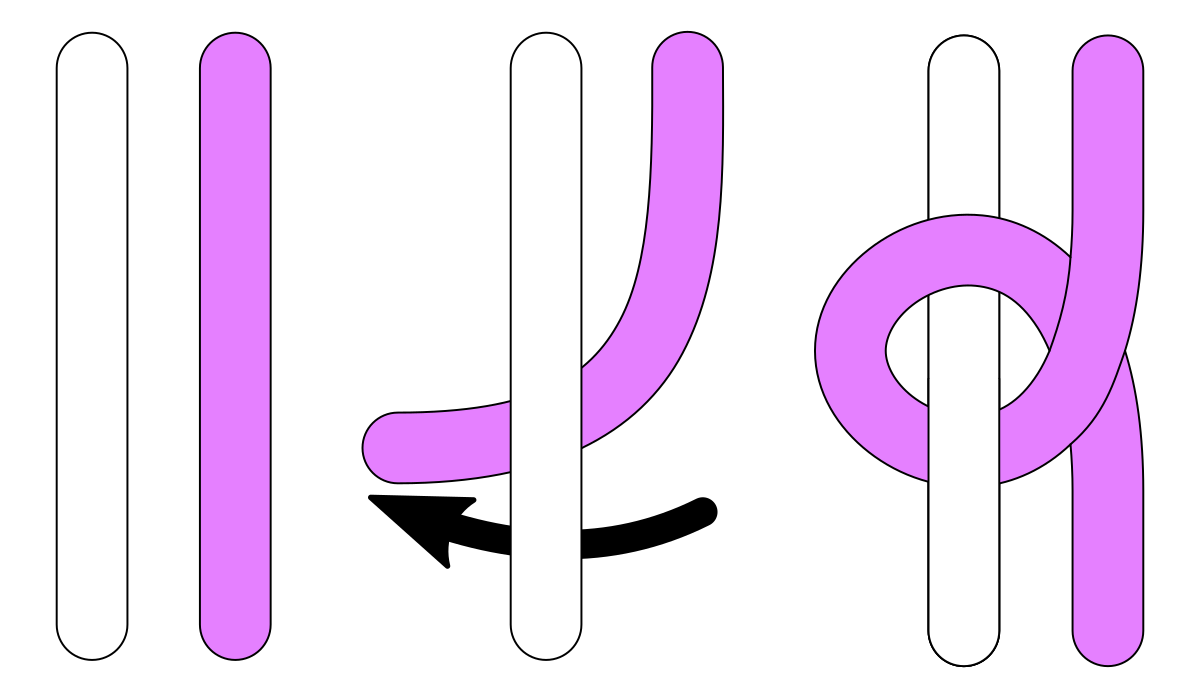
von rechts, Arbeitsfaden unten
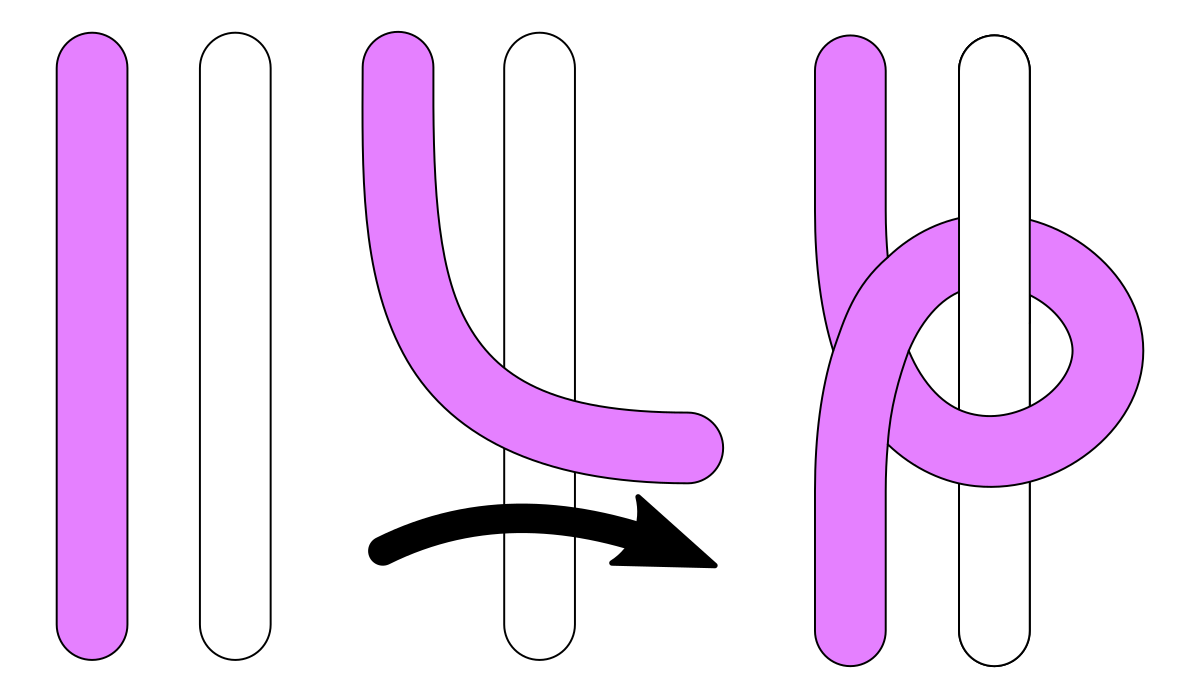
von links, Arbeitsfaden oben
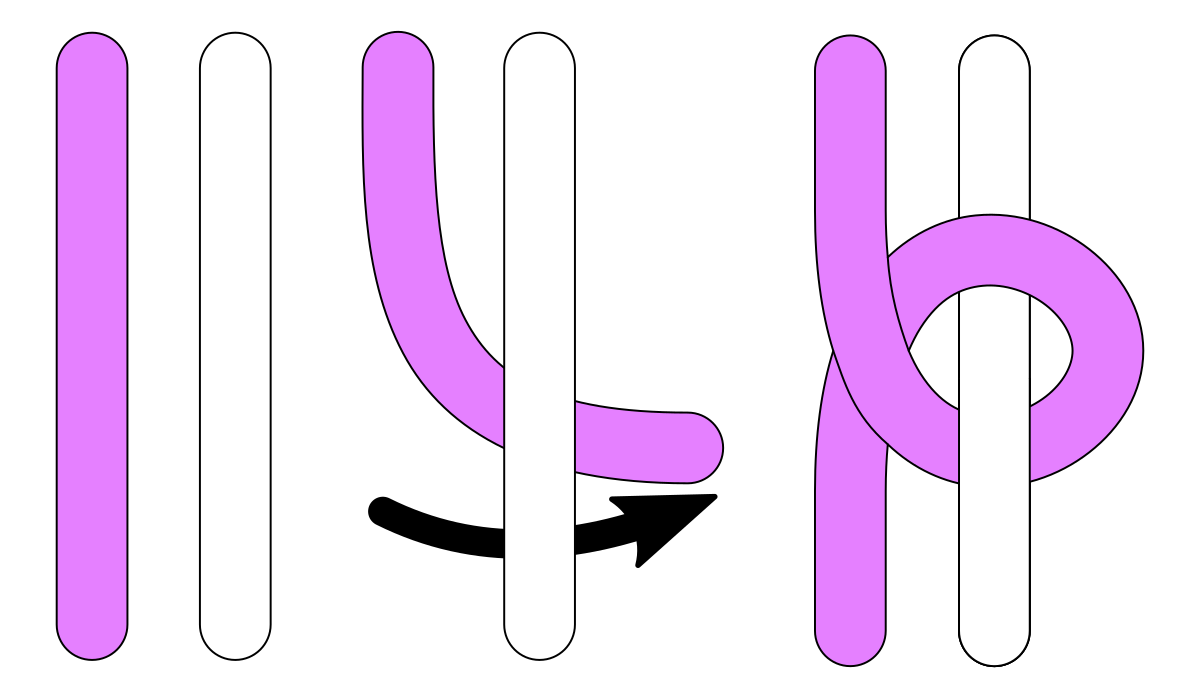
von links, Arbeitsfaden unten
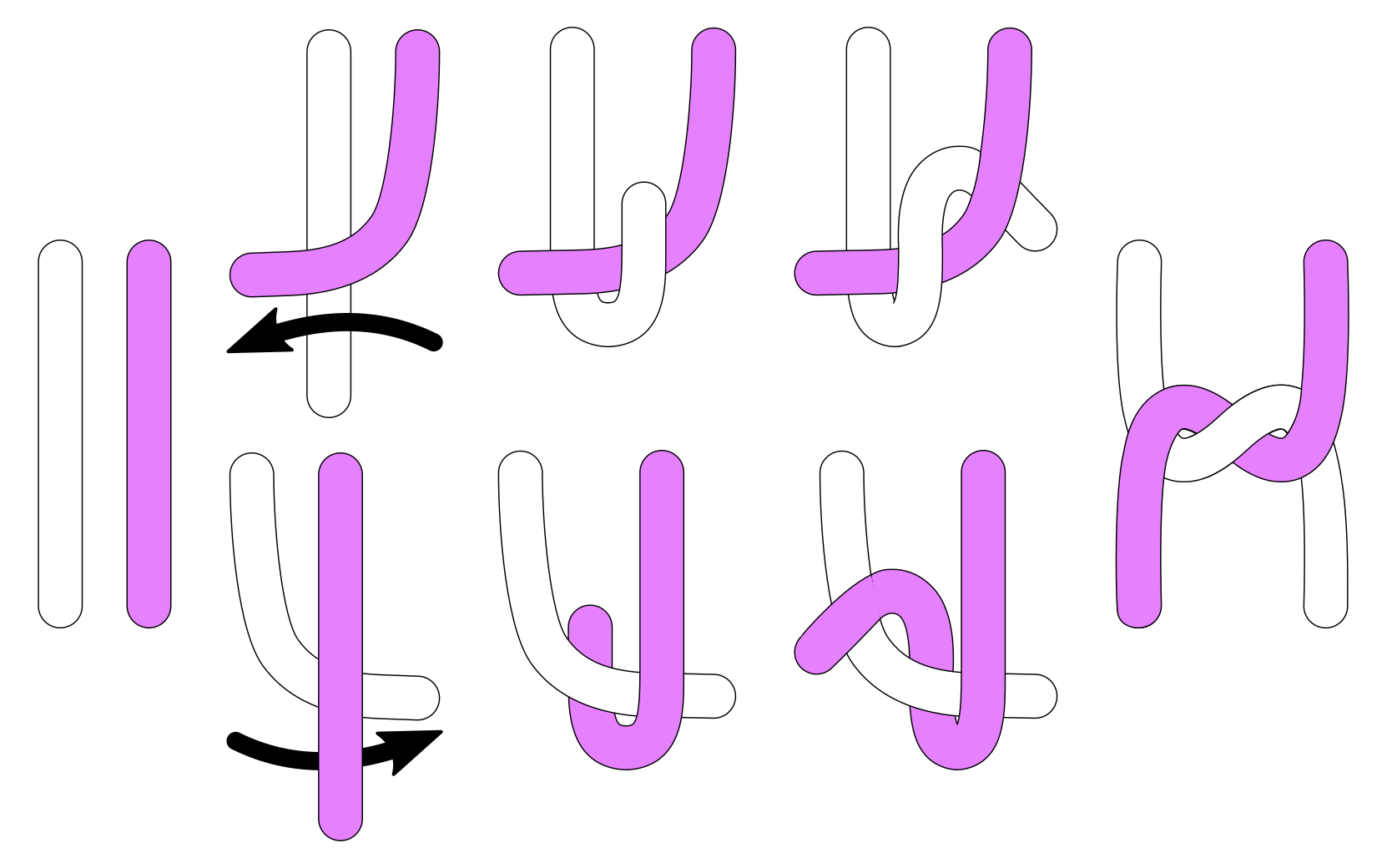
Halber Knoten, von rechts beginnend, Arbeitsfaden oben (die unten gezeigte Alternative führt zum selben Ergebnis)
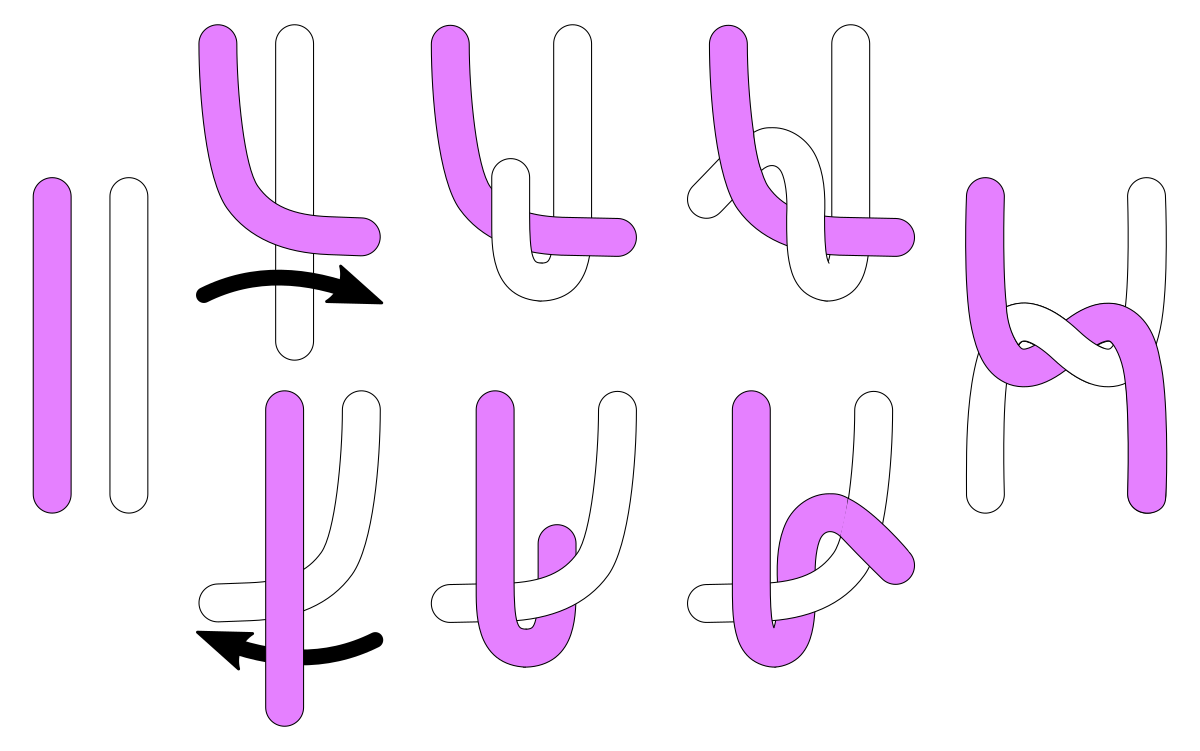
von links beginnend, Arbeitsfaden oben (die unten gezeigte Alternative führt zum selben Ergebnis)

##### Halbe Schläge

###### Rippenknoten
Sowohl halbe Schläge als auch halbe Knoten werden beim Makramee oft paarweise ausgeführt. Zwei identisch ausgeführte halbe Schläge ergeben einen Rippenknoten (engl. clove hitch knot). Im traditionellen Makramee des späten 19. Jahrhunderts hat dieser Knoten eine so zentrale Rolle gespielt, dass die Autorin des Buches Sylvia's Book of Macrame Lace ihn als „Makrameeknoten“ bezeichnete.
Wenn identisch ausgeführte halbe Schläge in größerer Zahl ausgeführt werden, dreht das Werkstück sich unter bestimmten Umständen (in linearen Werkstücken, nicht aber in flächigen, in denen eine „Rippe“ mehrere Träger- oder Arbeitsfäden enthält) zur Helix. Dabei hängt die Drehrichtung von der Ausführung der halben Schläge ab:

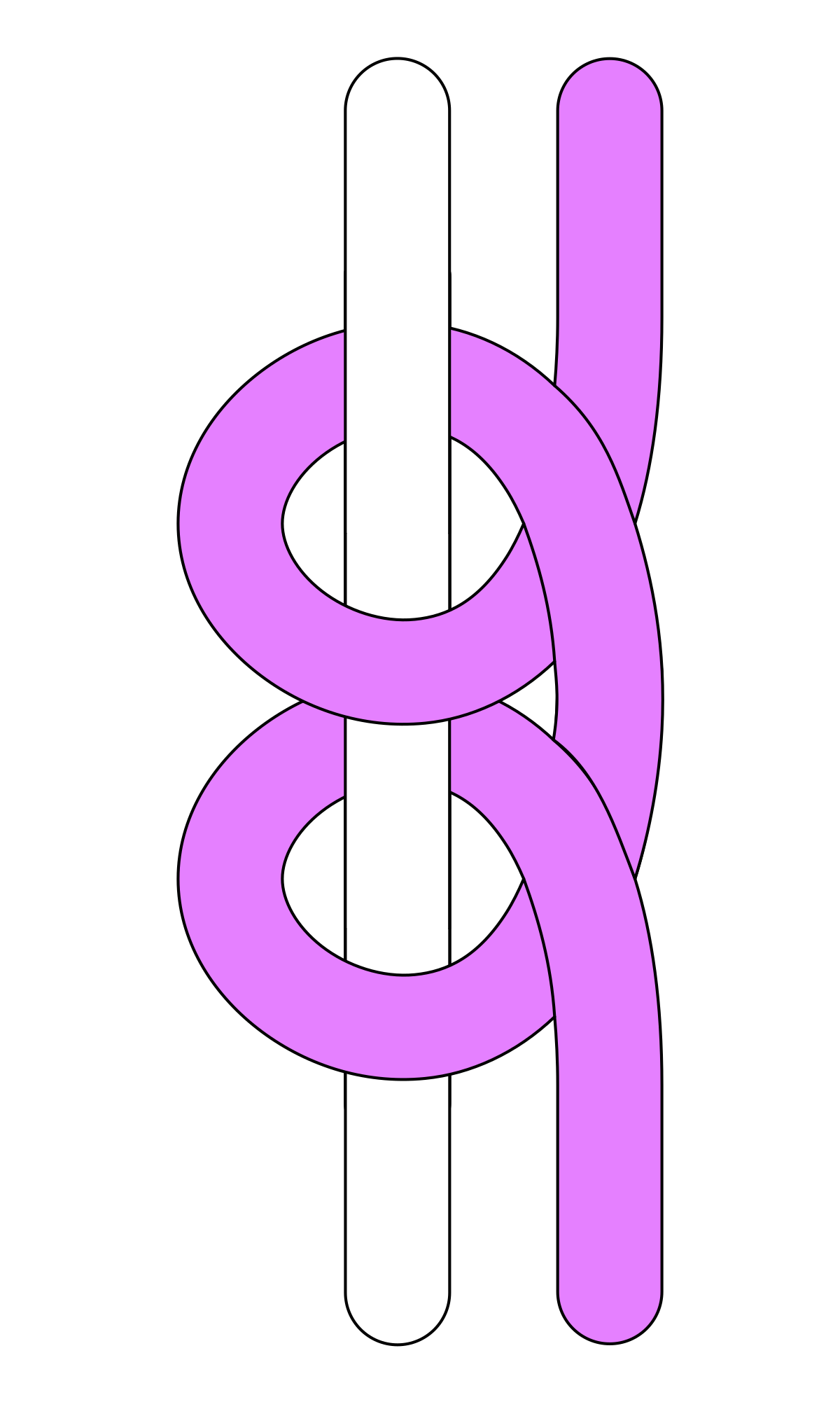
Rippenknoten normal
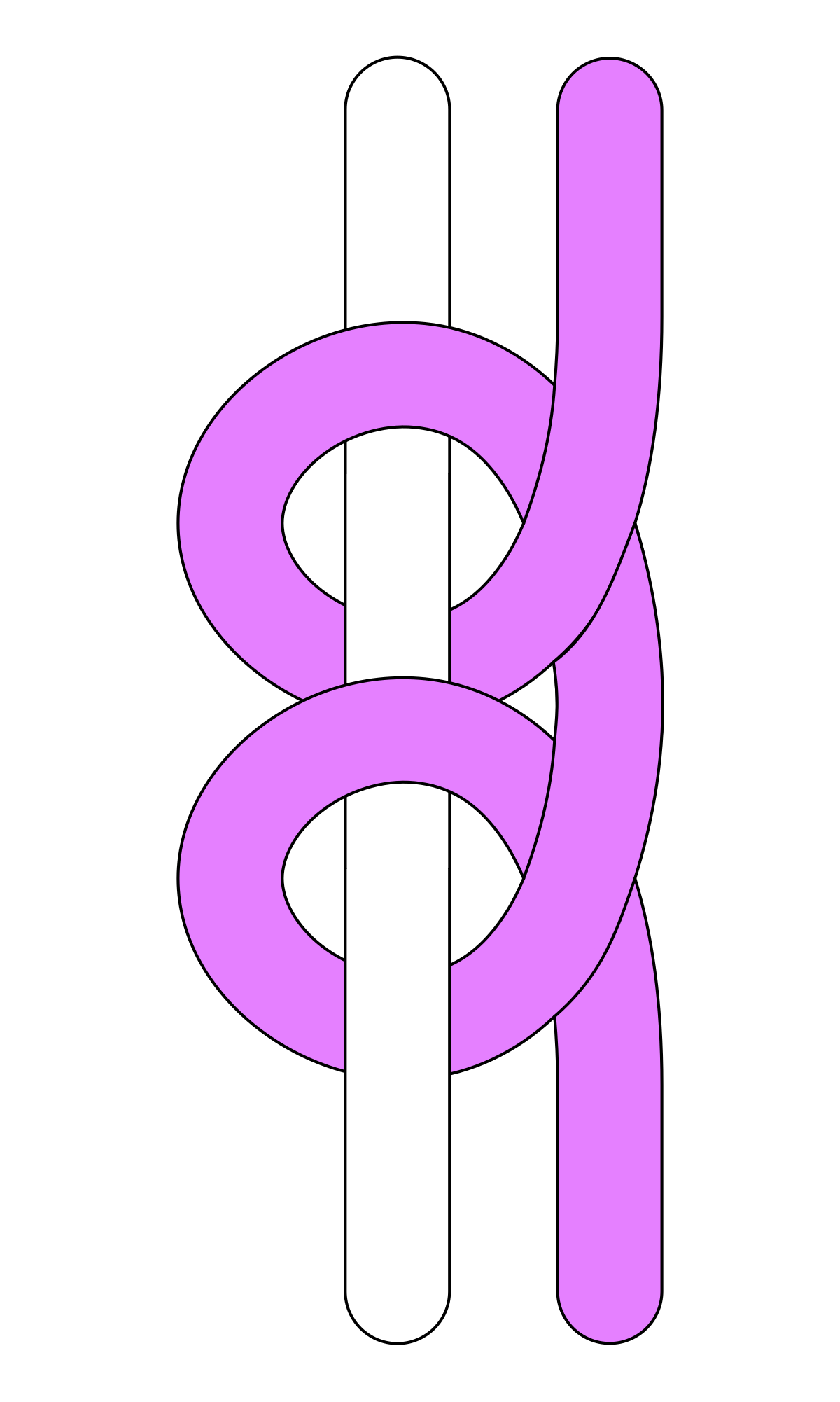
Rippenknoten umgekehrt
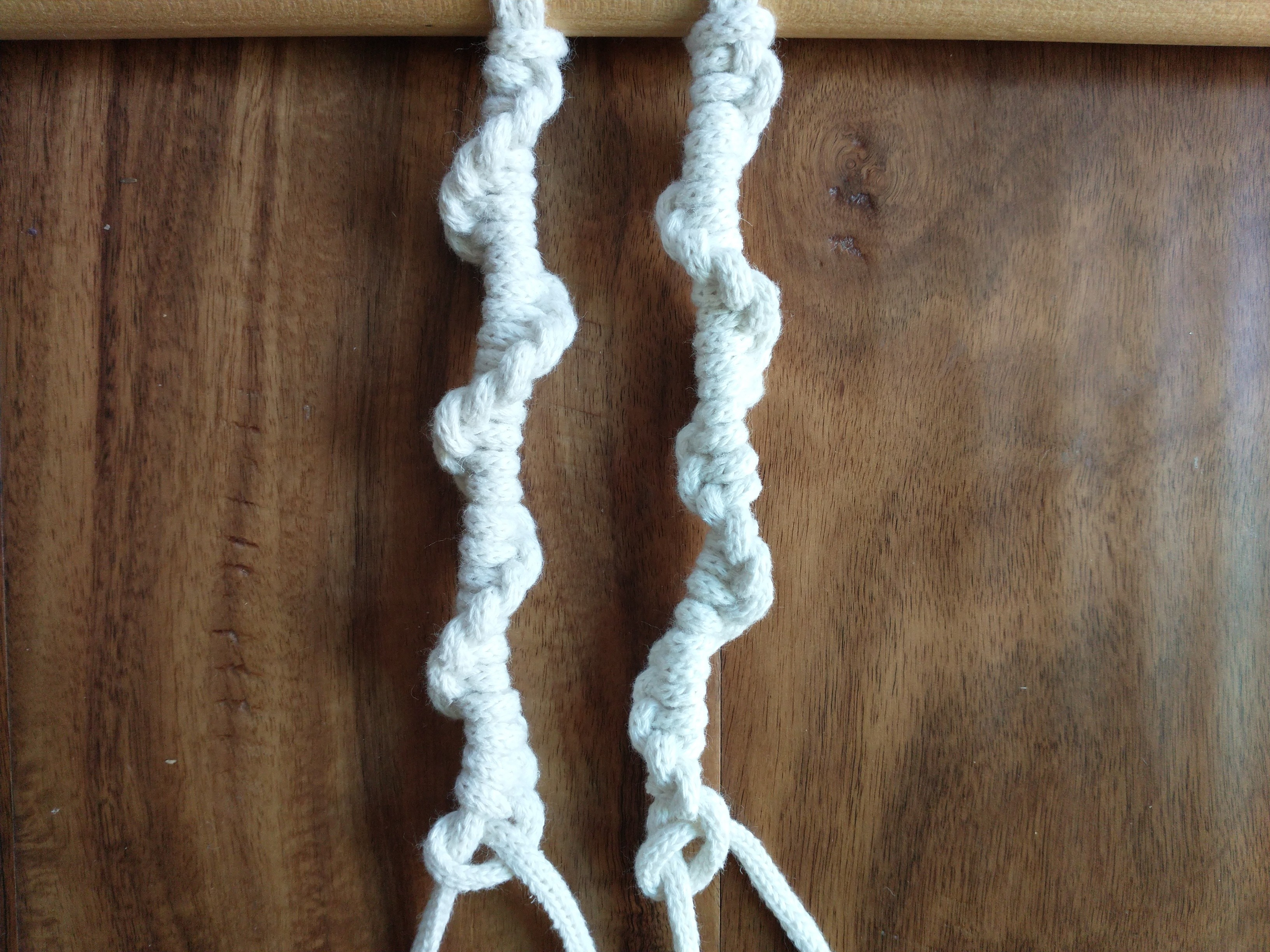
Rippenknoten normal (links) und umgekehrt (rechts)

Als „Rückwärtsknoten“ (auch „Linksknoten“, „P-Knoten“) bezeichnet man beim Makramee einen Rippenknoten, bei dem der Tragfaden links und der Arbeitsfaden rechts liegt. Im umgekehrten Fall spricht man von einem „Vorwärtsknoten“ (auch: „Rechtsknoten“, „4-Knoten“).
Hier einige Techniken, die auf Rippenknoten basieren:

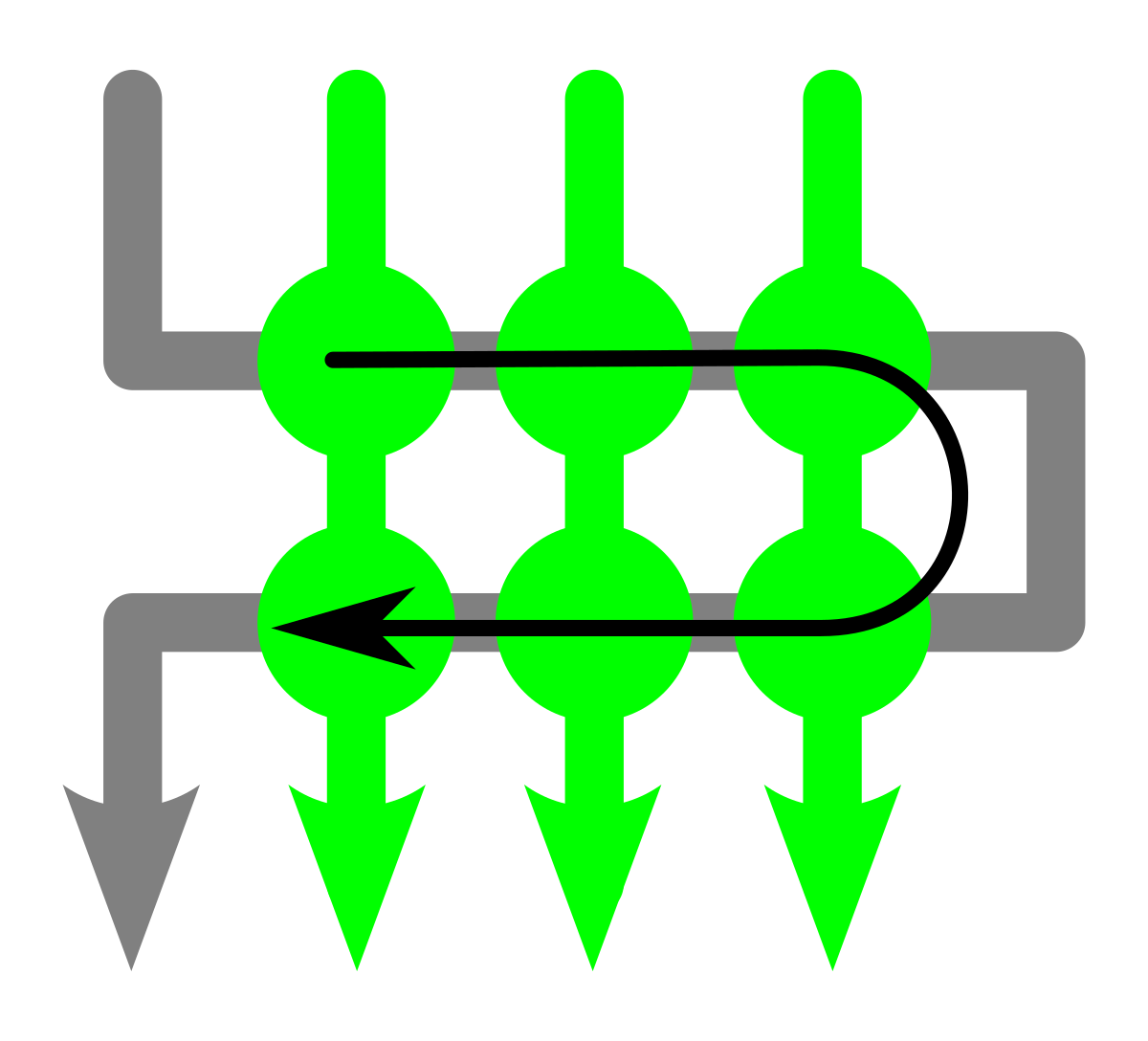
Horizontale Rippenknoten (schematisch) grau: Trägerfäden, grün: Arbeitsfäden, Kreise: Rippenknoten, schwarzer Pfeil: Reihenfolge der Ausführung
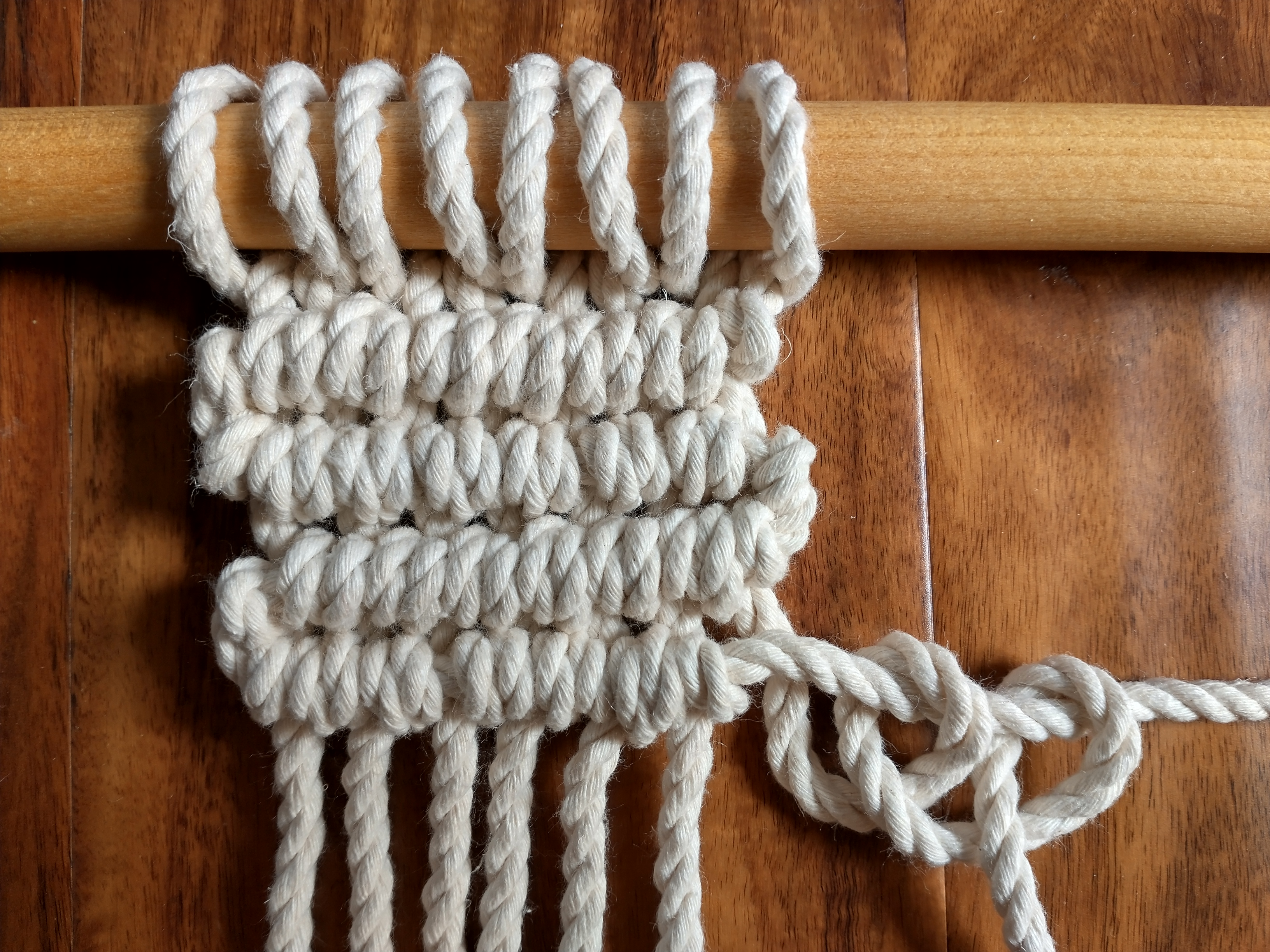
Beispiel 1
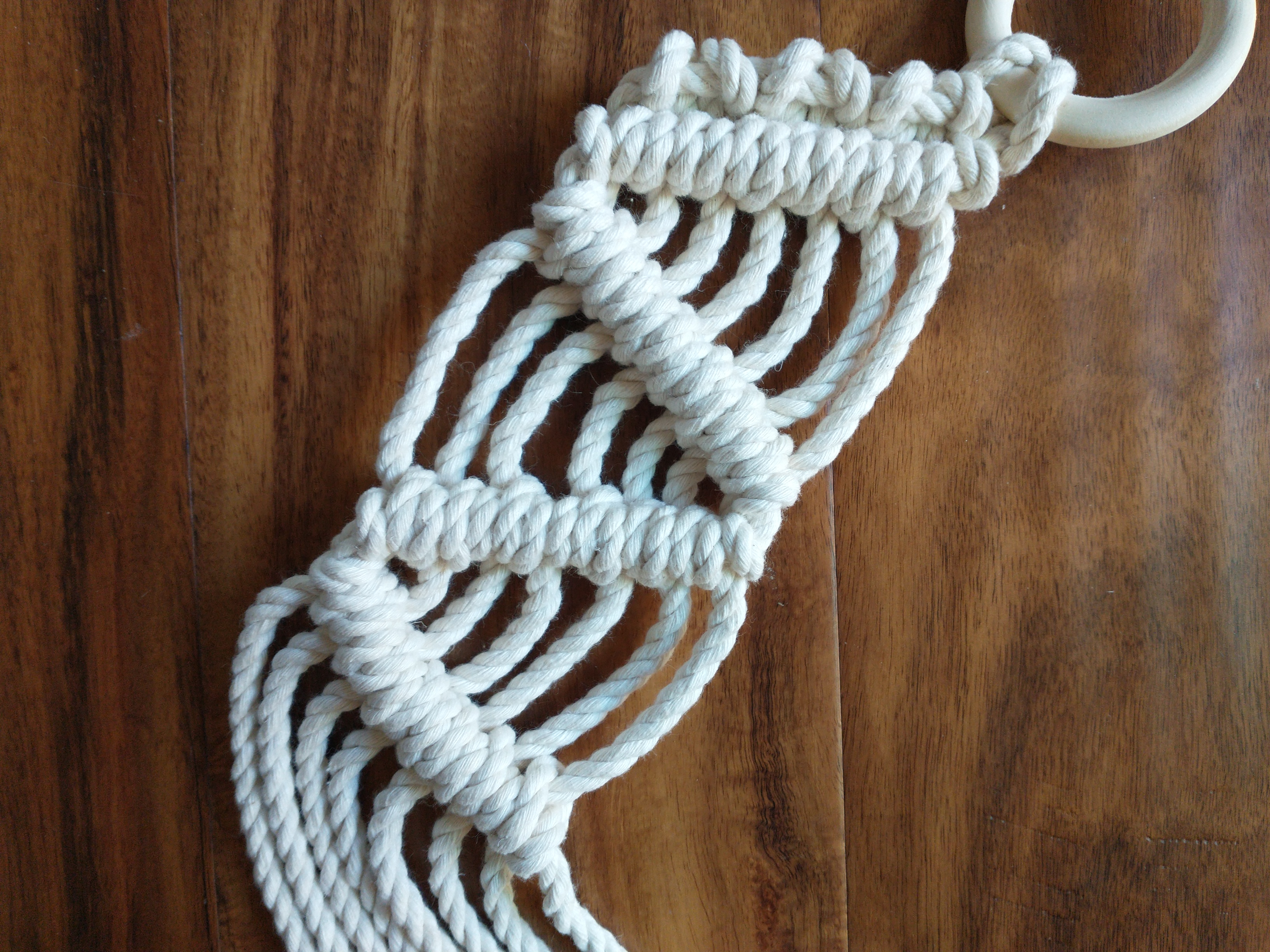
Beispiel 2 (winklig ausgeführt)
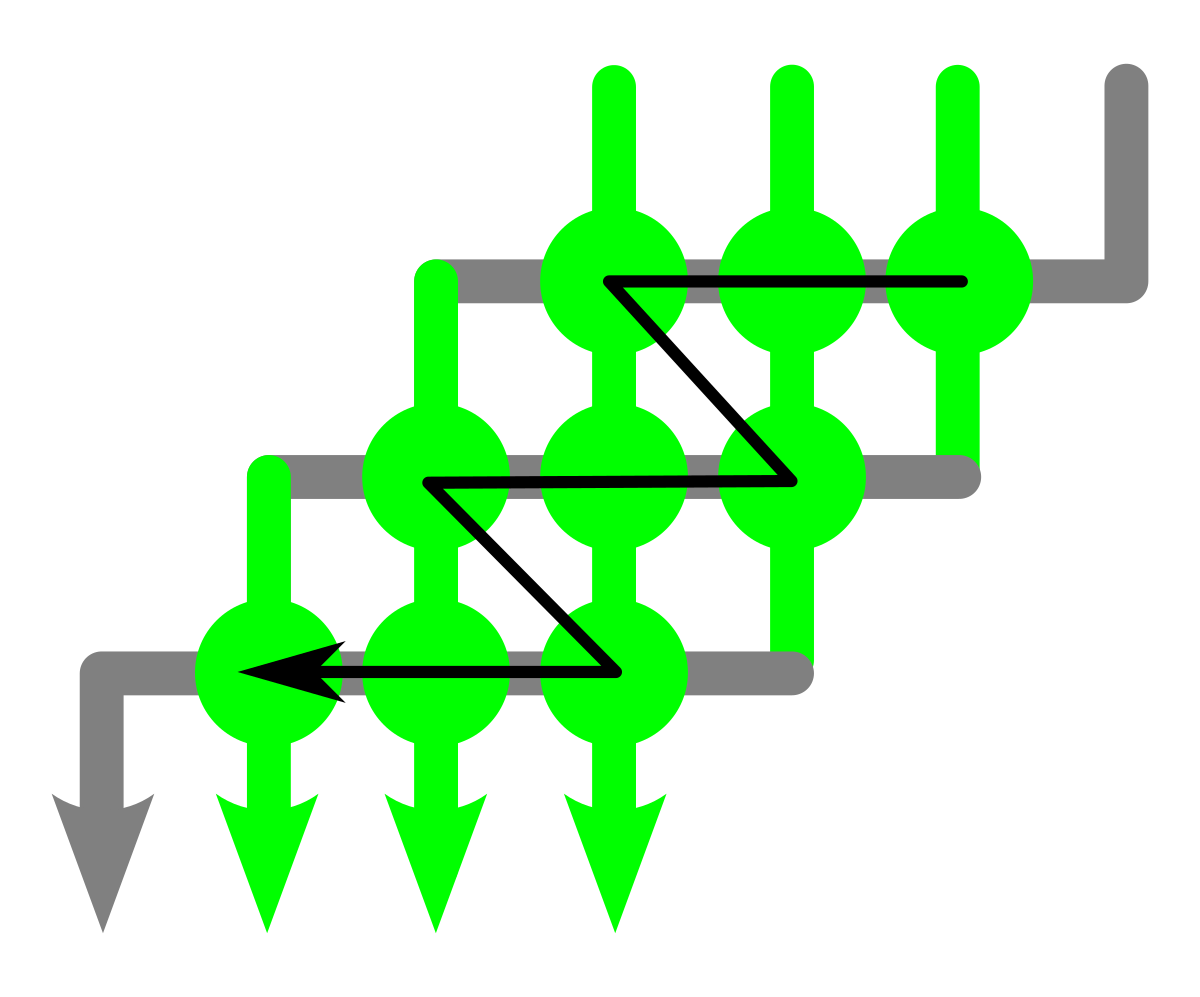
Horizontale Rippenknoten, mit Fadenwechsel
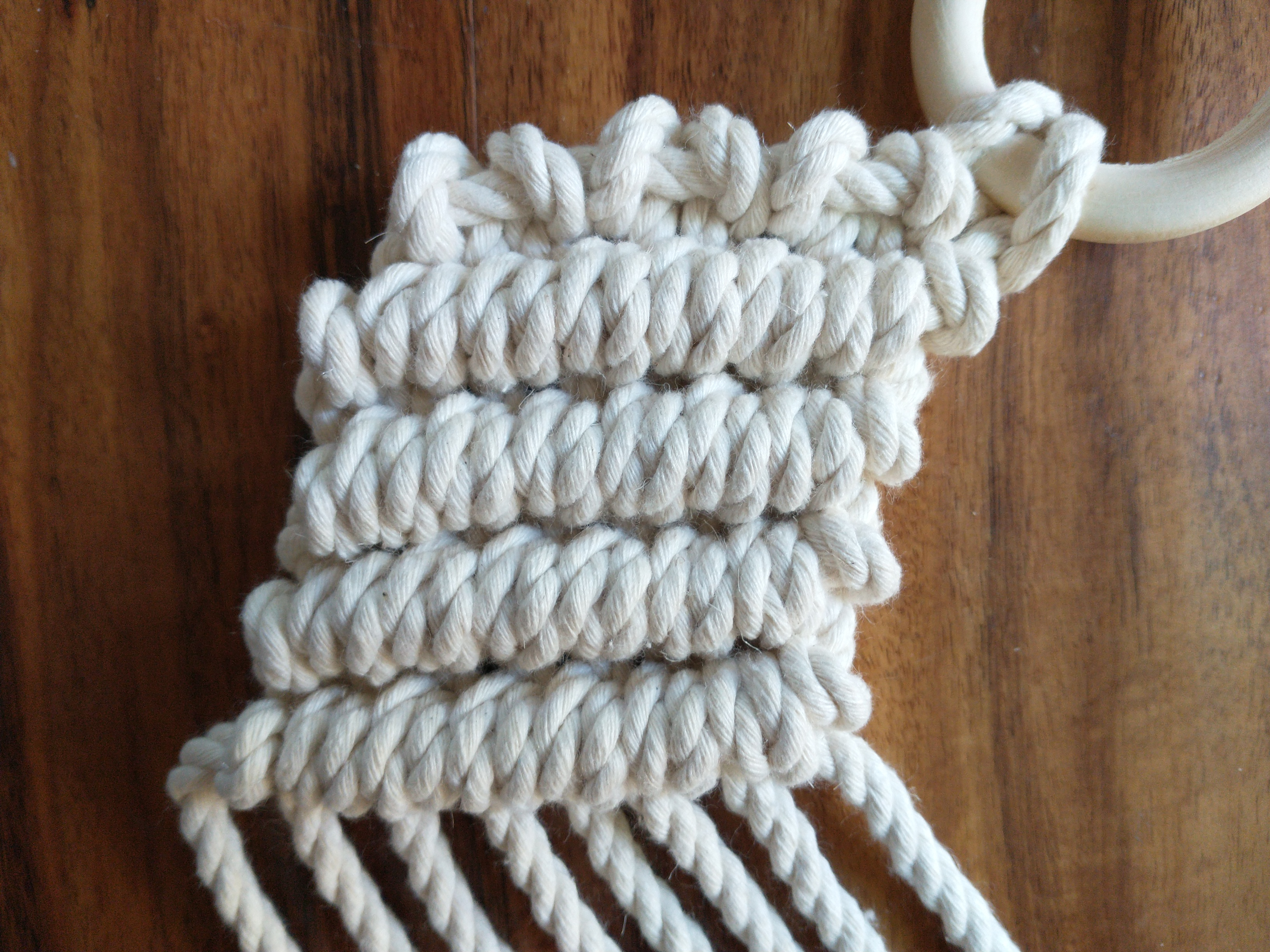
Ergebnis
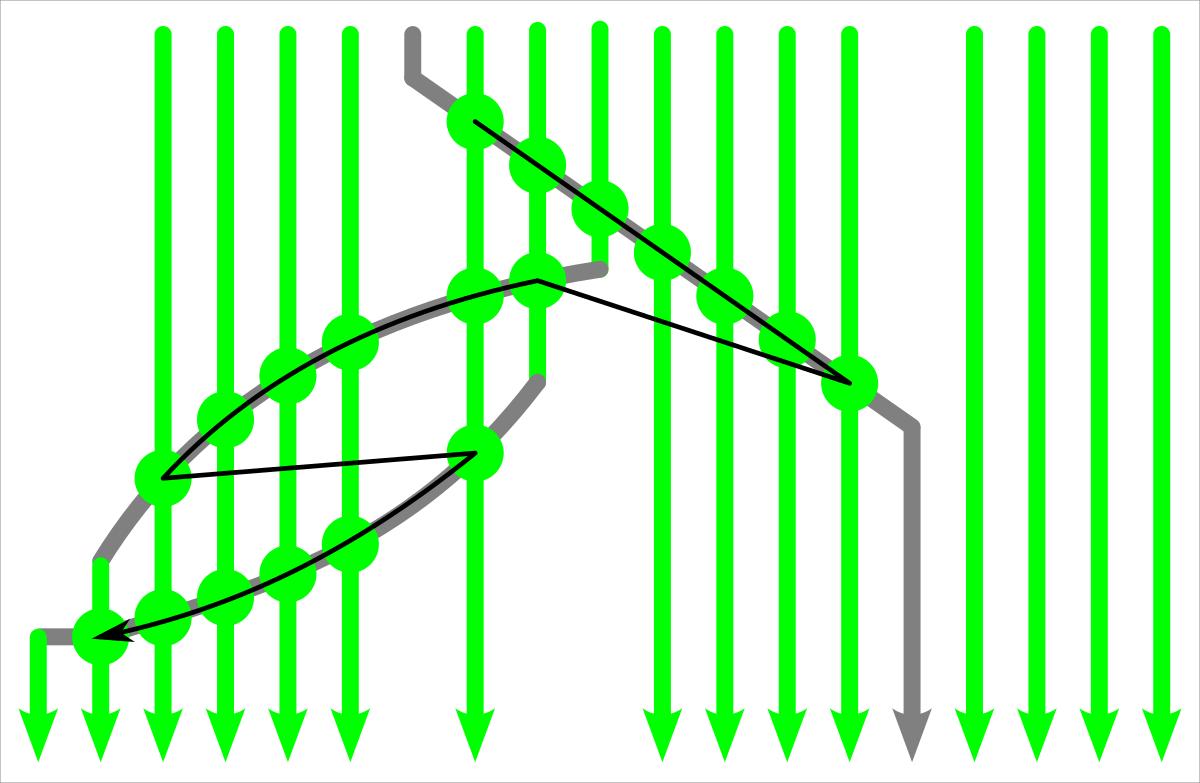
Horizontale Rippenknoten, mit Fadenwechsel (ein etwas komplexeres Design)
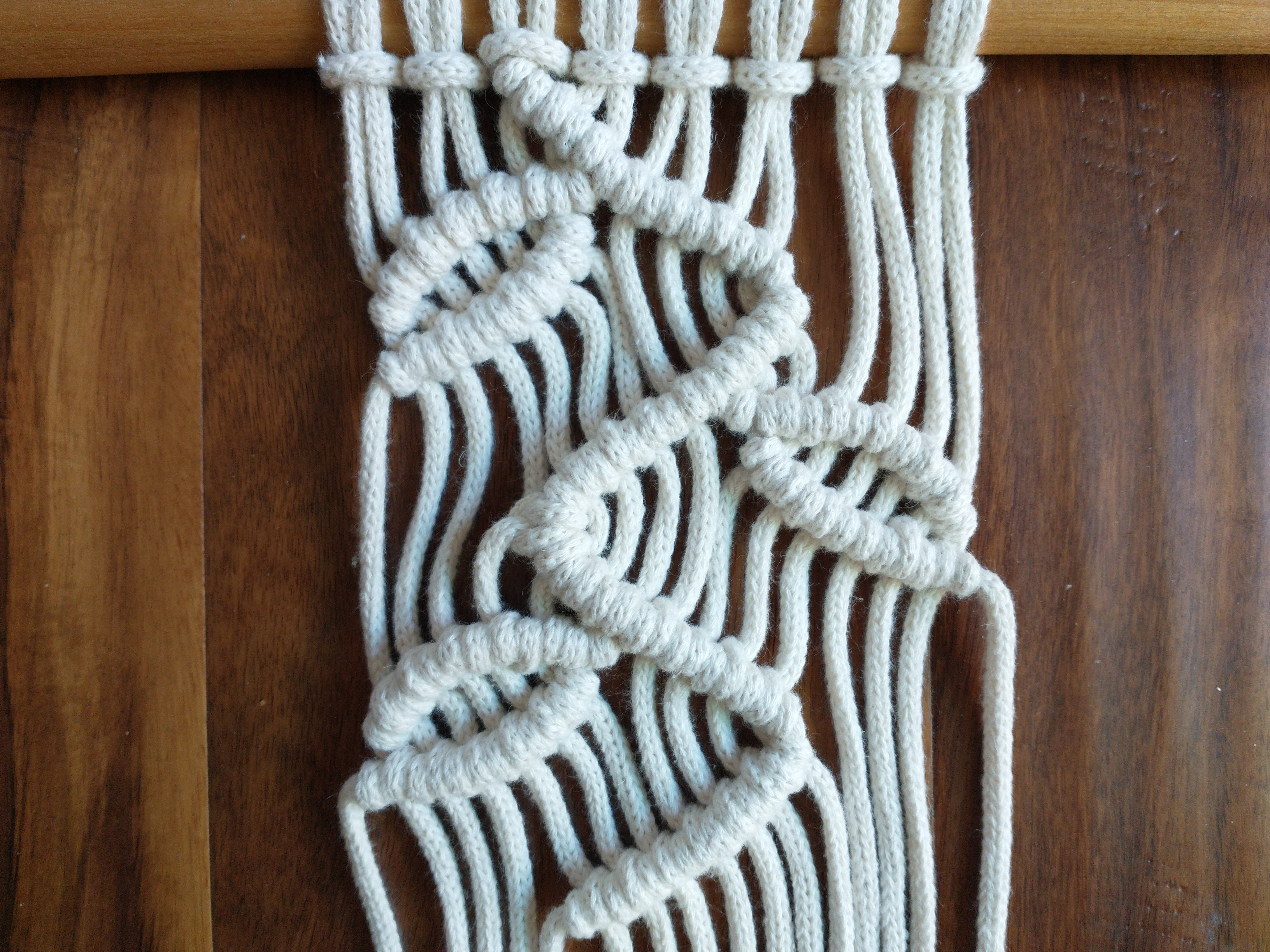
Ergebnis
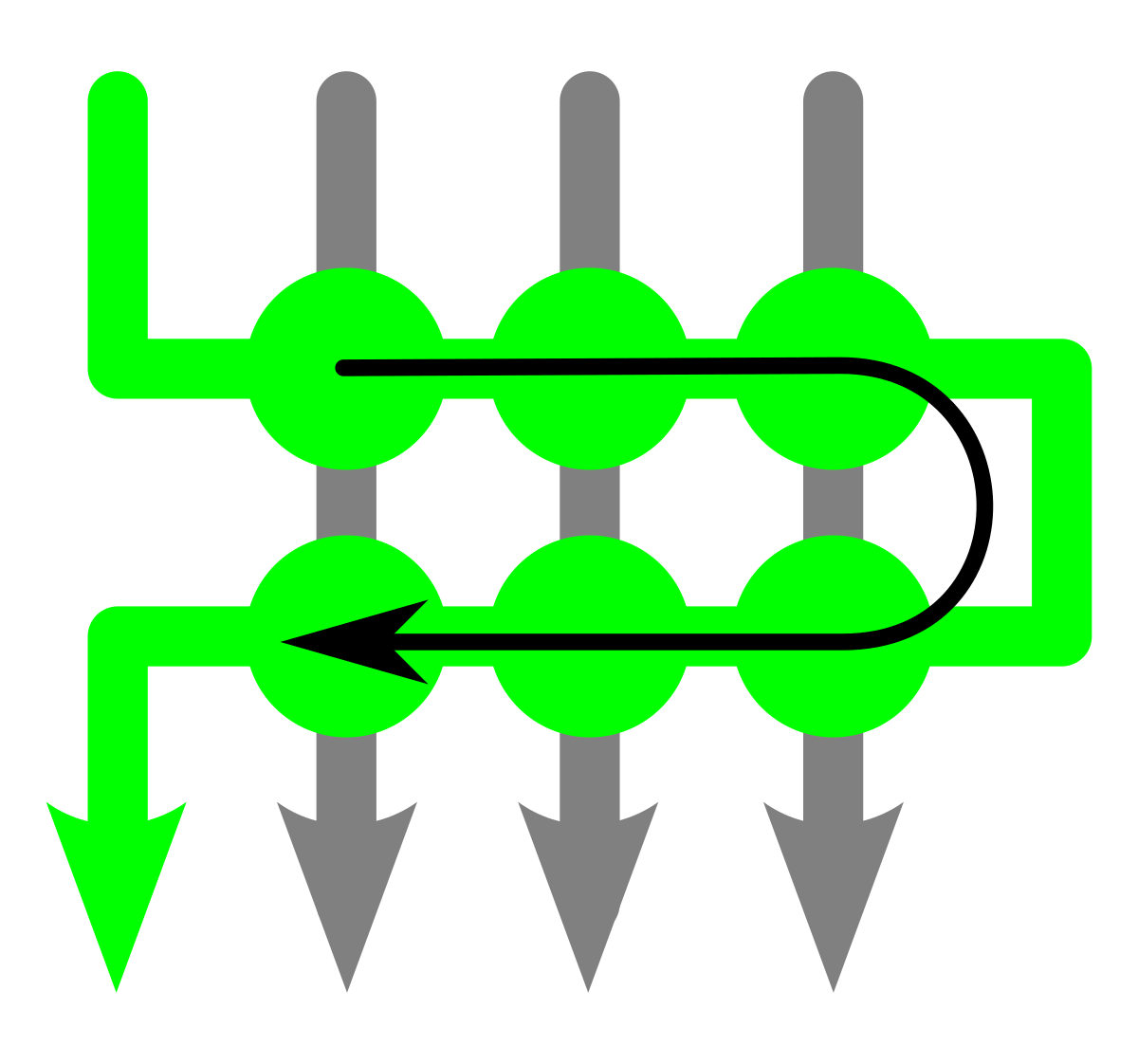
Vertikale Rippenknoten
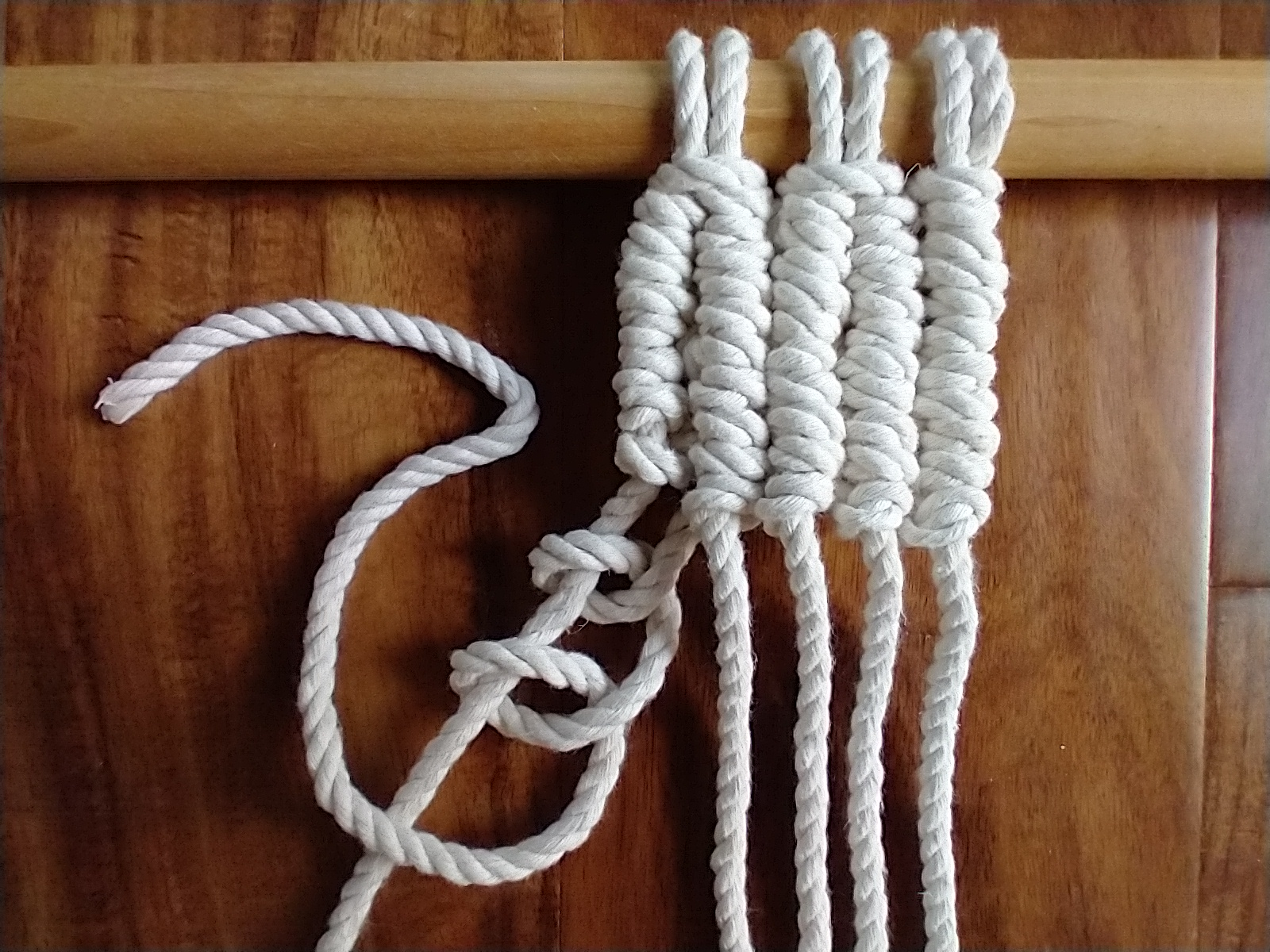
Ergebnis

###### Weitere Techniken, die auf halben Schlägen basieren
Für Paare aus zwei gegenläufig ausgeführten halben Schlägen findet sich gelegentlich die Bezeichnung „Ankerstich senkrecht“ (engl. vertical lark's head knot). Bei „Sylvia“ hieß dieser Knoten double Macramé knot.
Auf einzelnen halben Schlägen basieren u. a. die folgenden Techniken:

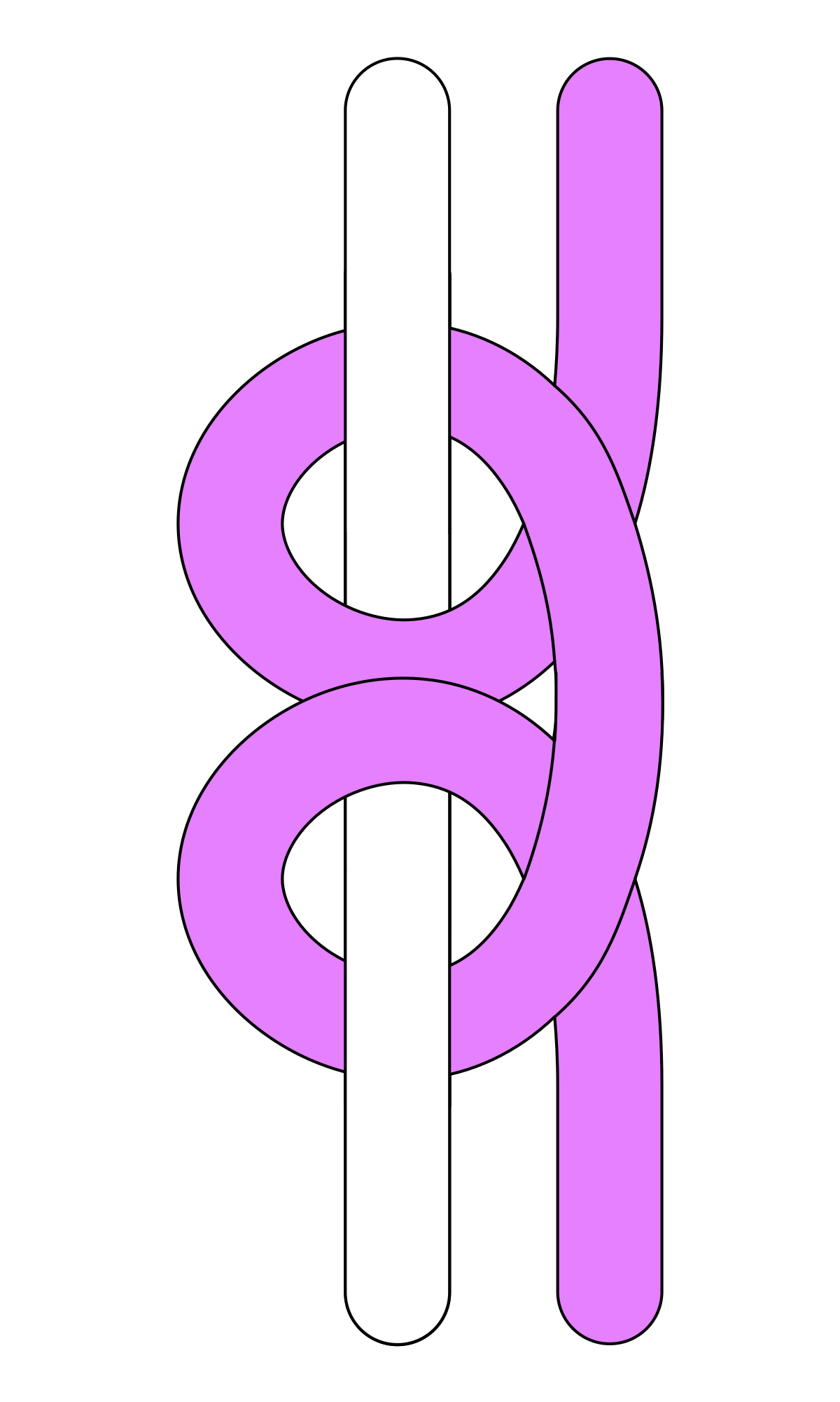
Gegenläufig ausgeführte halbe Schläge
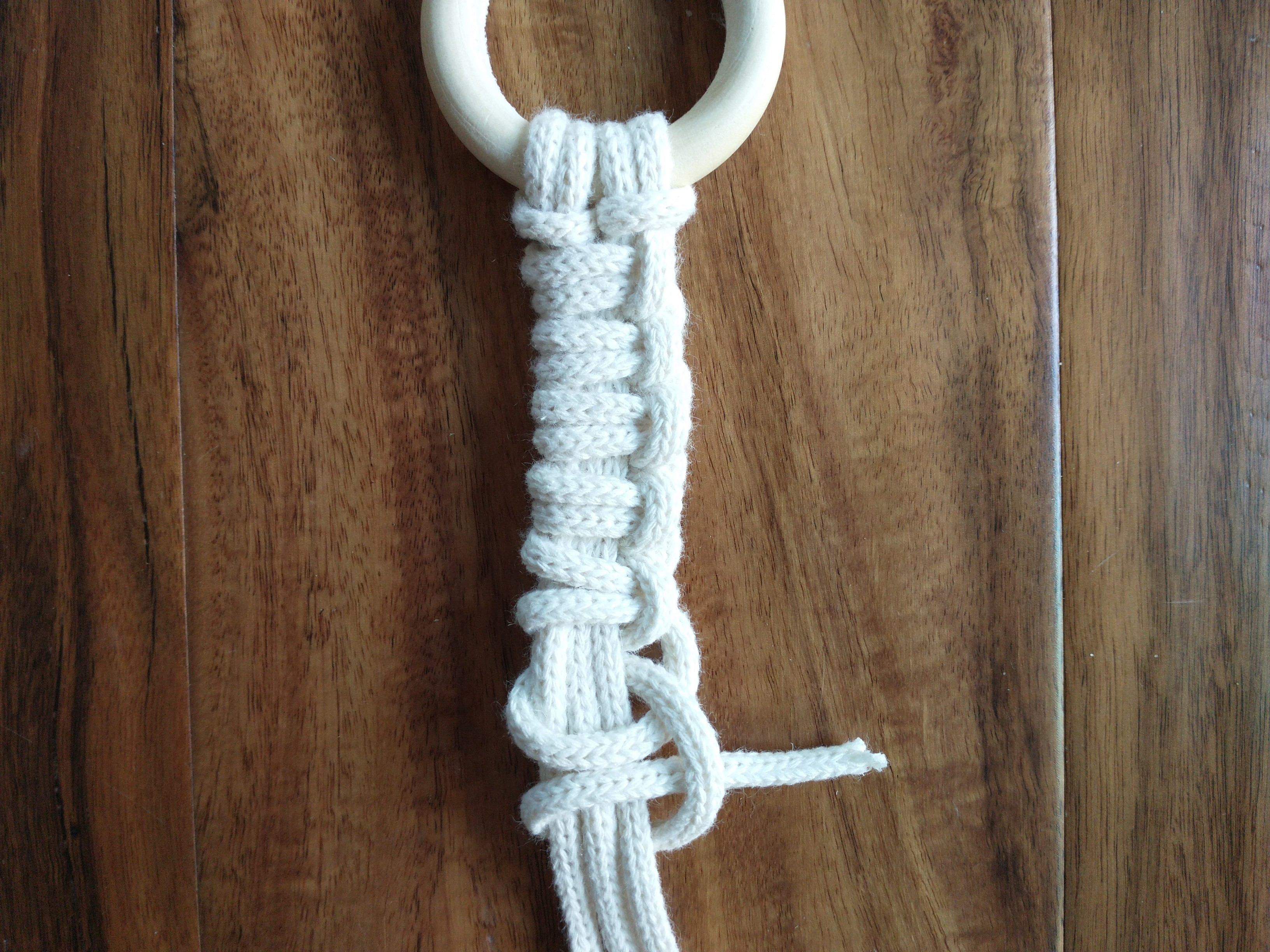
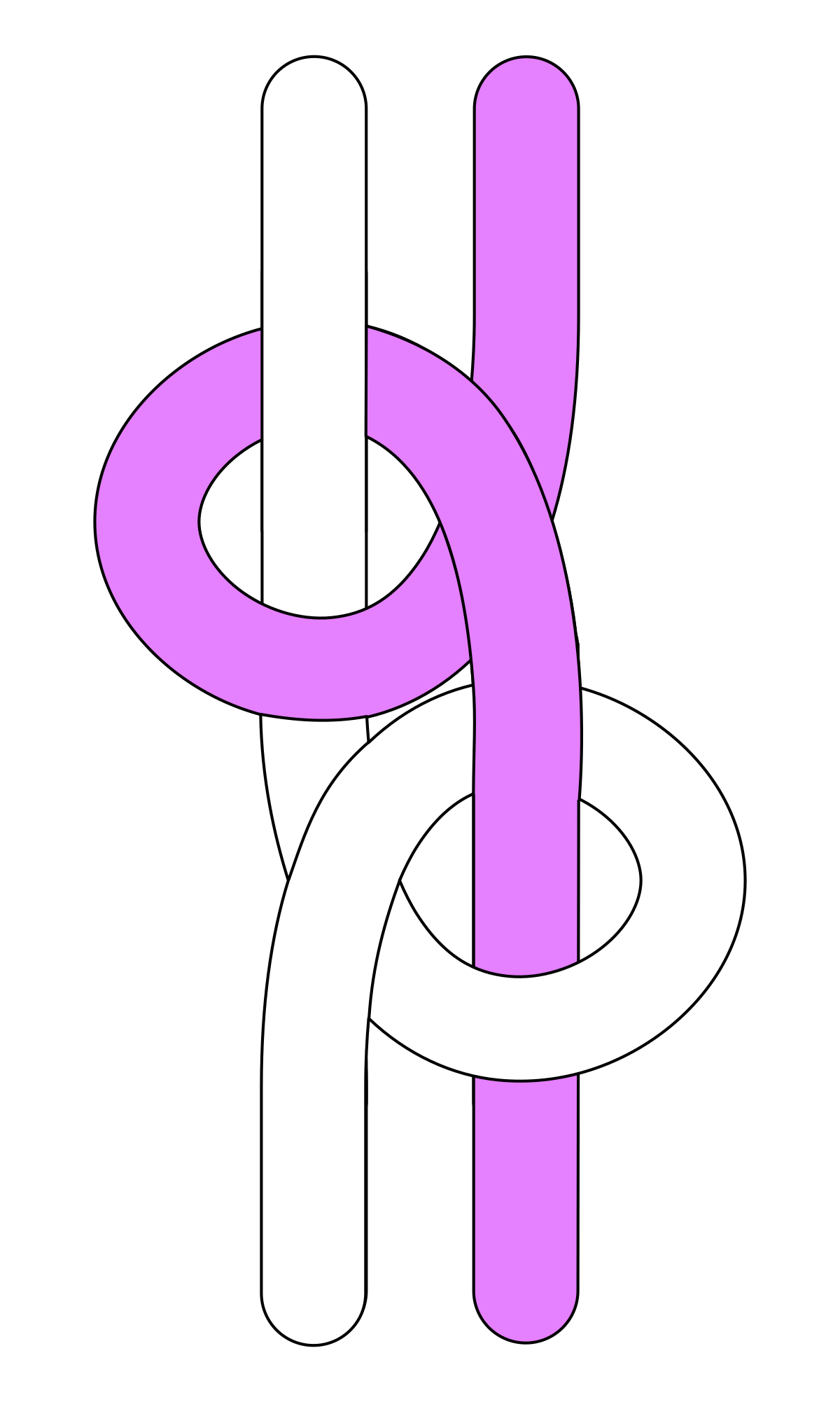
Halbe Schläge mit Fadenwechsel
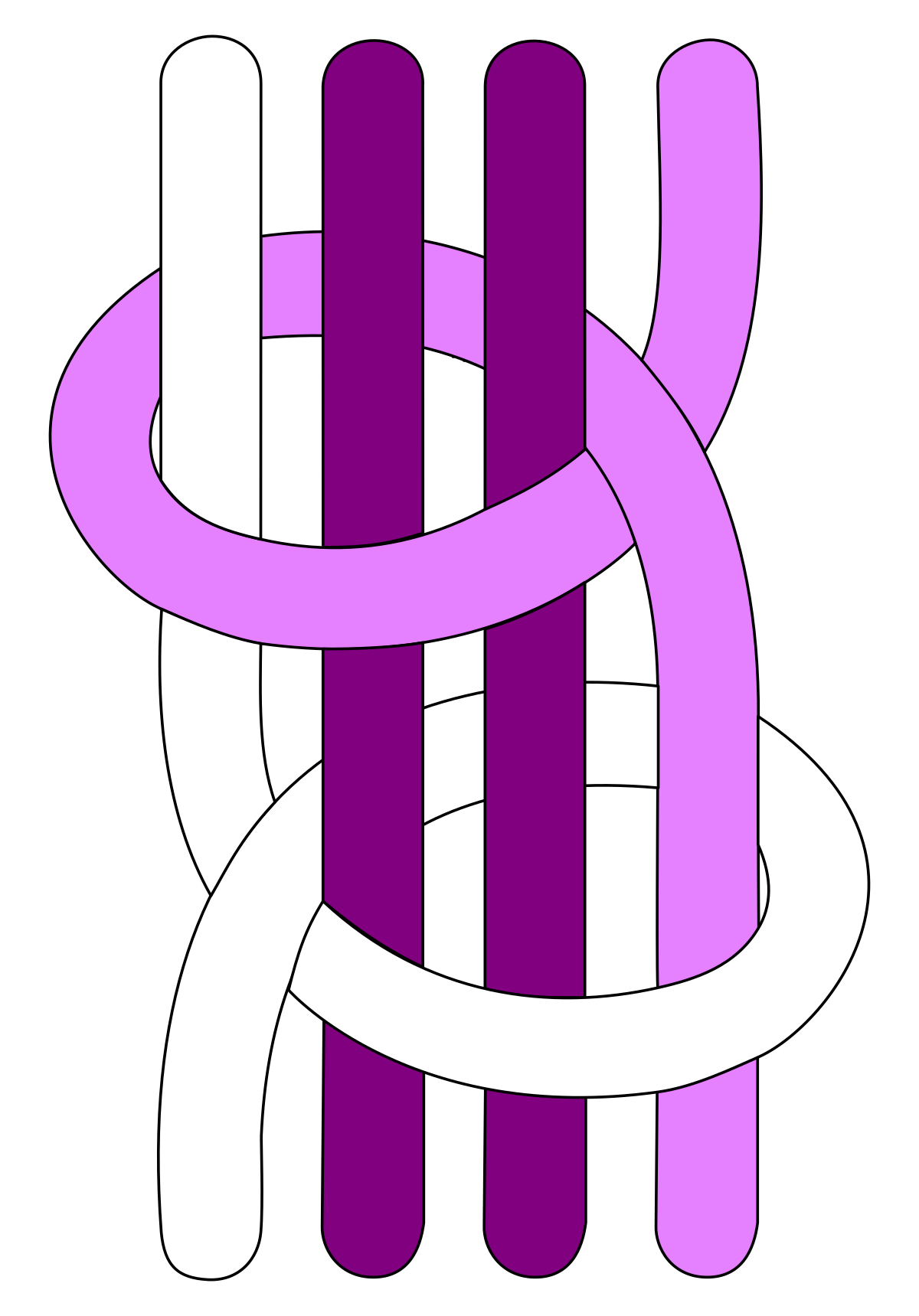
Halbe Schläge im Fadenwechsel an Trägerfäden
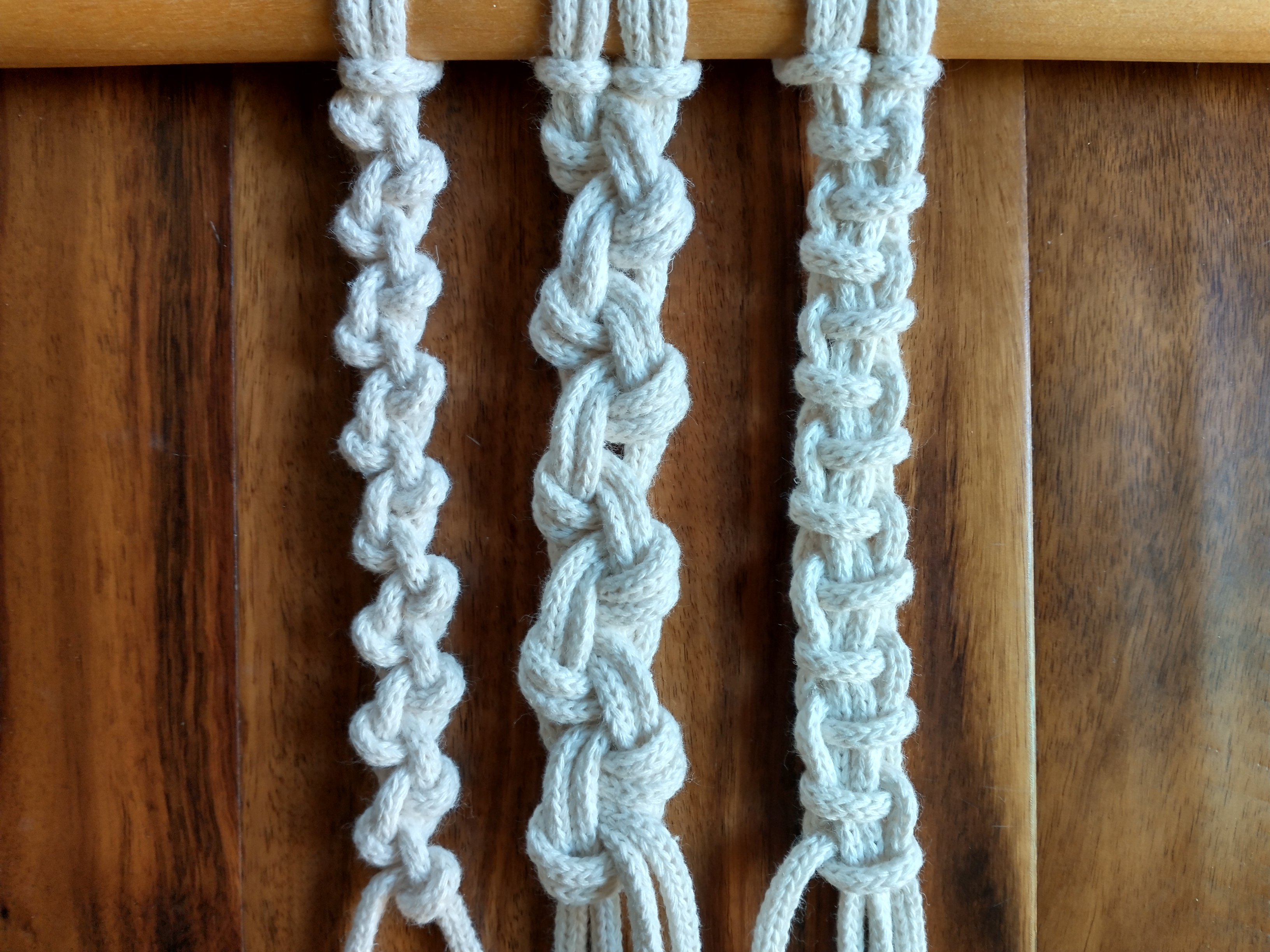
Halbe Schläge mit Fadenwechsel (von links nach rechts: einfach, zweifadig, an Trägerfäden)
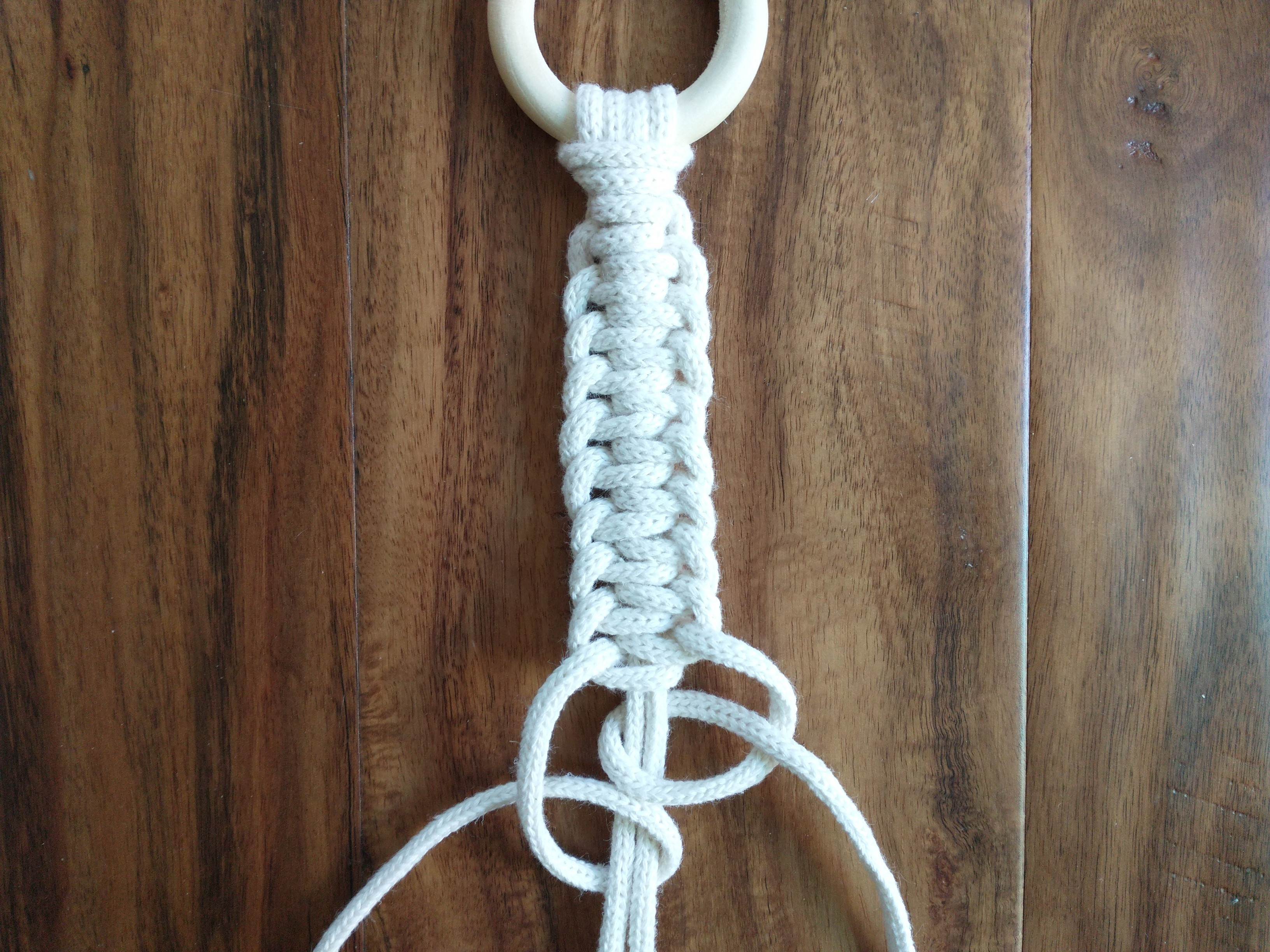
An Trägerfäden, Variation
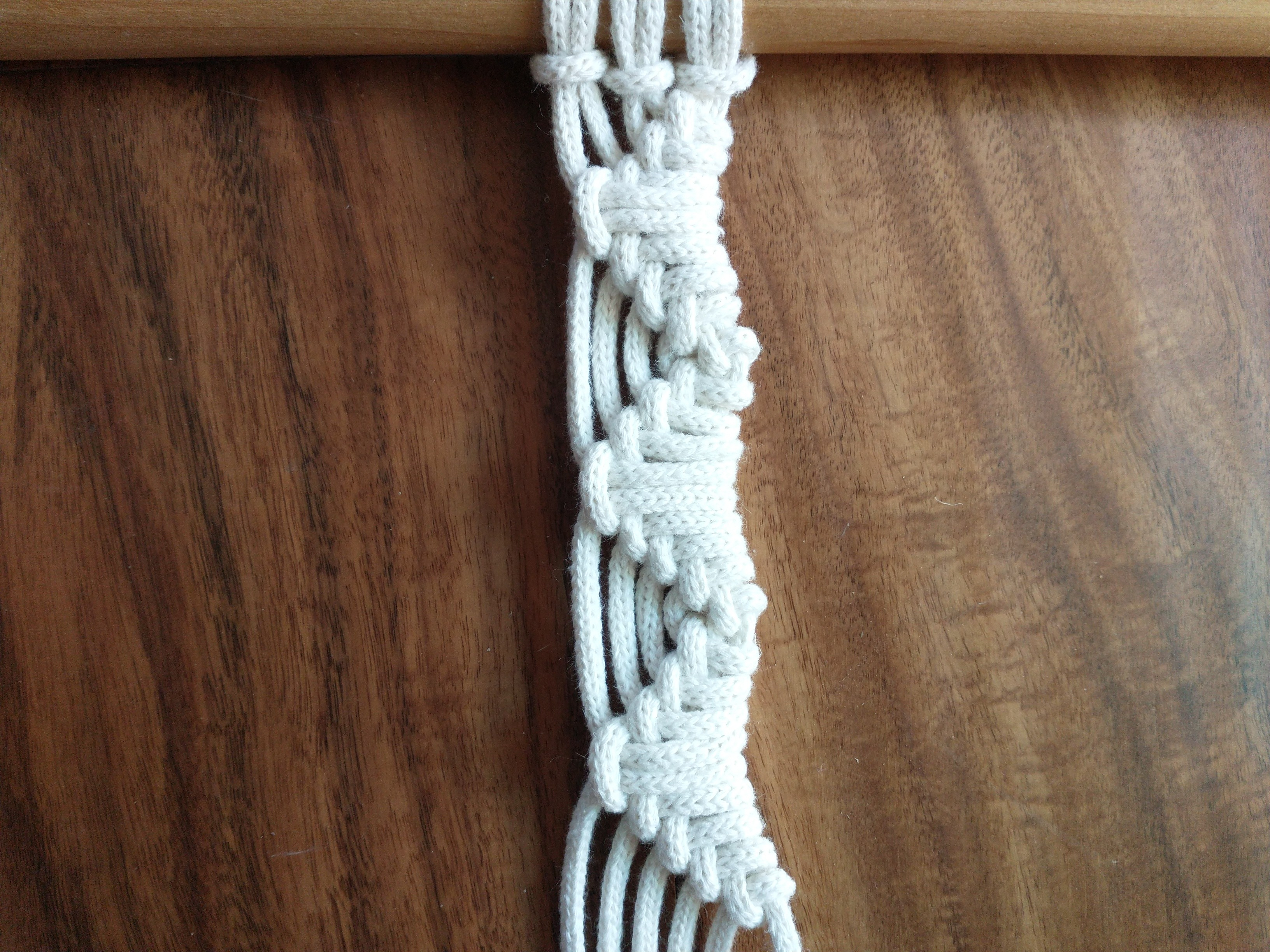
An Trägerfäden, von links mit wechselnden Arbeitsfäden
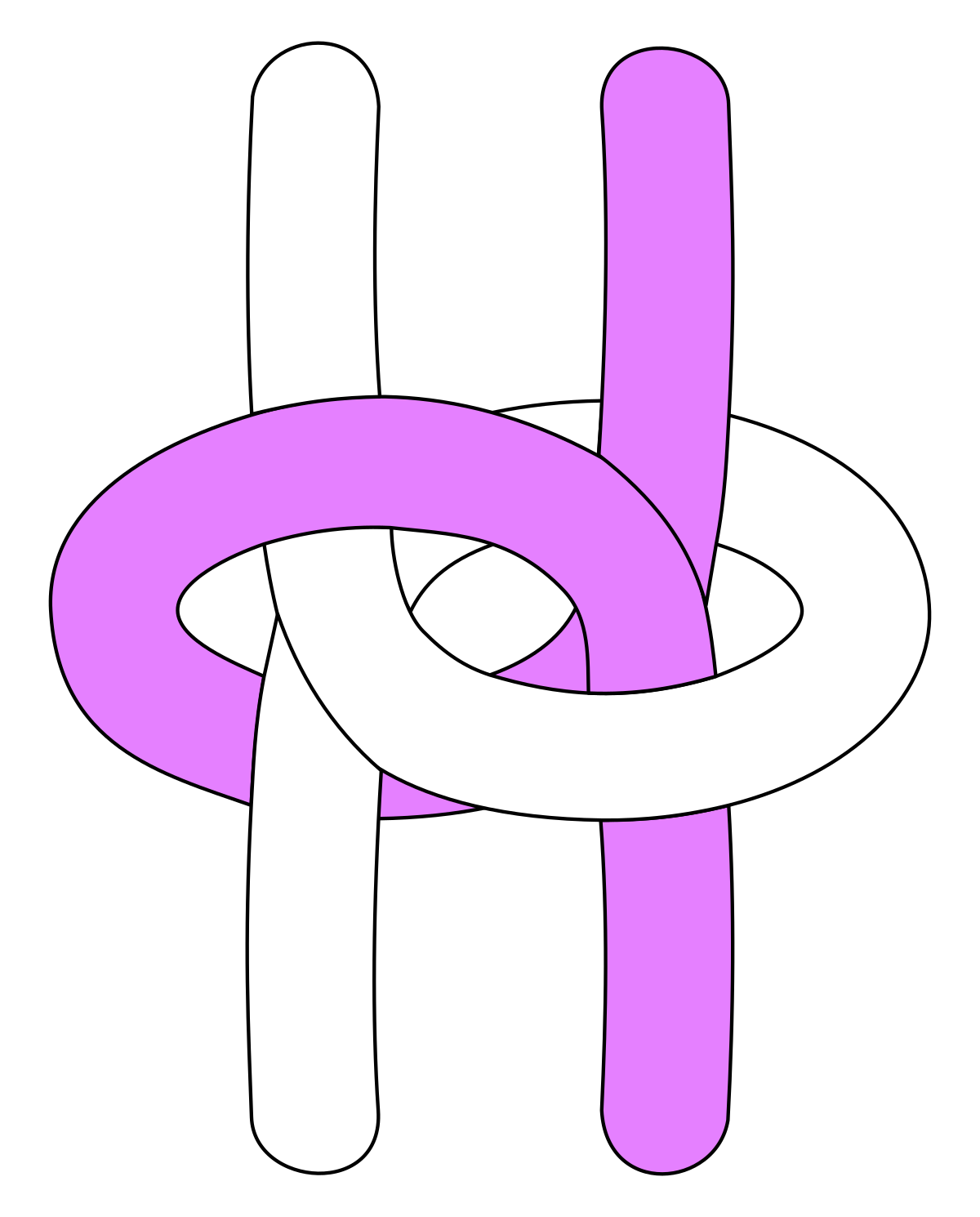
Beim Schlangenknoten umarmen zwei halbe Schläge sich an ihren jeweiligen Kreuzungspunkten.
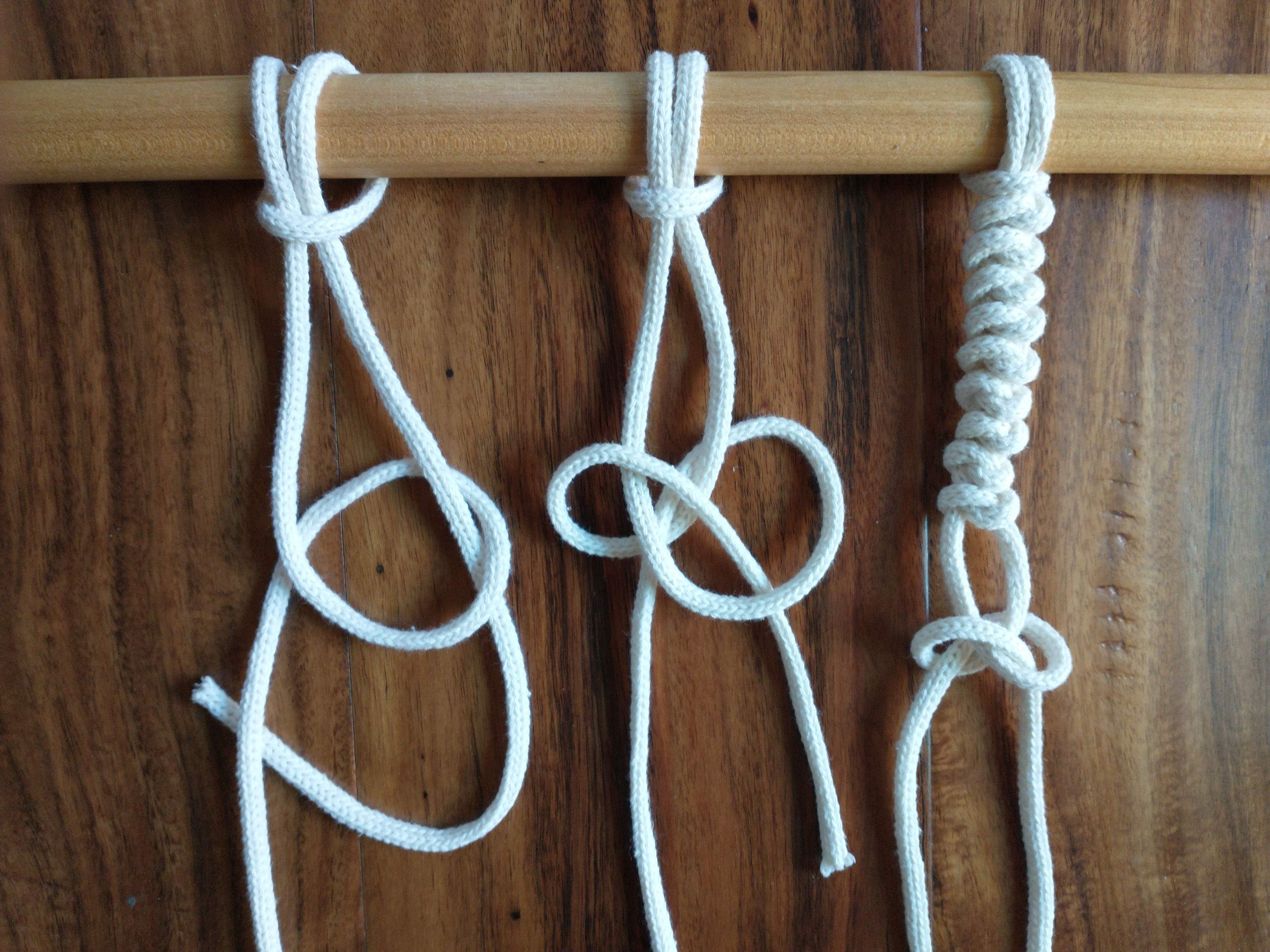
Der Schlangenknoten ergibt ein Fischgrätmuster.
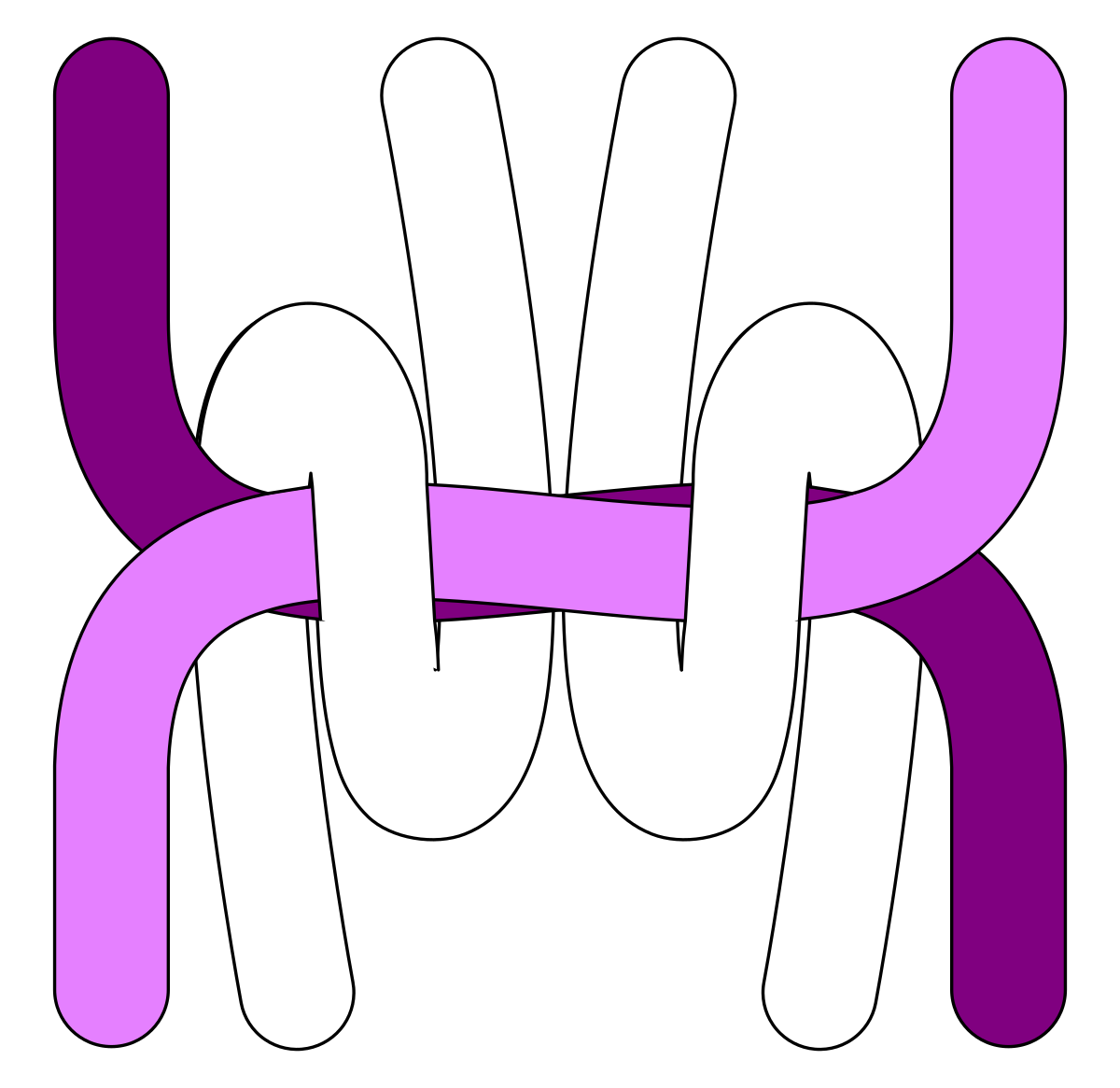
Wasserfallknoten
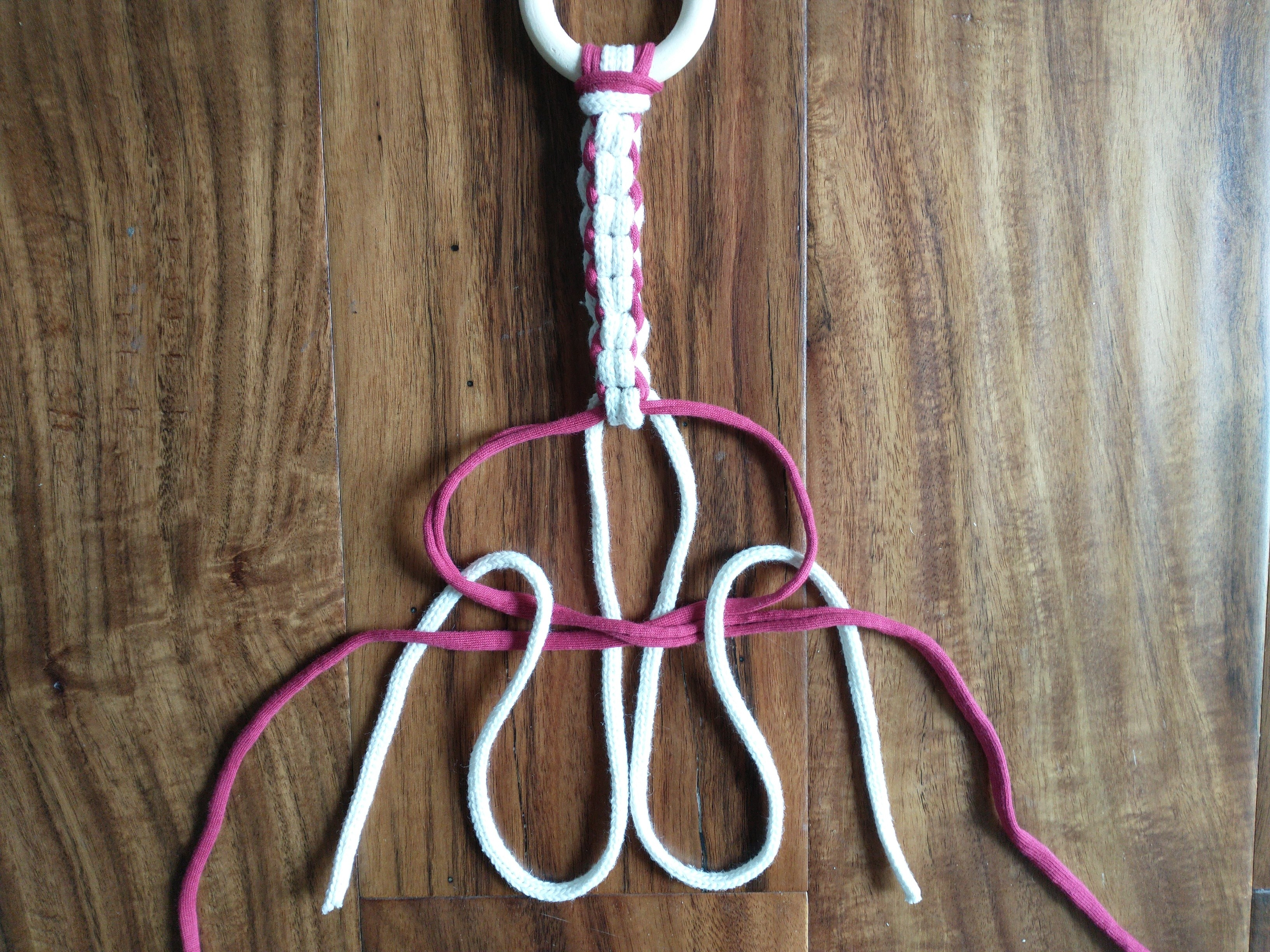
Serieller Wasserfallknoten
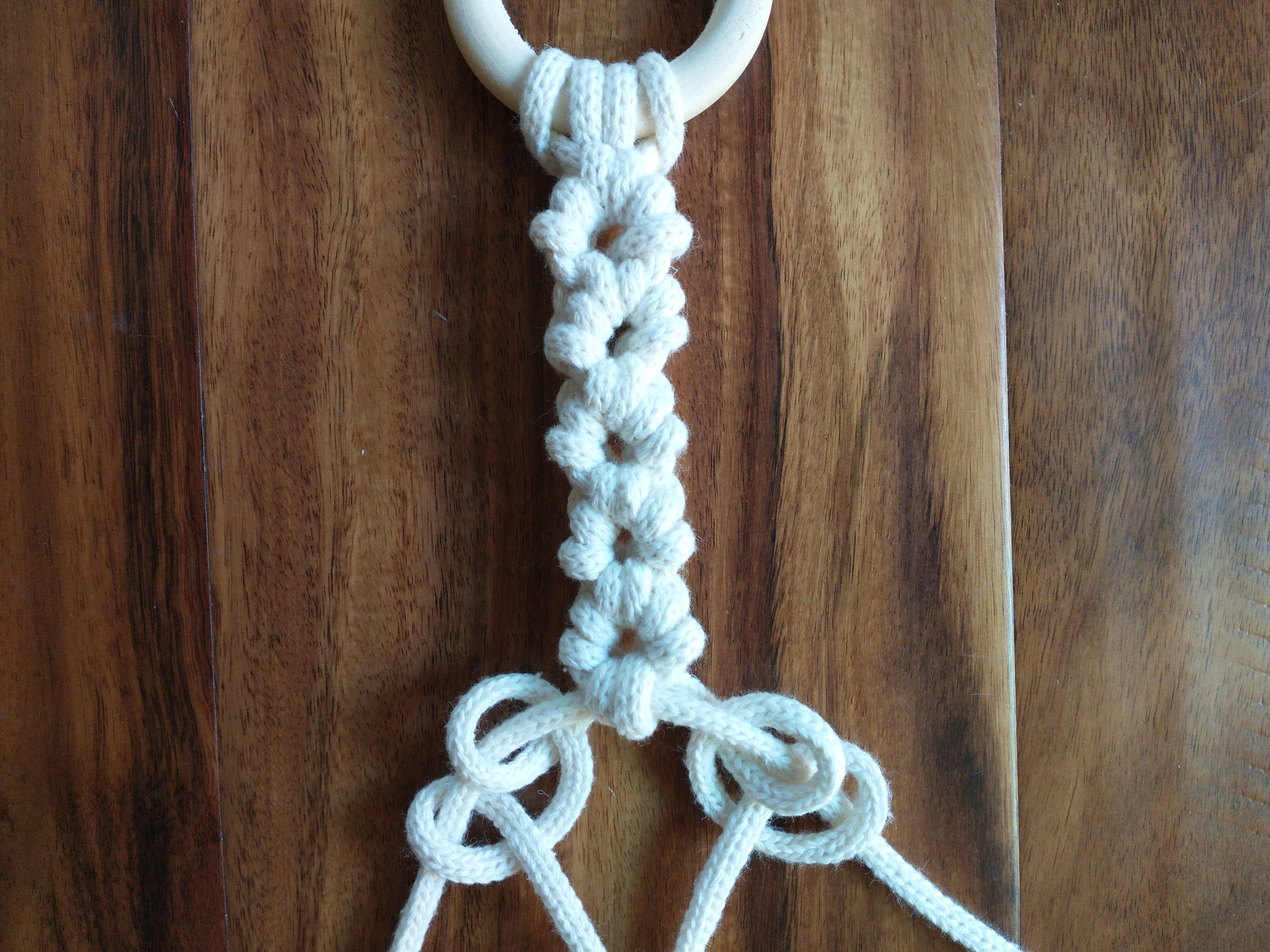
Wasserfallknoten im Wechsel mit je 1 Rippenknoten links und rechts
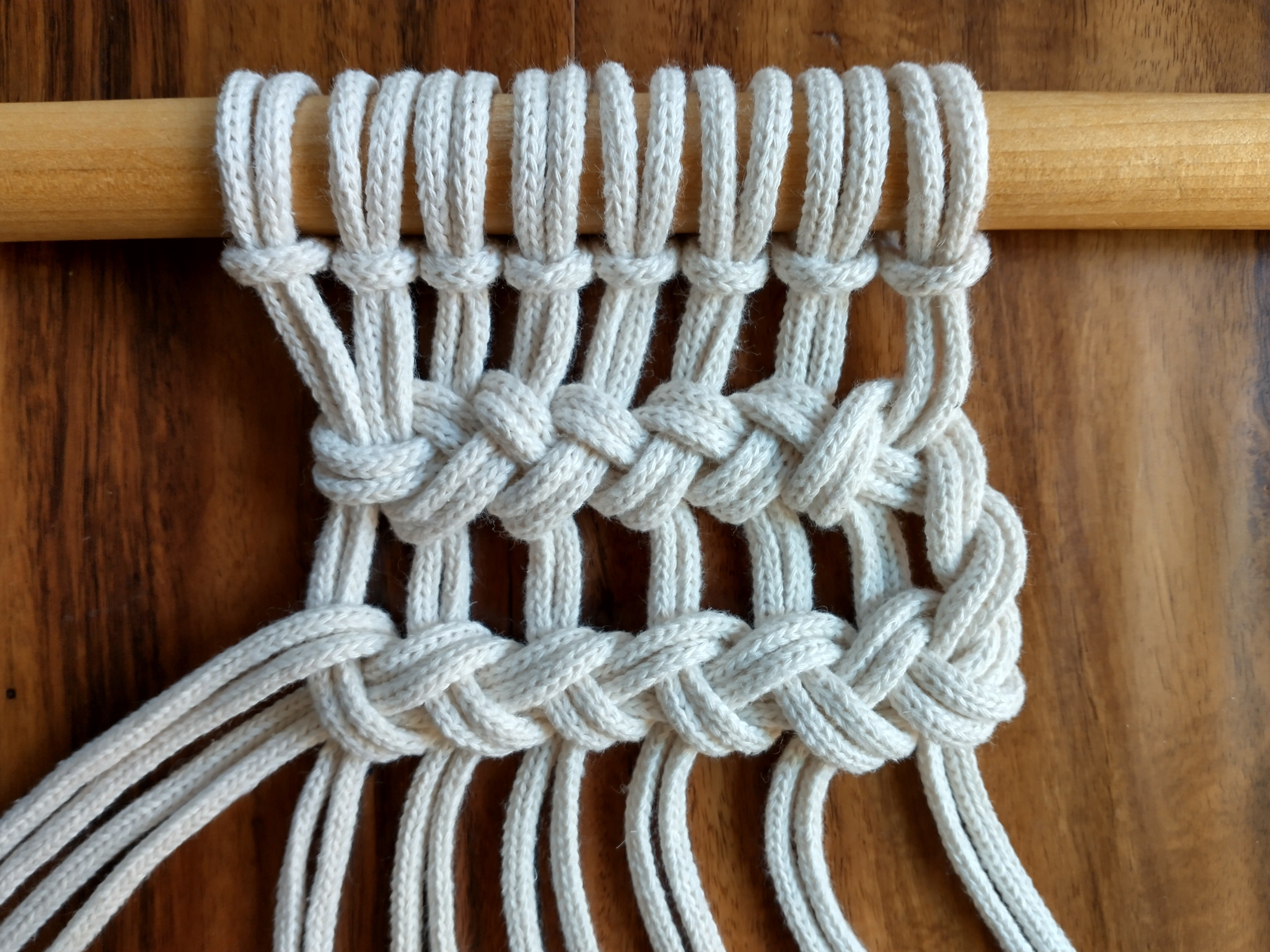
Bei diesem namenlosen Knoten wird mit dem aktuellen Fadenpaar immer ein halber Schlag um die jeweils vorausgegangenen zwei Fadenpaare geknüpft.

##### Altweiberknoten und Kreuzknoten
Zwei identisch ausgeführte halbe Knoten ergeben einen Altweiberknoten (beim Makramee oft als „Wellenknoten“ bezeichnet). Ähnlich wie seriell ausgeführte halbe Schläge drehen auch seriell ausgeführte identische halbe Knoten bzw. identische Altweiberknoten sich zur Helix.
Zwei gegenläufig ausgeführte halbe Knoten ergeben einen Kreuzknoten.

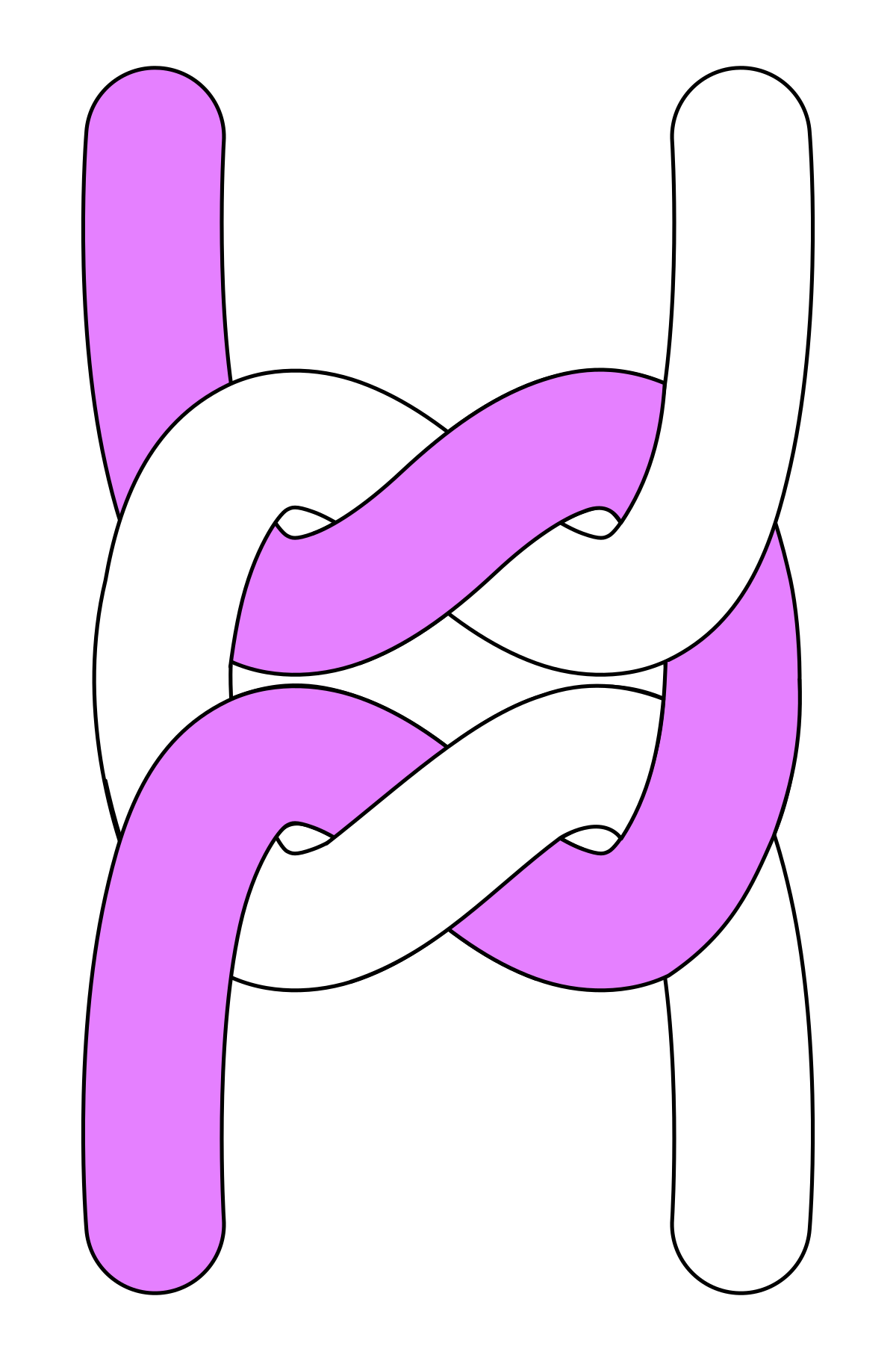
Altweiberknoten
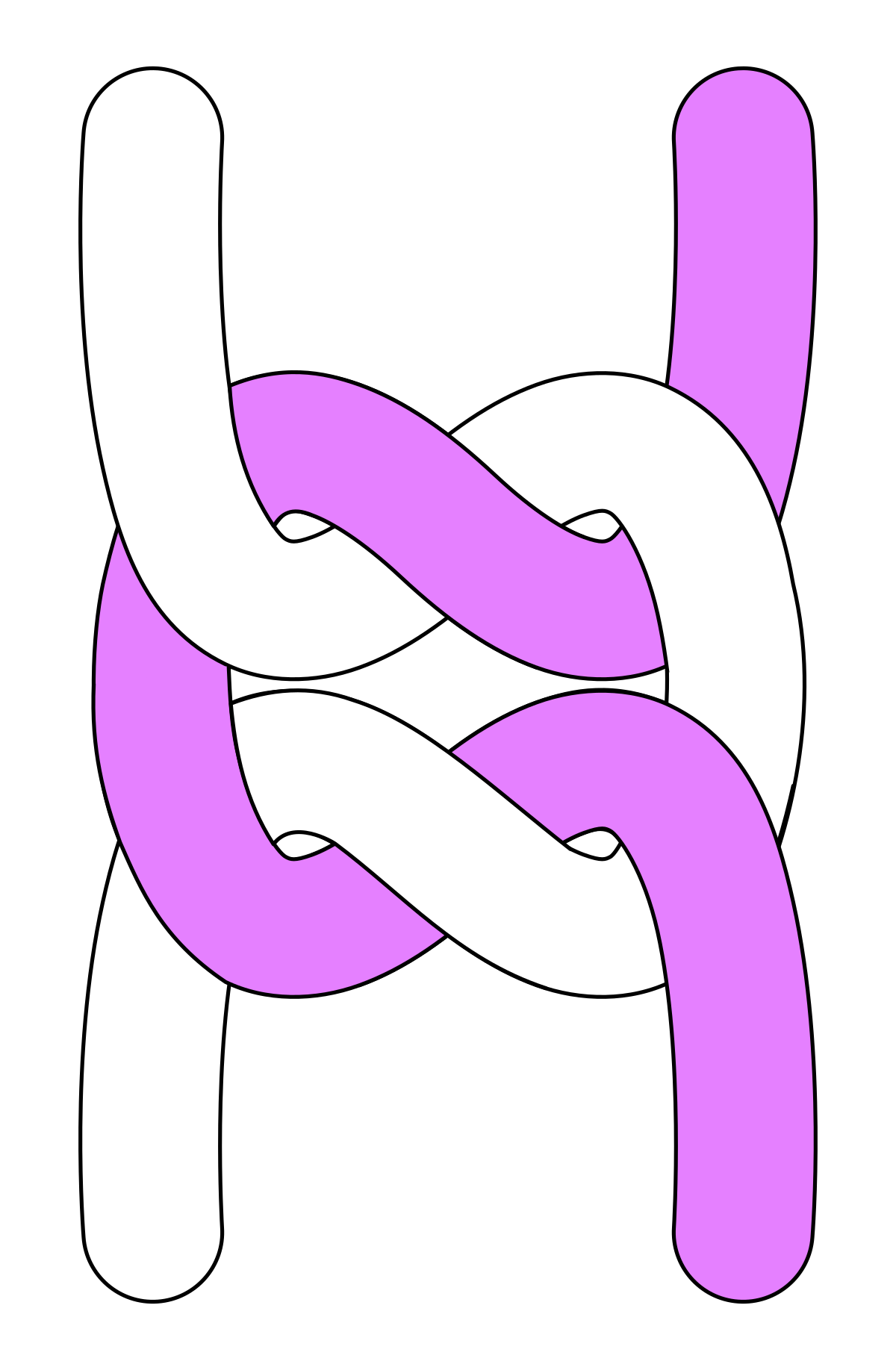
Altweiberknoten, gespiegelt
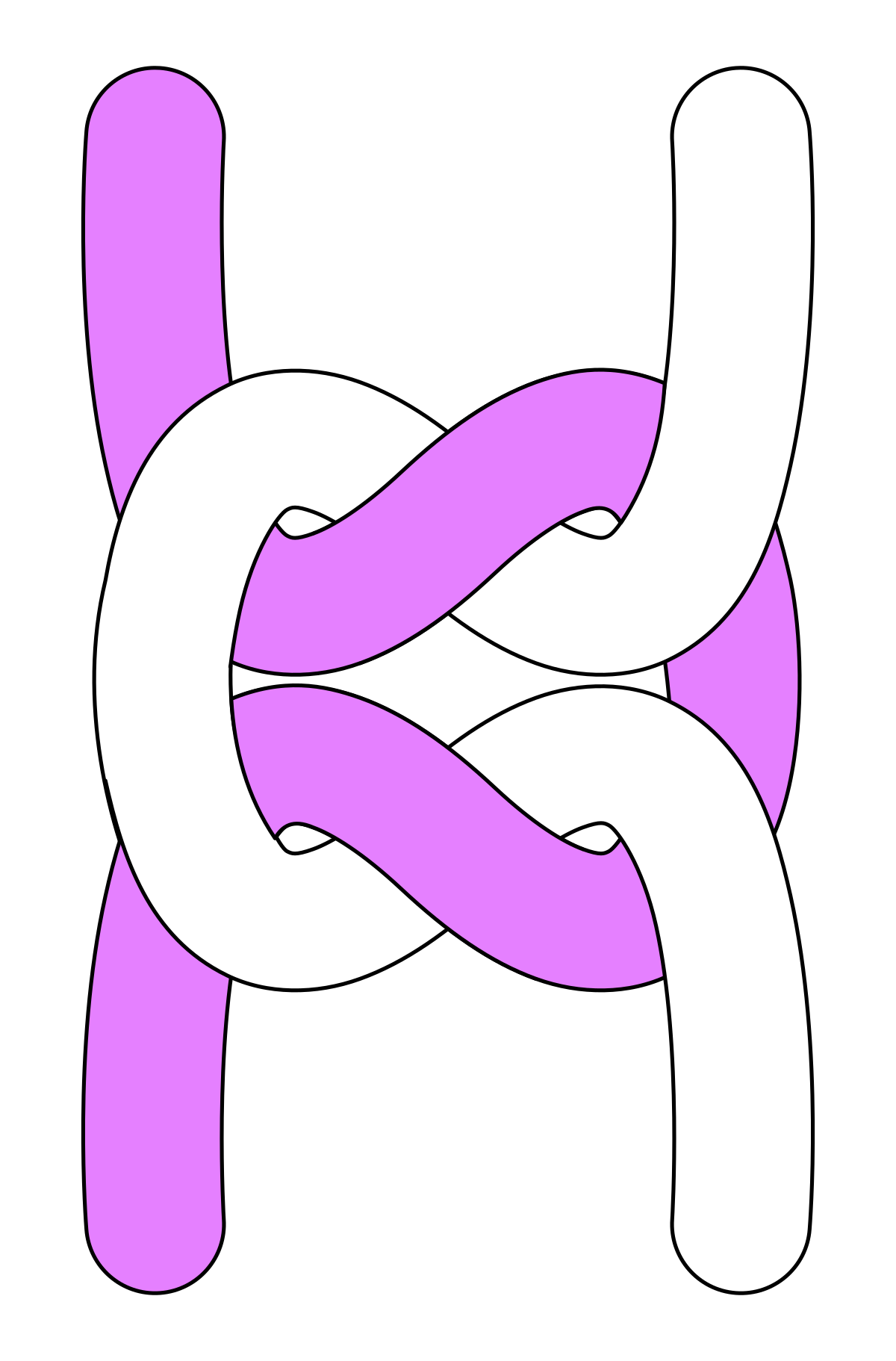
Kreuzknoten
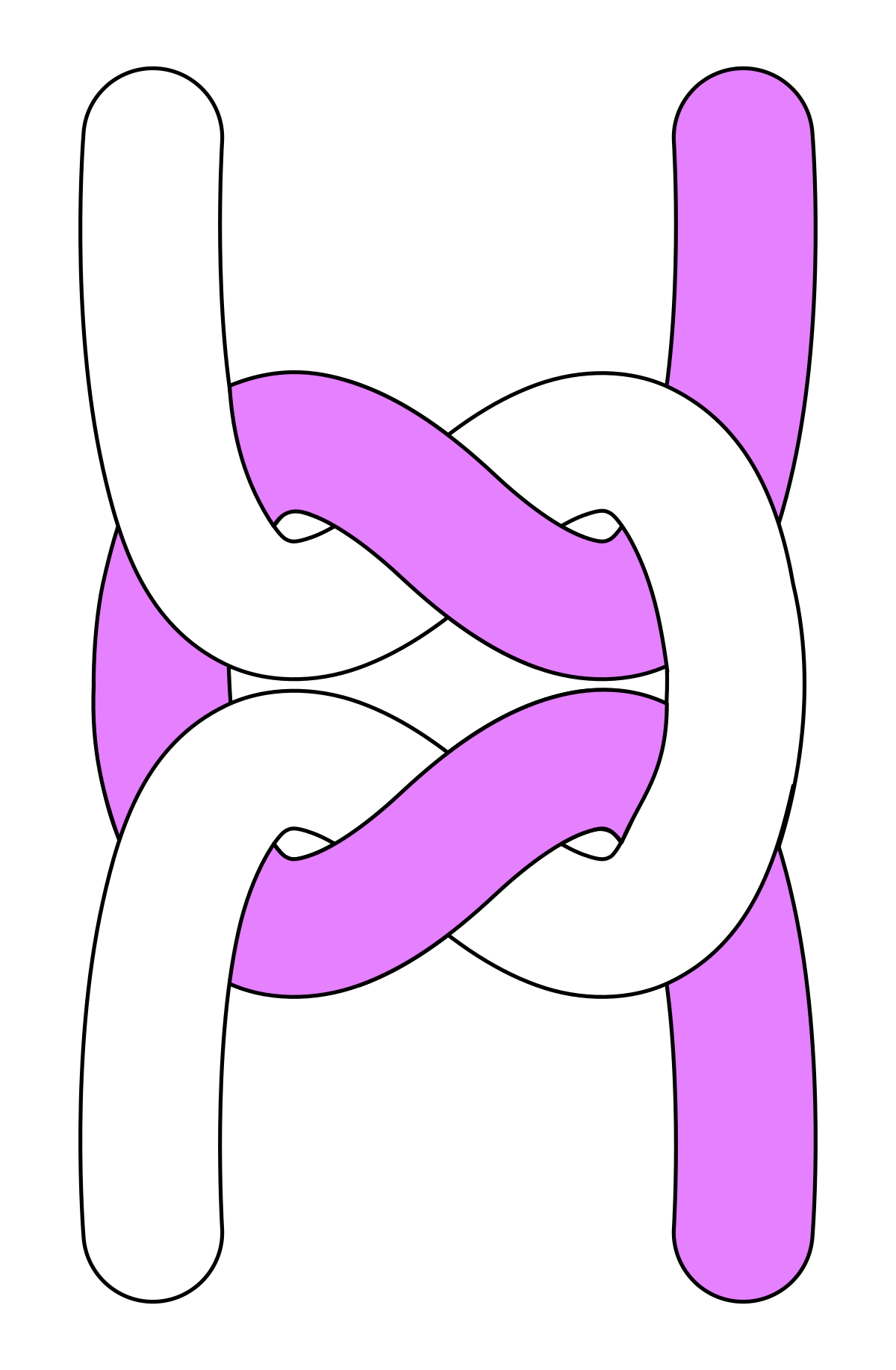
Kreuzknoten, gespiegelt
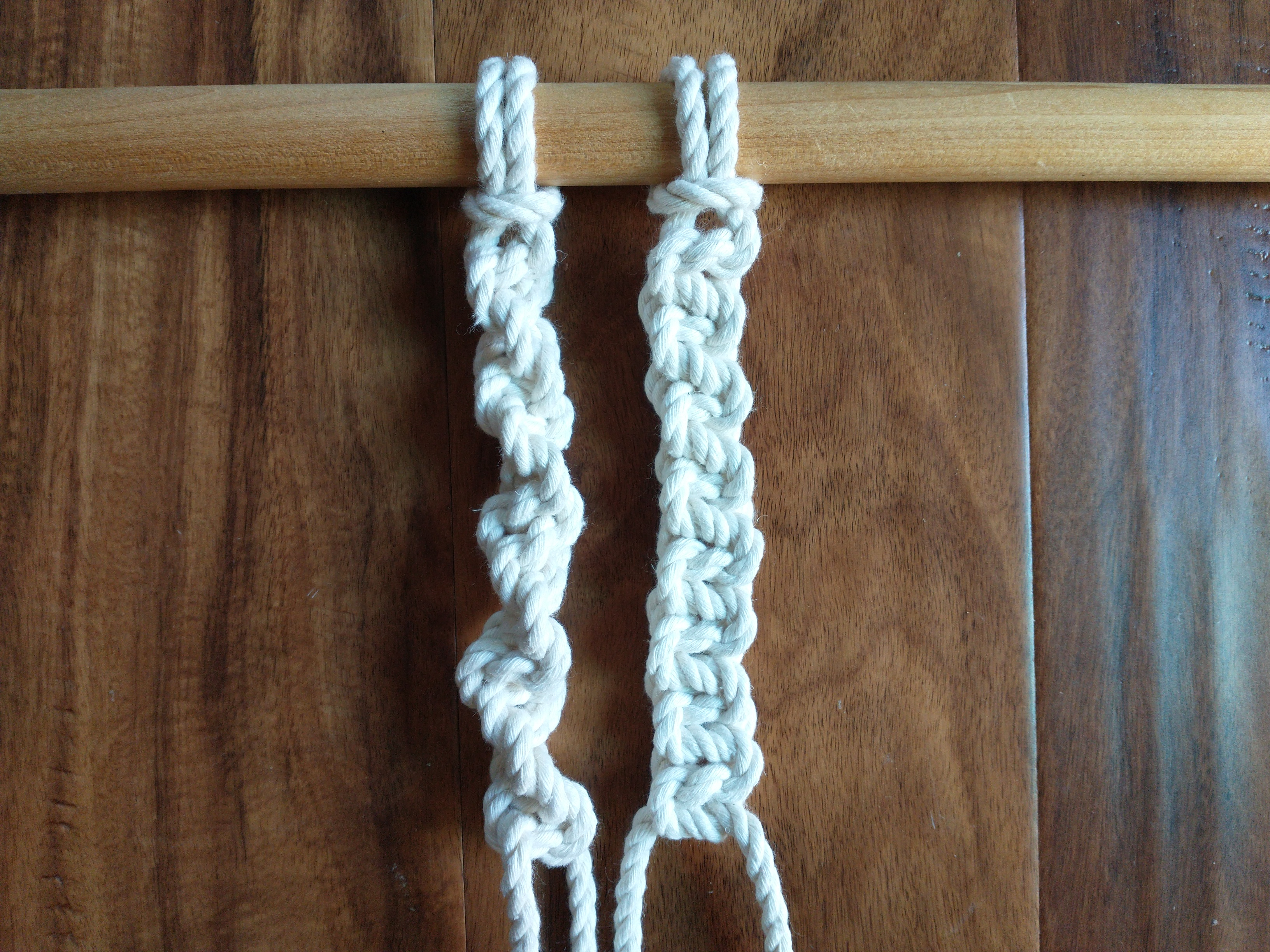
Altweiberknoten (links) und Kreuzknoten (rechts) in Serie

Viele Variationen des Altweiberknotens und des Kreuzknotens werden, um besser zur Geltung zu kommen, meist doppelfädig ausgeführt:

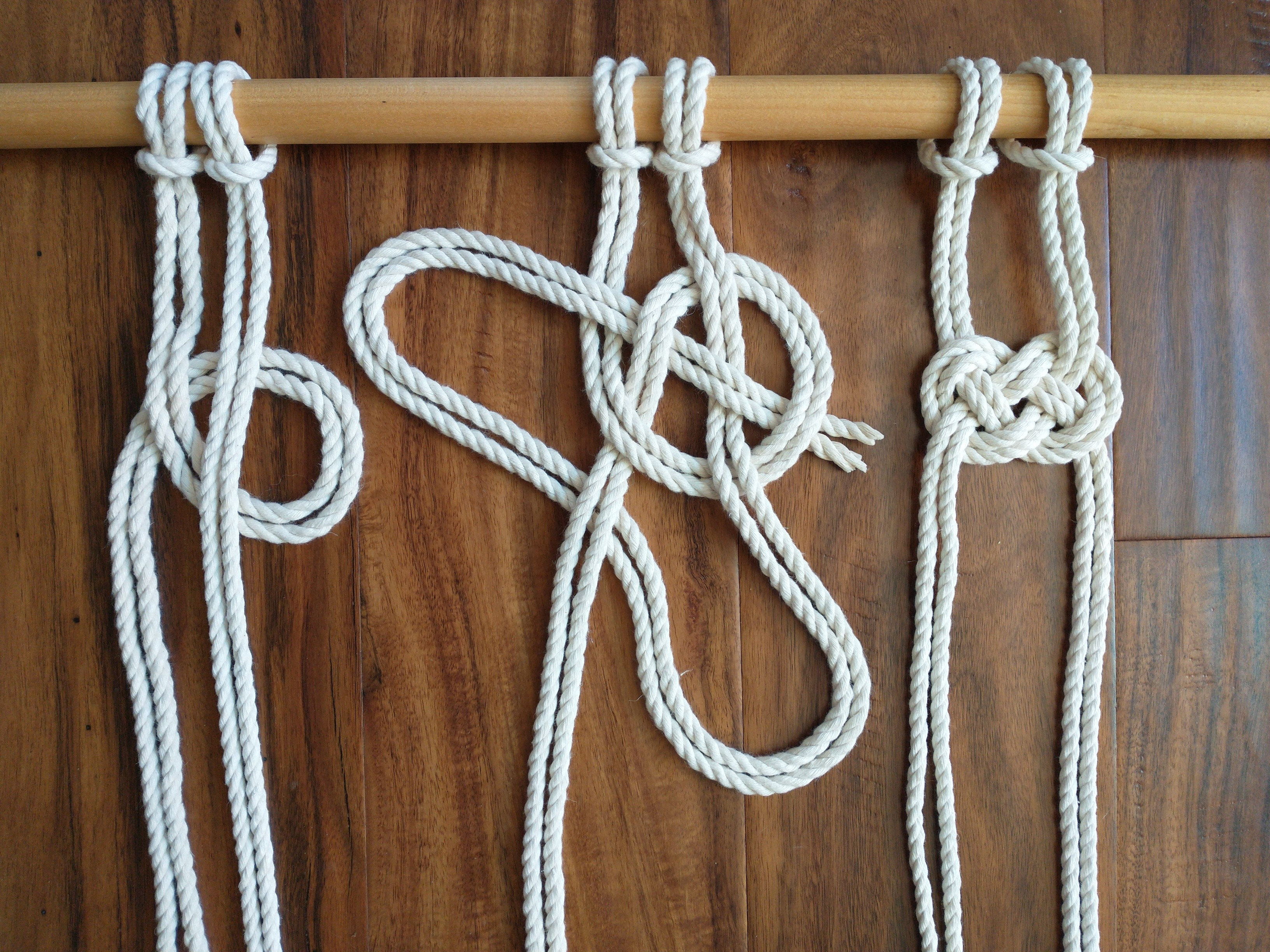
Auf halben Knoten basiert auch der Josefinenknoten.
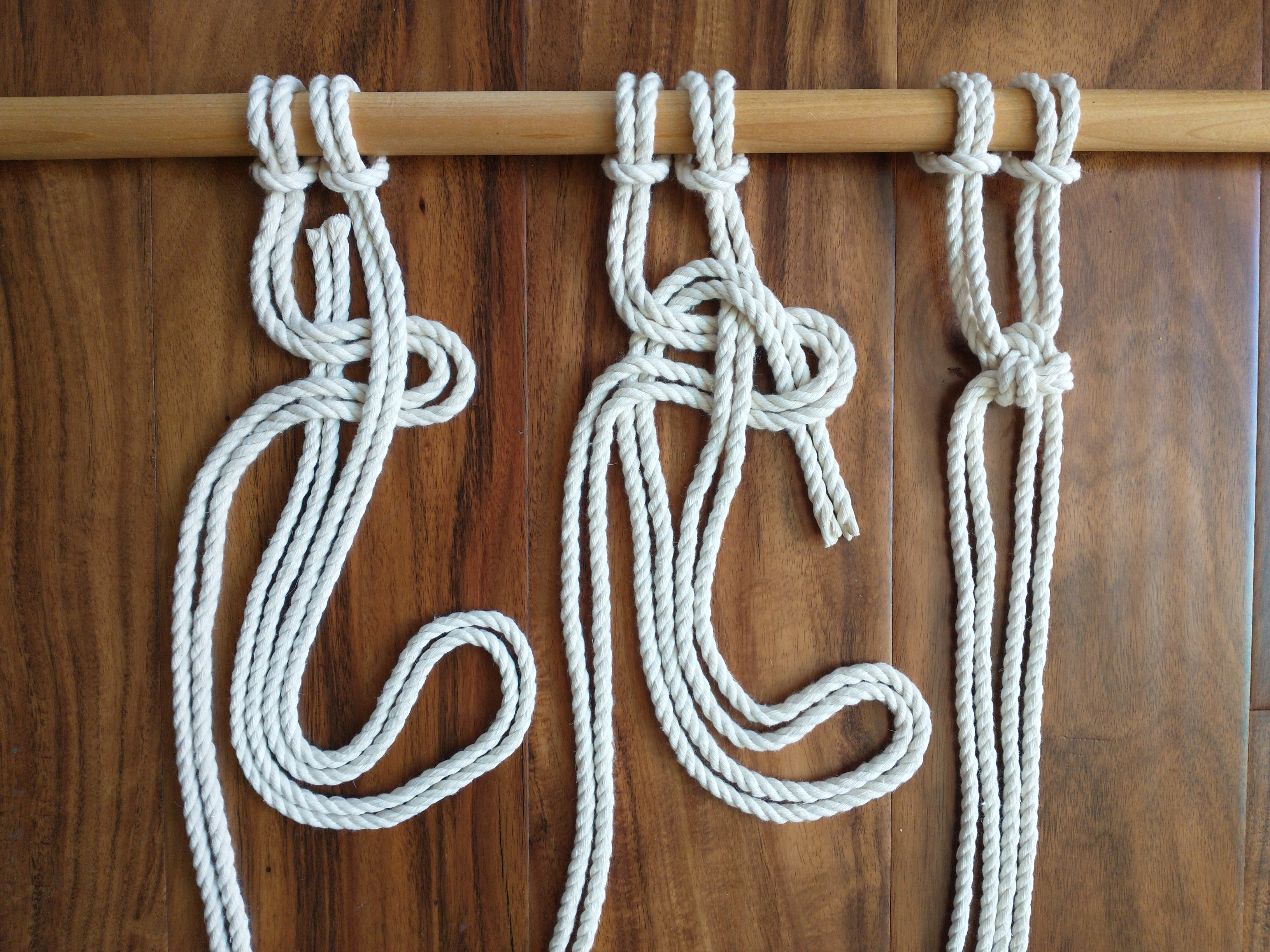
Der Dreiecksknoten
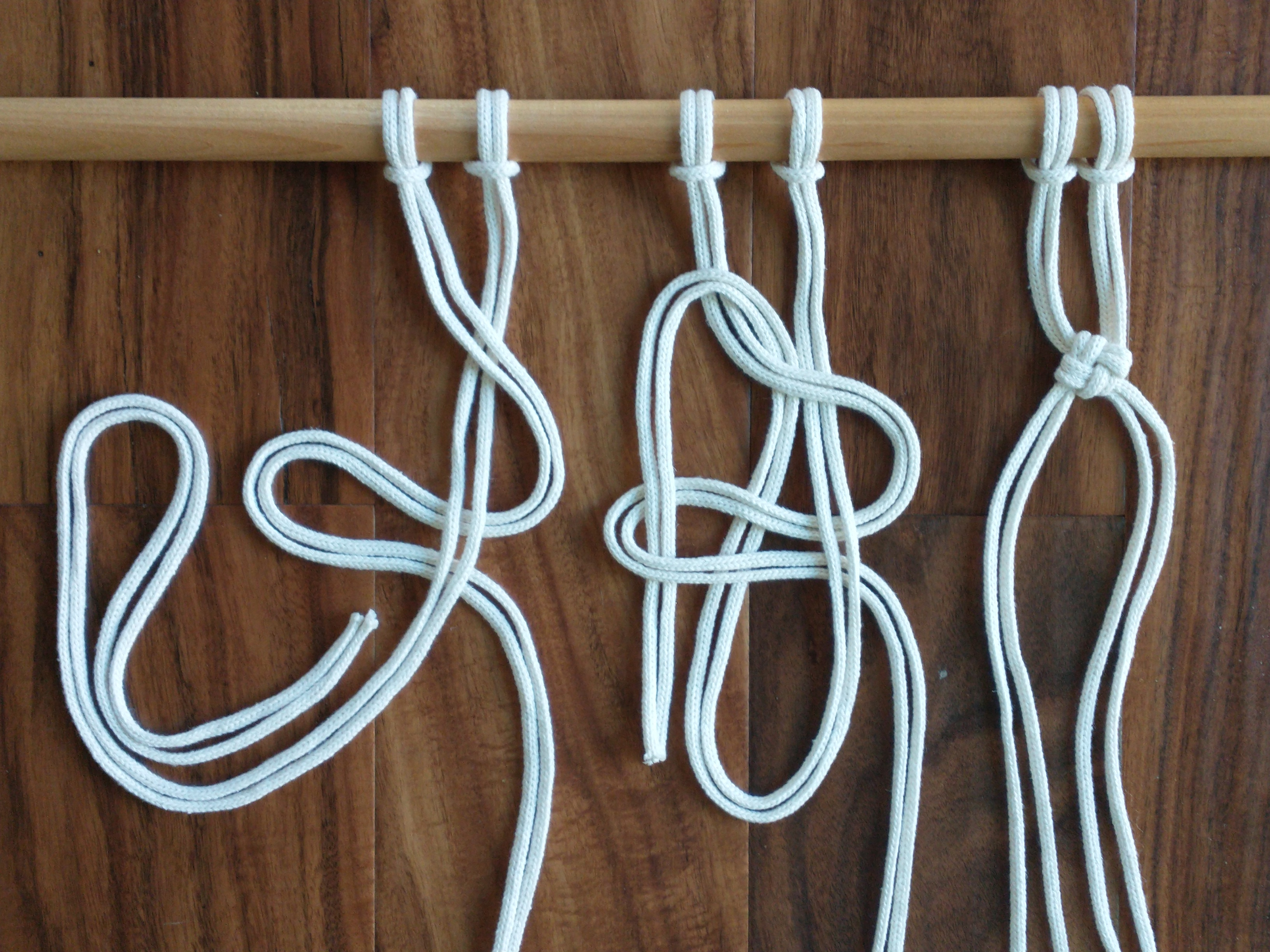
Der „chinesische Knoten“
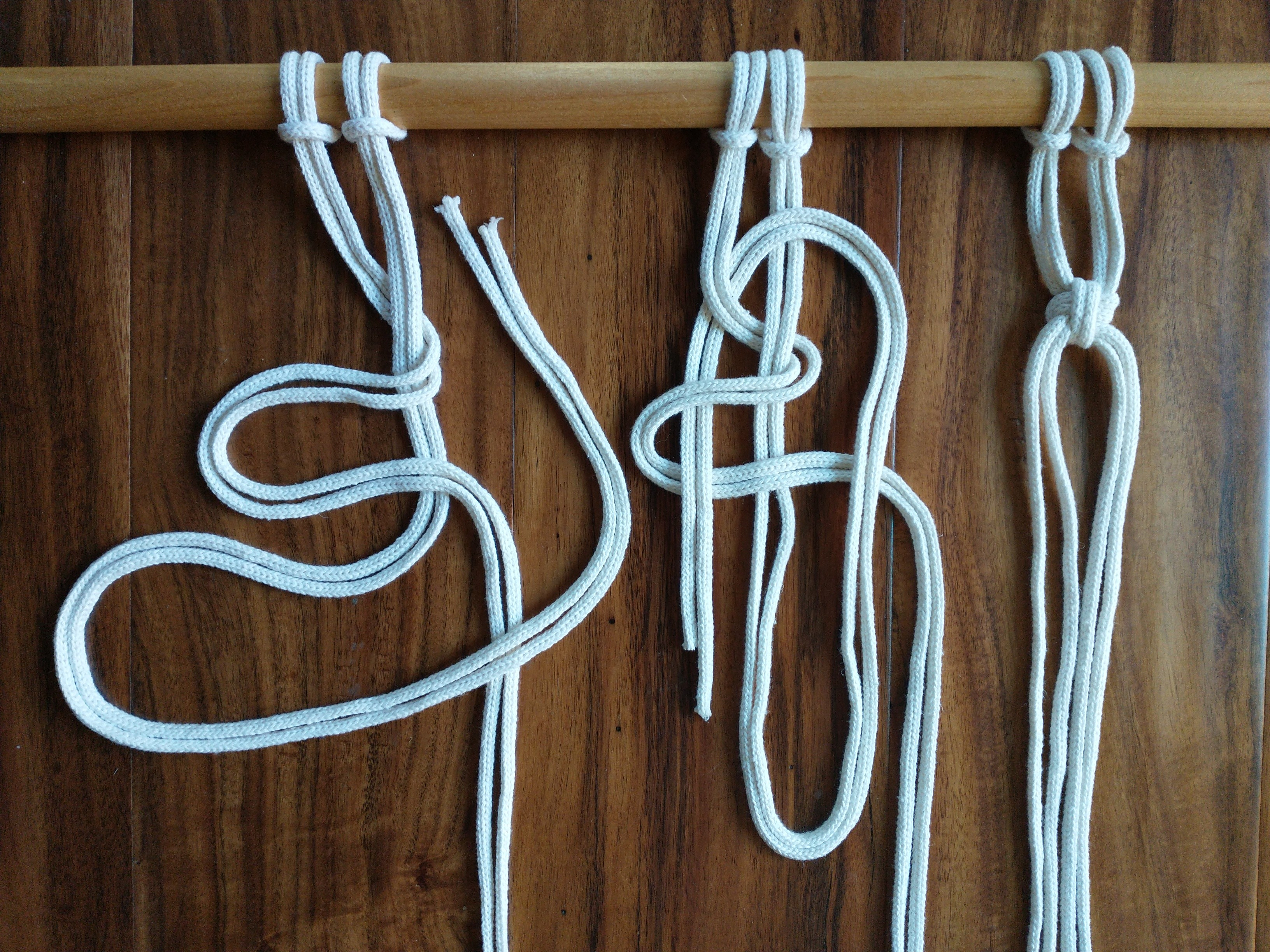
Die Umkehrung des chinesischen Knotens wird im Englischen als cross knot bezeichnet.

##### Altweiberknoten und Kreuzknoten an Trägerfäden
Viele Makrameetechniken bestehen darin, dass Altweiberknoten und/oder Kreuzknoten an Trägerfäden ausgeführt werden:

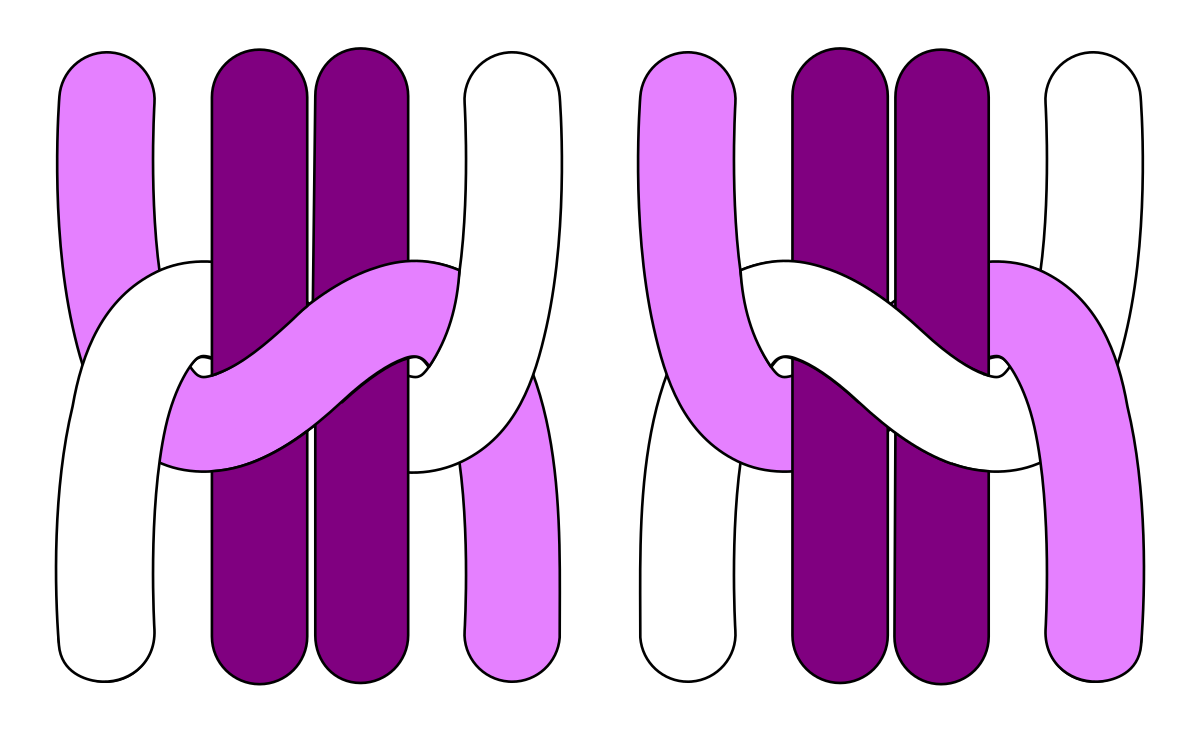
Halbe Knoten an Trägerfäden
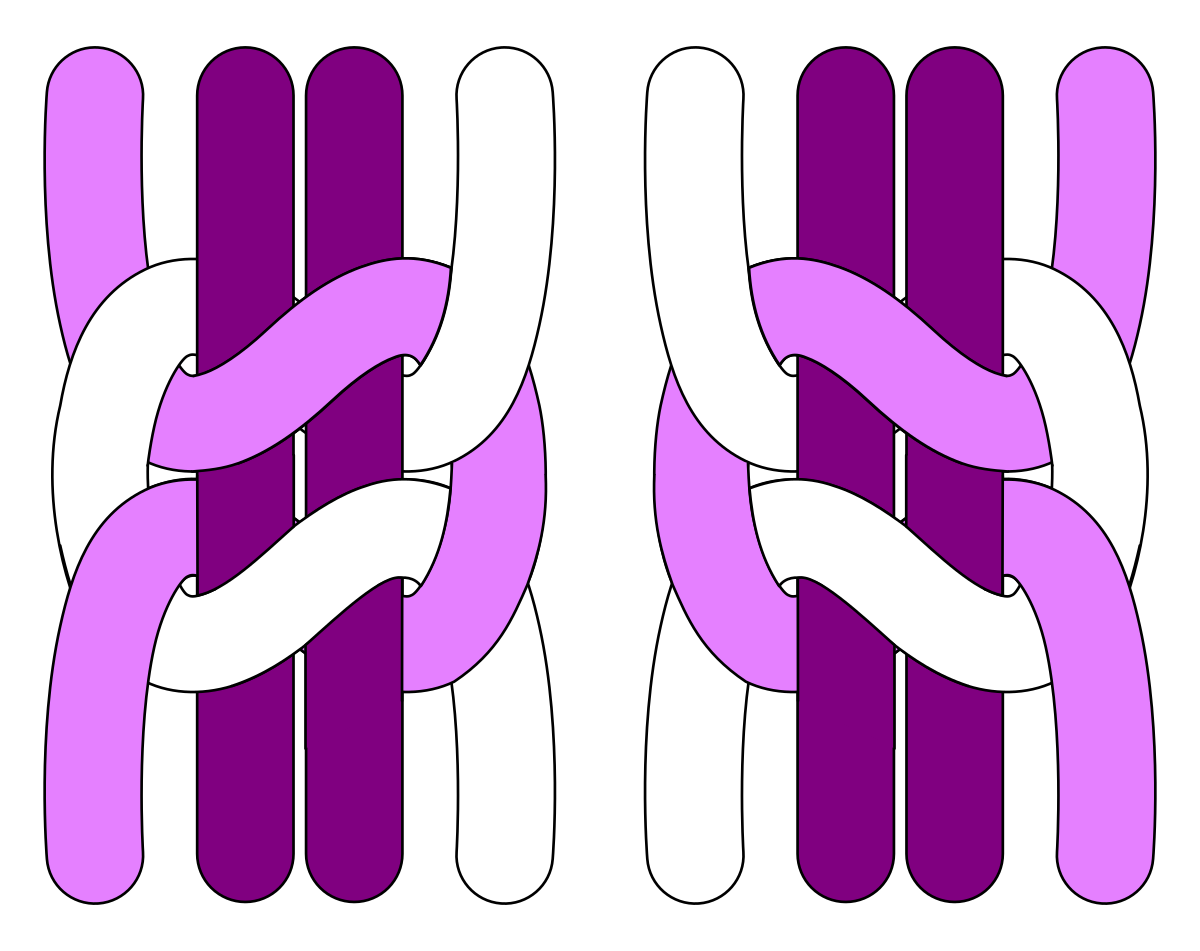
Altweiberknoten an Trägerfäden
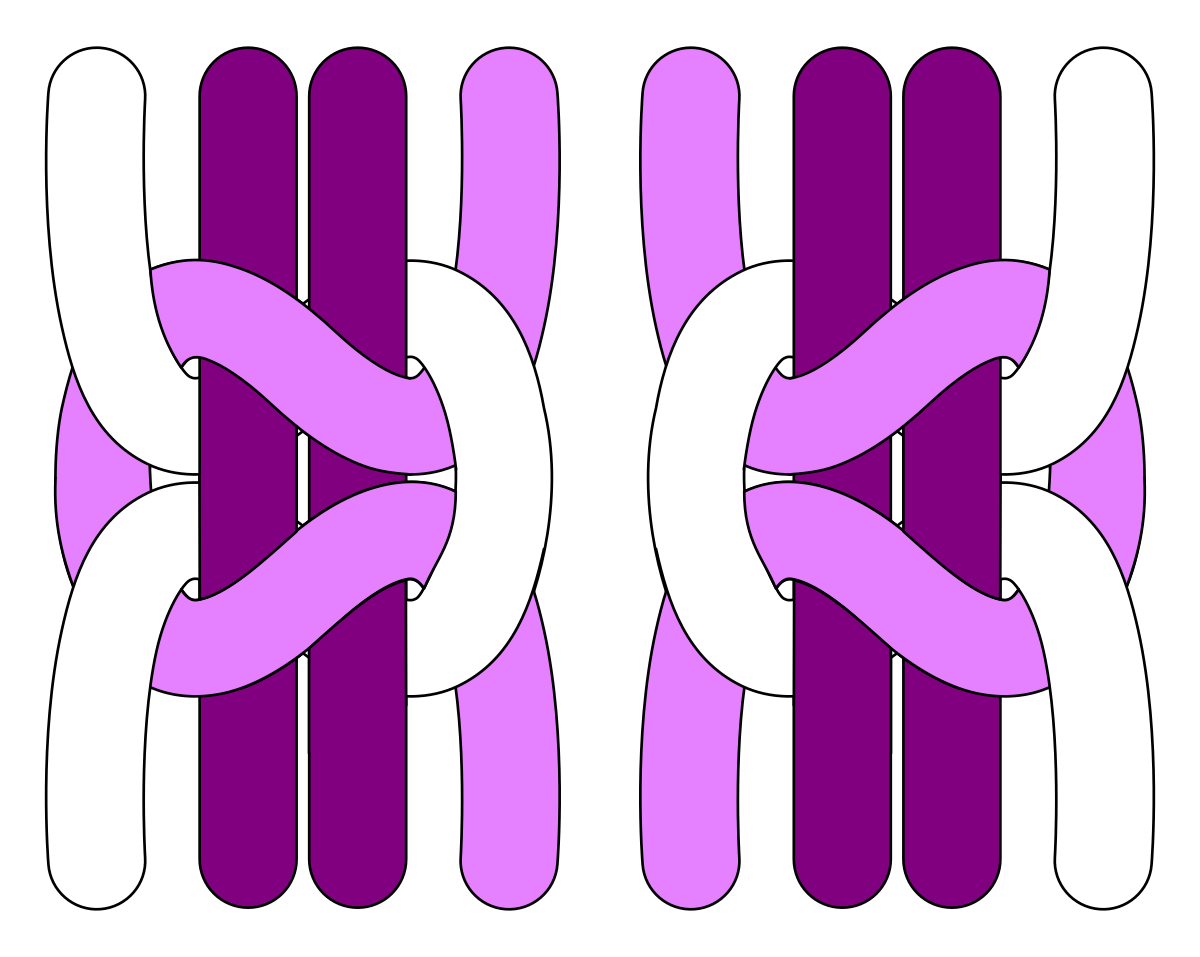
Kreuzknoten an Trägerfäden
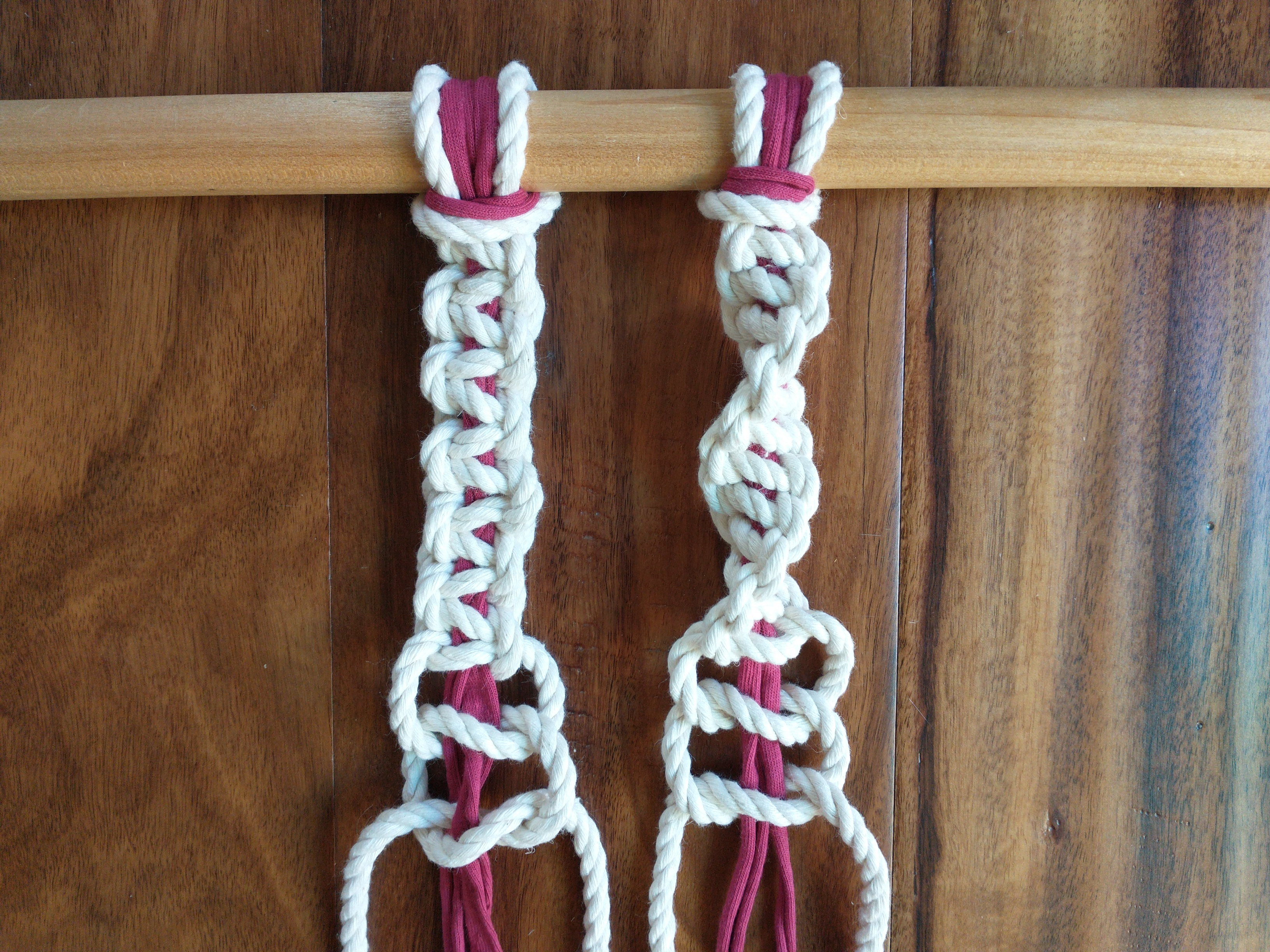
Serien aus Kreuzknoten (links) und aus Altweiberknoten (rechts) an Trägerfäden
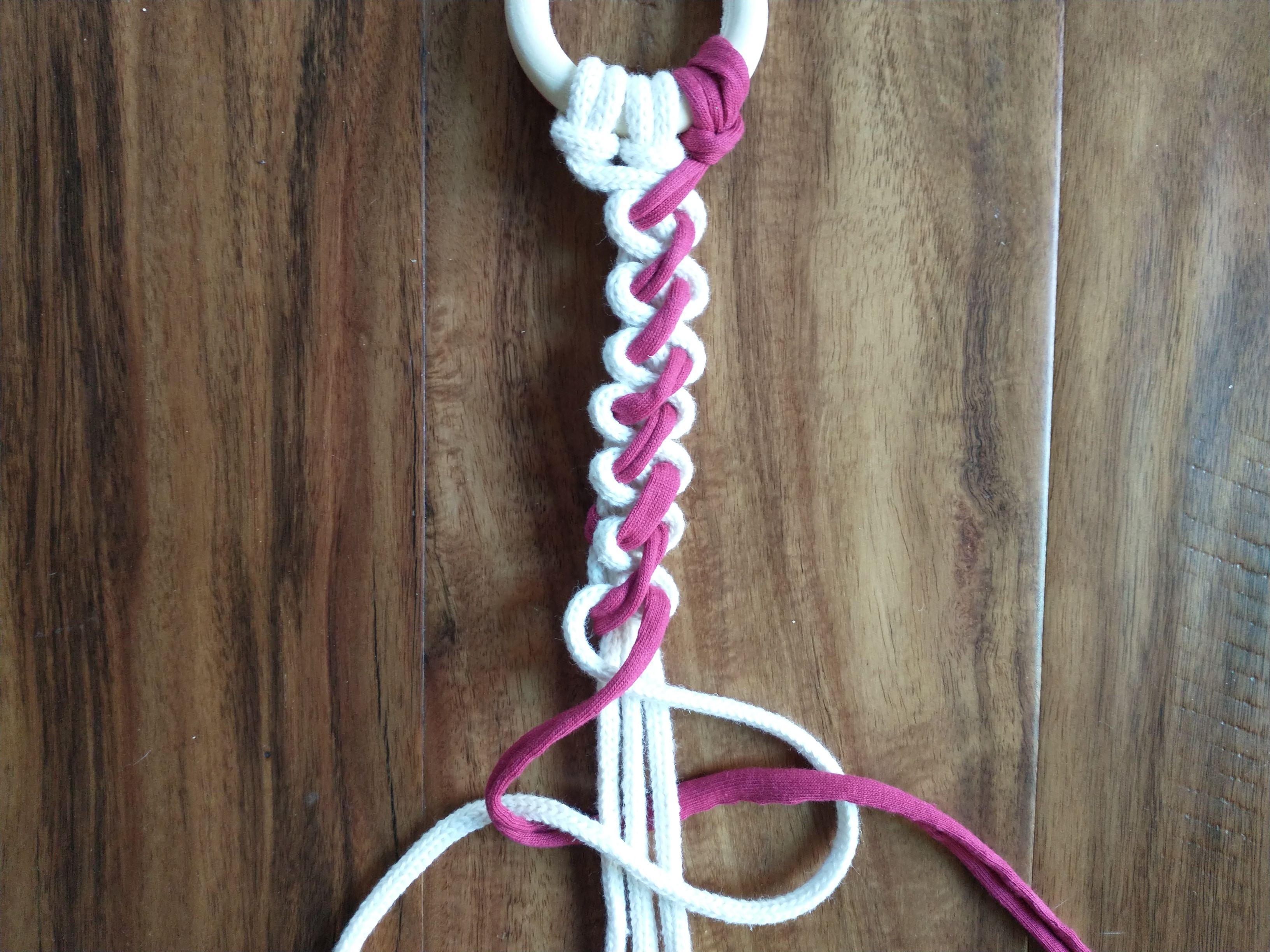
Altweiberknoten an Trägerfäden (Variation; friendship bracelet knot)
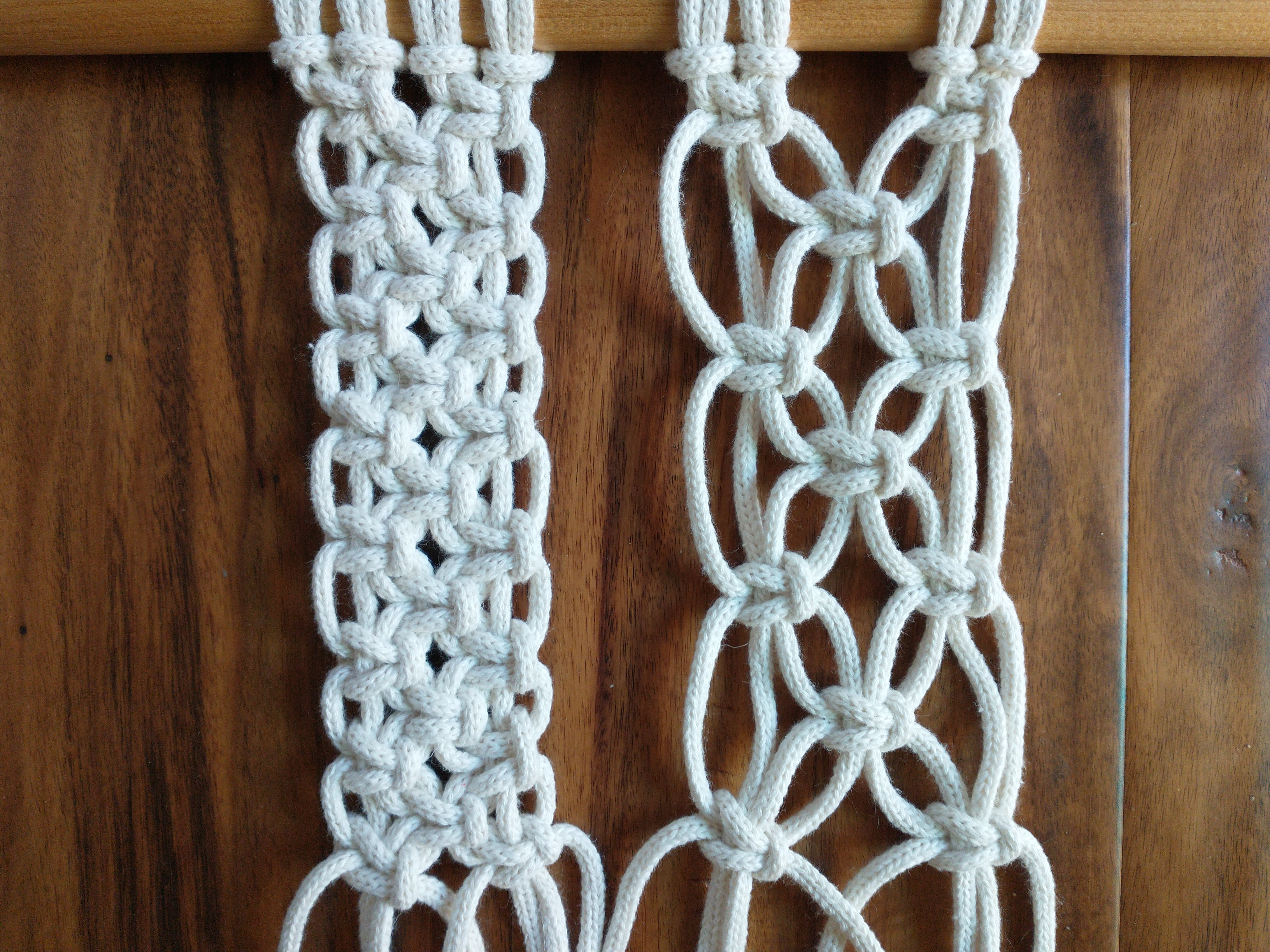
Kreuzknoten, mit wechselnden Fäden; links dicht, rechts lose ausgeführt
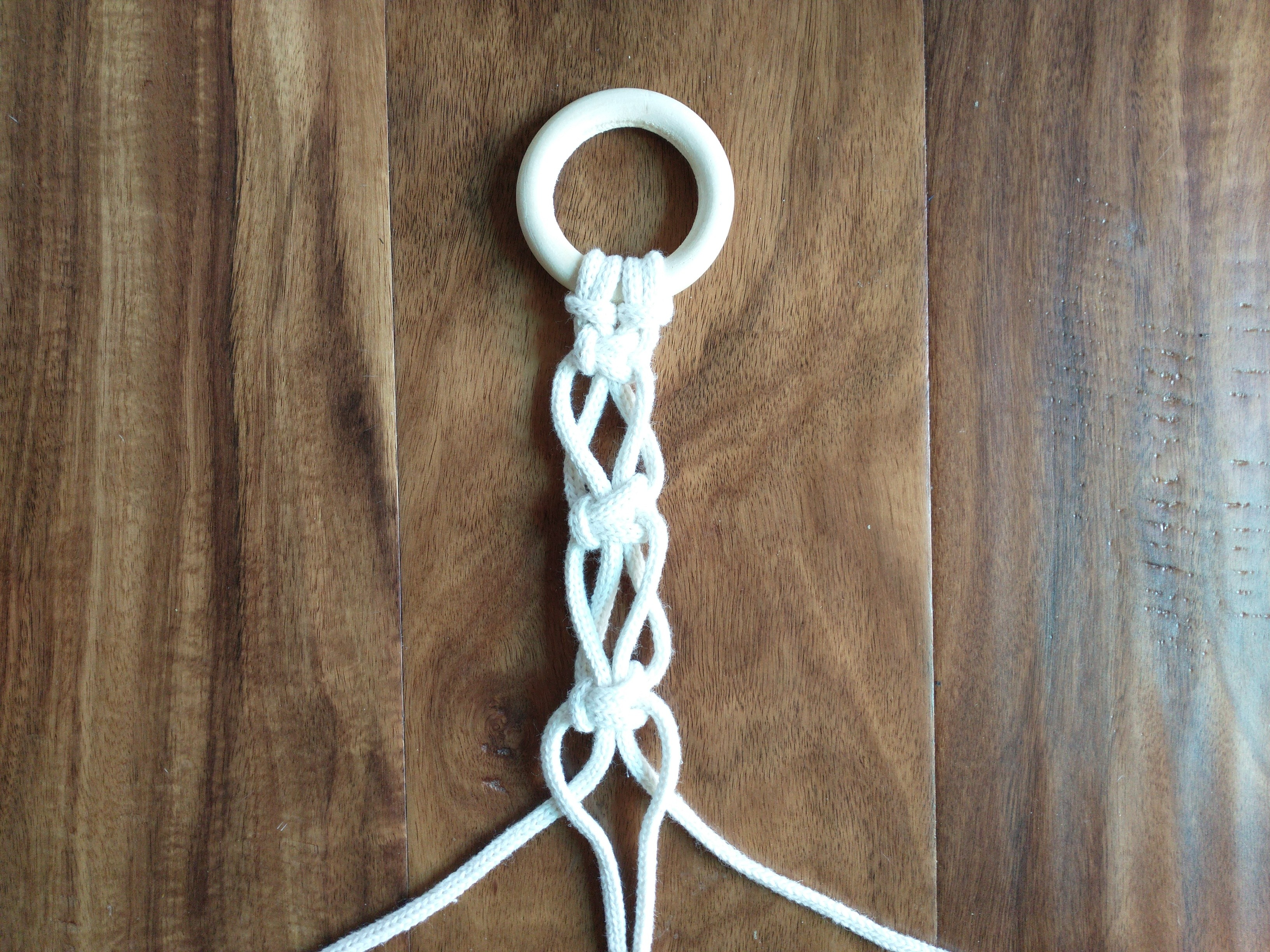
Beim Wechselknoten werden Kreuzknoten abwechselnd mit den Arbeits- und den Trägerfäden ausgeführt.
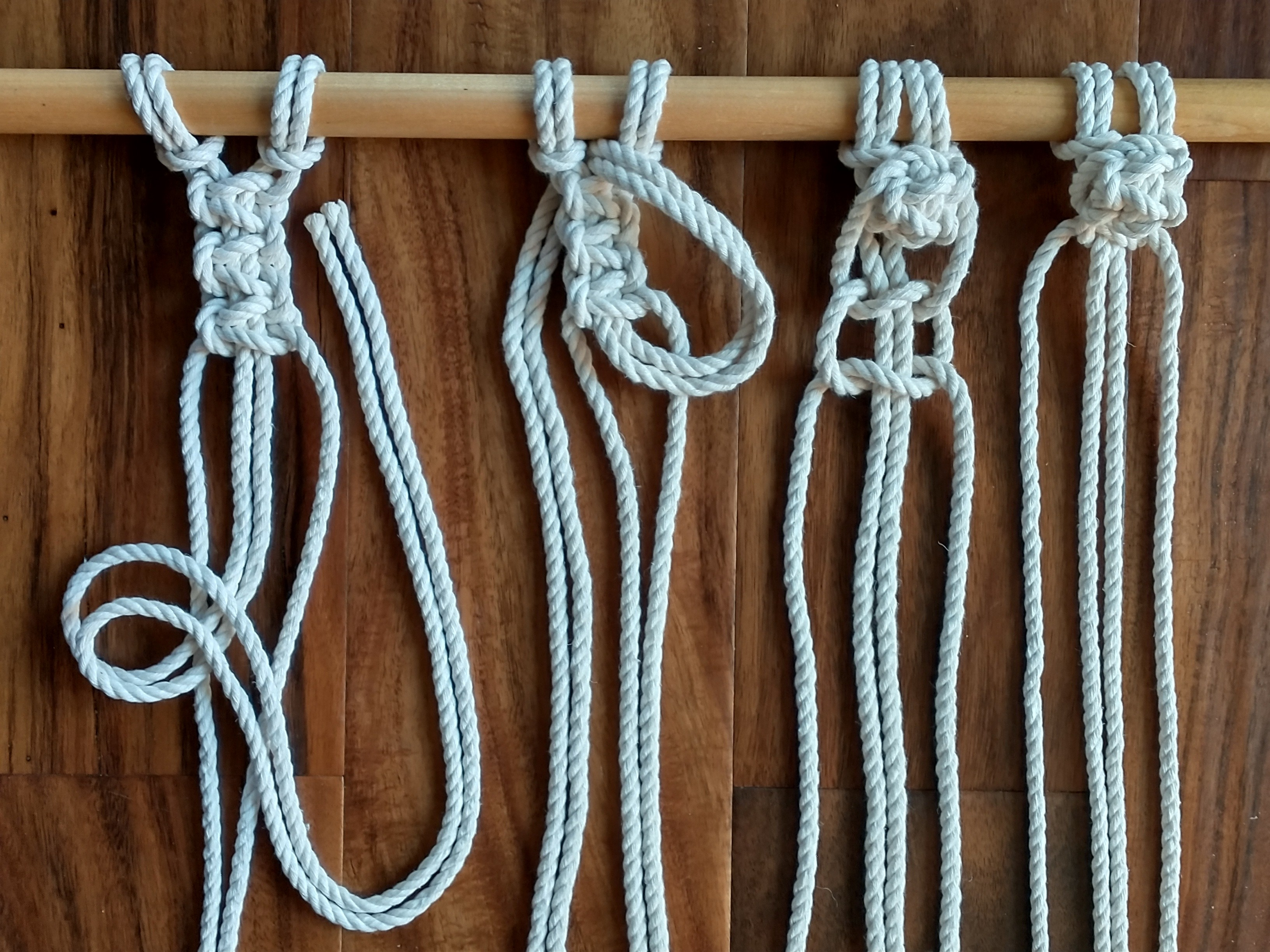
Der Beerenknoten, der aus dem Werkstück wie eine kleine Beere herausragt, basiert auf 3 Kreuzknoten.

Die Trägerfäden werden hier u. a. deshalb verwendet, weil sie zusätzliche Stabilität und Masse geben. Auch erhöhen sie die Zahl der Fäden, was für das Gesamtdesign in vielen Fällen notwendig ist.

### Weitere Techniken

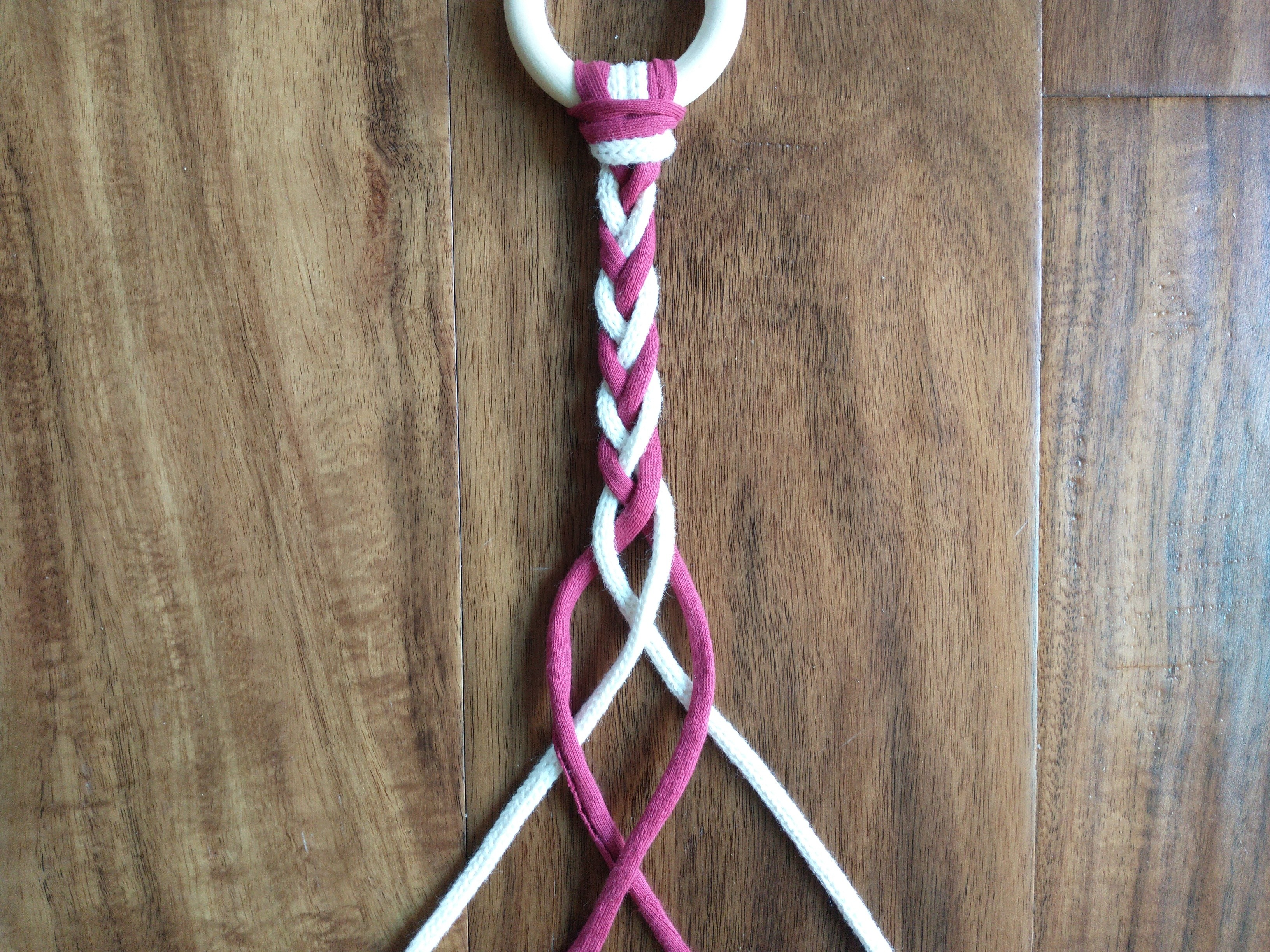
Eine Flechttechnik

Außer halben Schlägen und halben Knoten werden beim Makramee viele weitere Techniken verwendet, darunter zum Beispiel Flechttechniken.

#### Buchten
Unter anderem mit ornamentaler Funktion werden in Makrameewerkstücke häufig Buchten eingearbeitet. Beispiel:

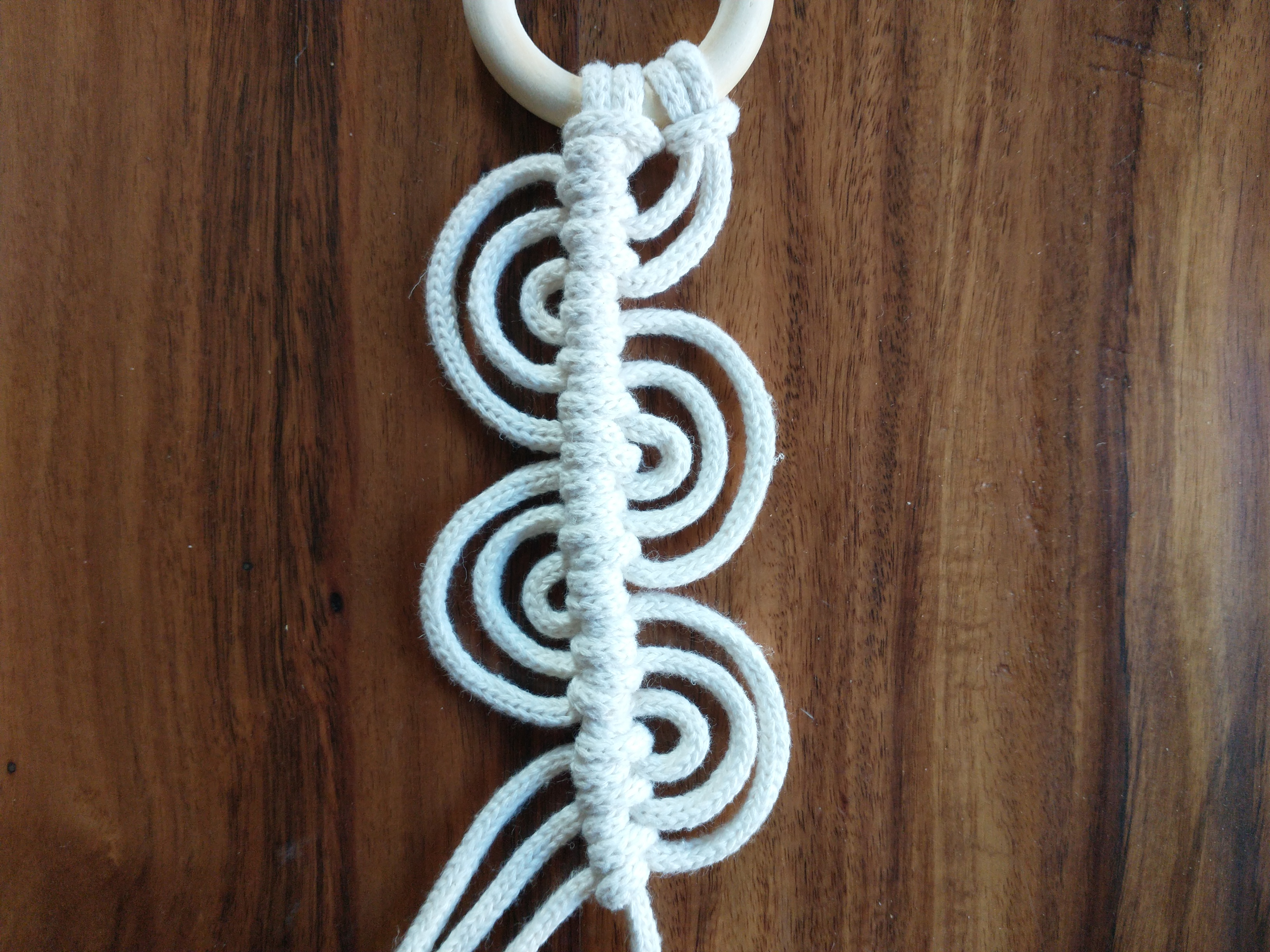
Die 3 Arbeitsfäden, die hier an 1 Trägerfaden entlanggeführt werden, bilden Rippenknoten und Buchten.

#### Knoten, die auf Überhandknoten basieren
Gelegentlich werden beim Makramee auch Knoten verwendet, die auf Überhandknoten basieren. Beispiele:
- Überhandknoten

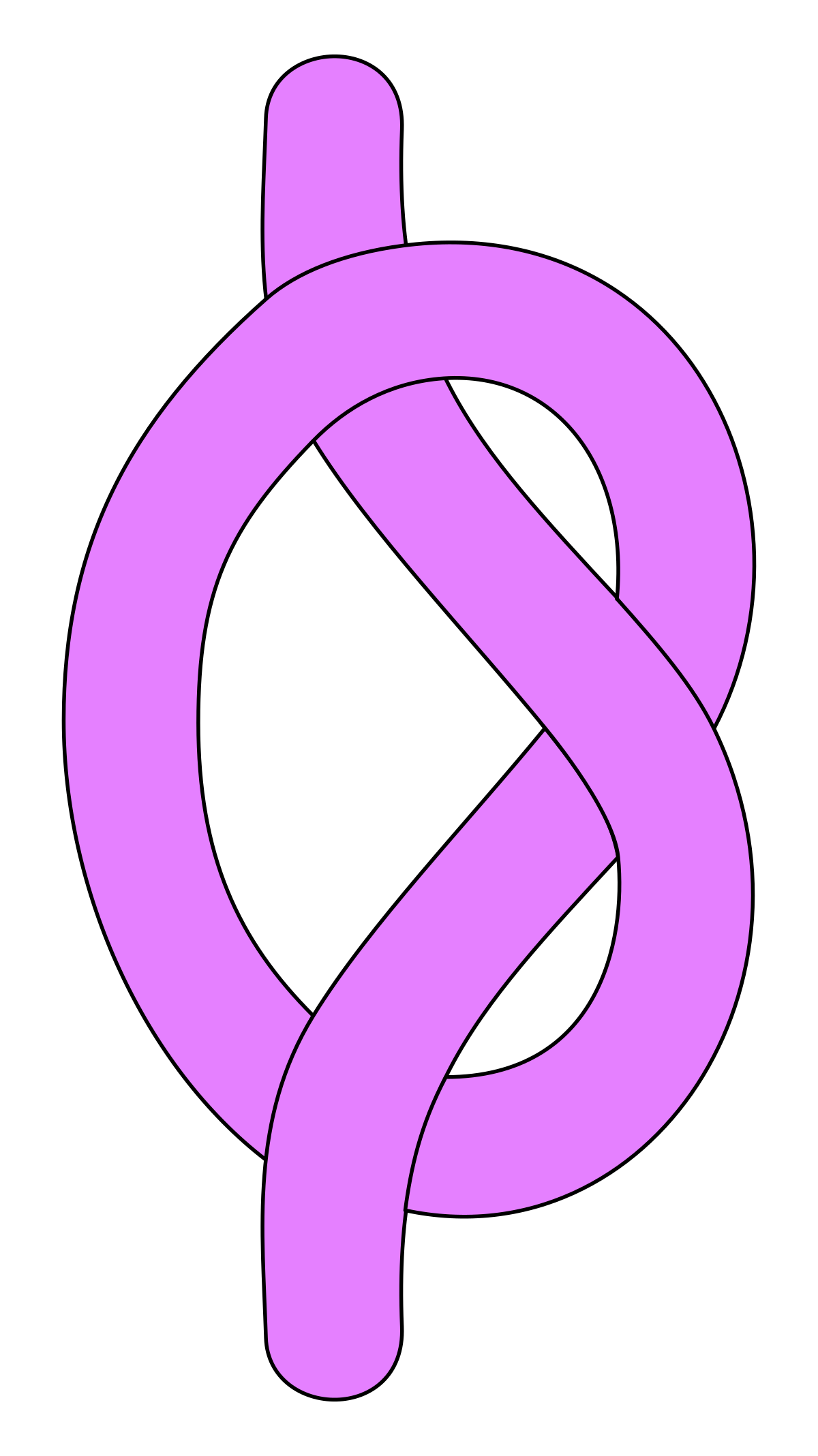
Überhandknoten
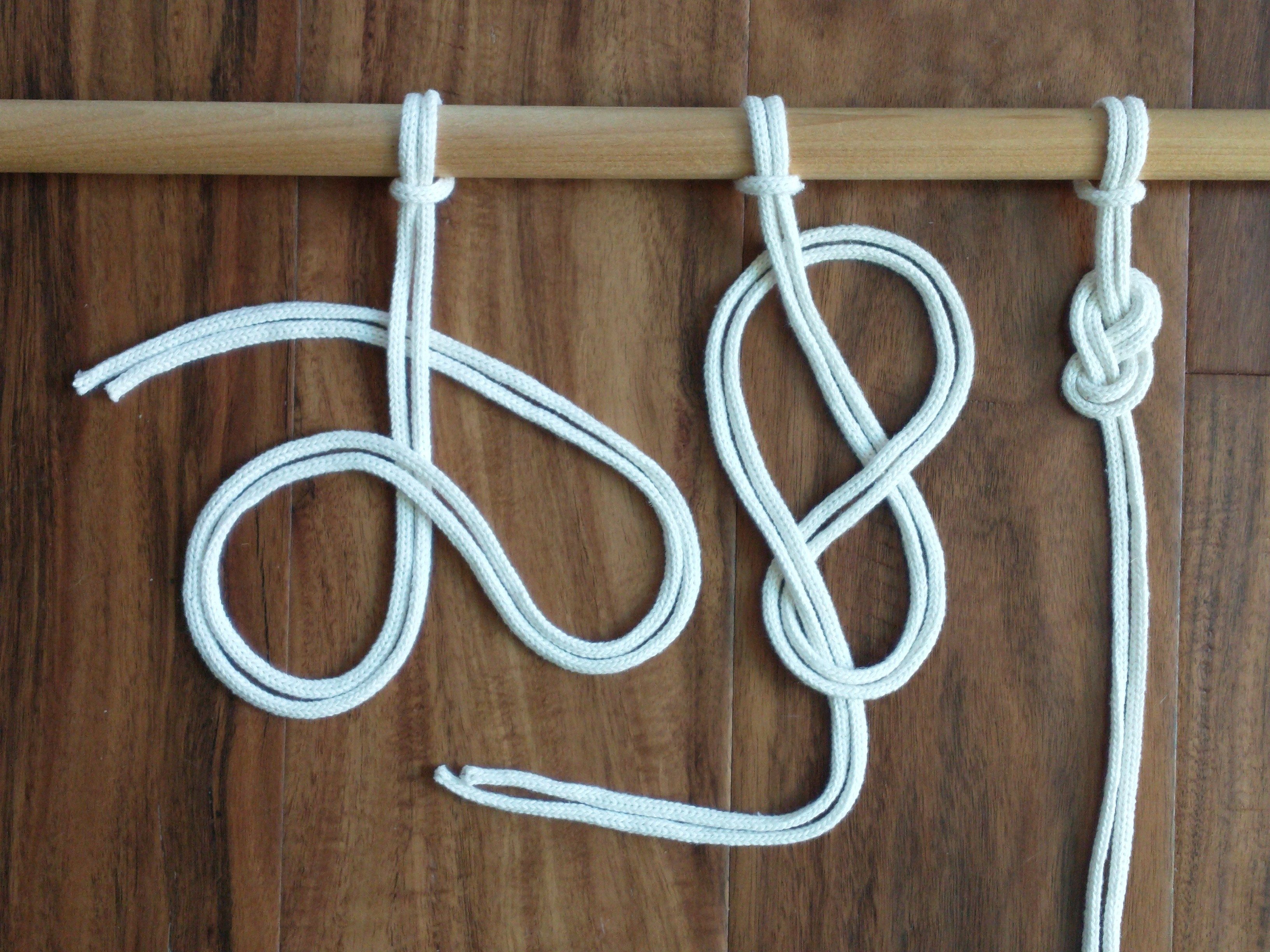
Achtknoten
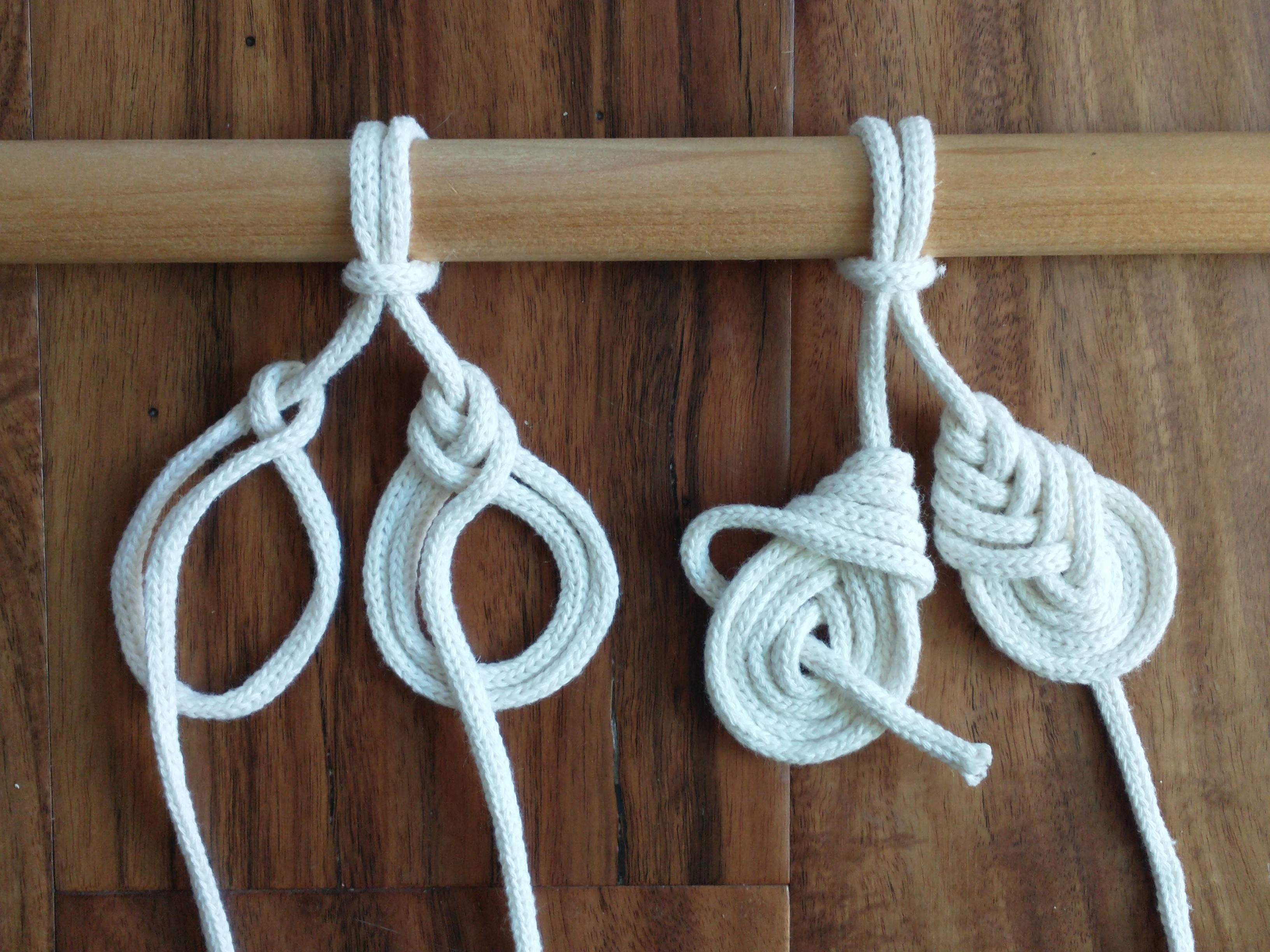
Pipaknoten
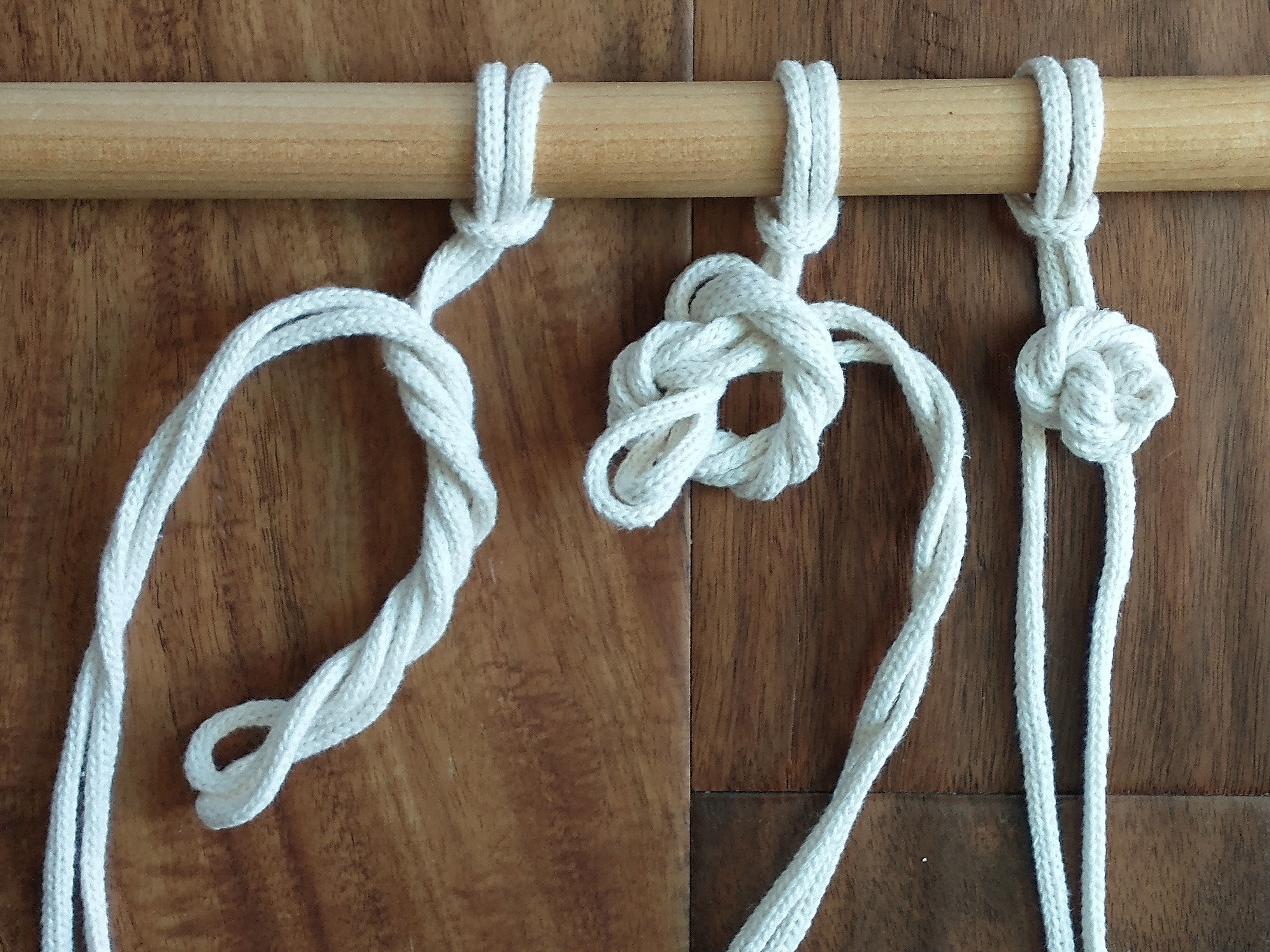
Rosenknoten

- Pipaknoten
- Rosenknoten

#### Zusammenziehen
Viele Makrameemuster werden dadurch erzeugt, dass im Werkstück zwei Punkte, die mehr oder weniger weit auseinanderliegen, durch Knoten miteinander verbunden und zueinandergezogen werden. Beispiel:

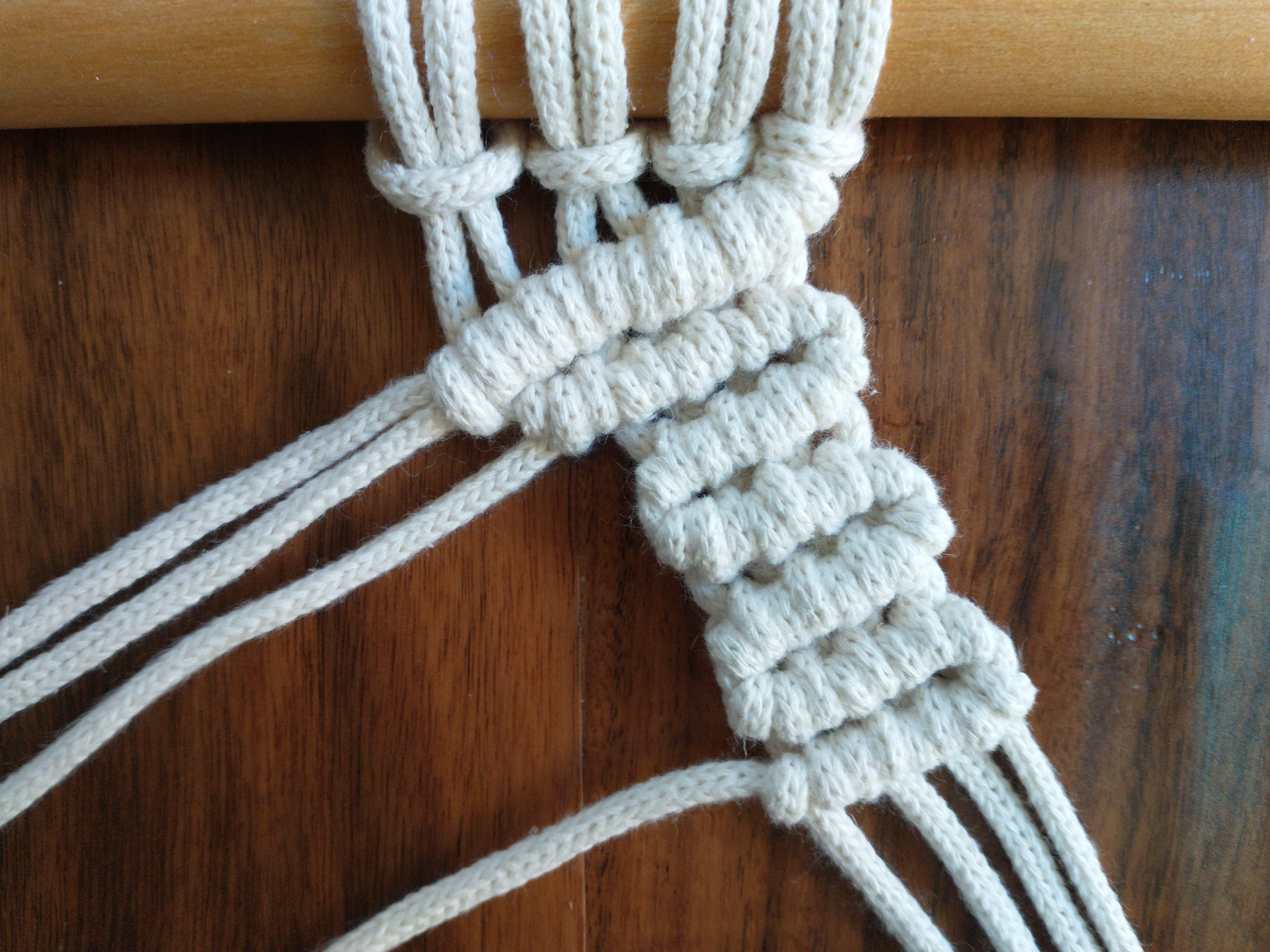
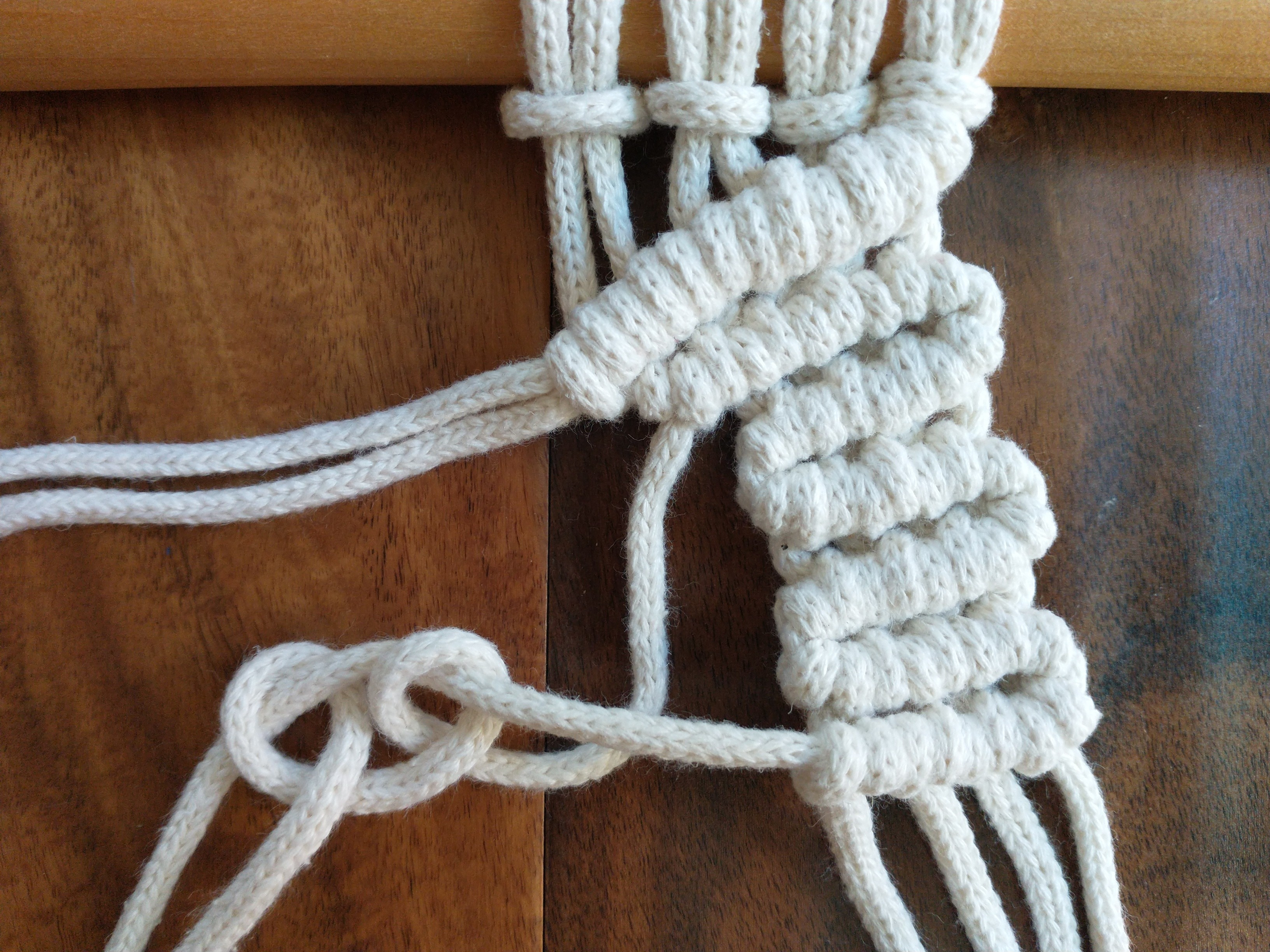
Der 3. und der 4. Faden werden hier…
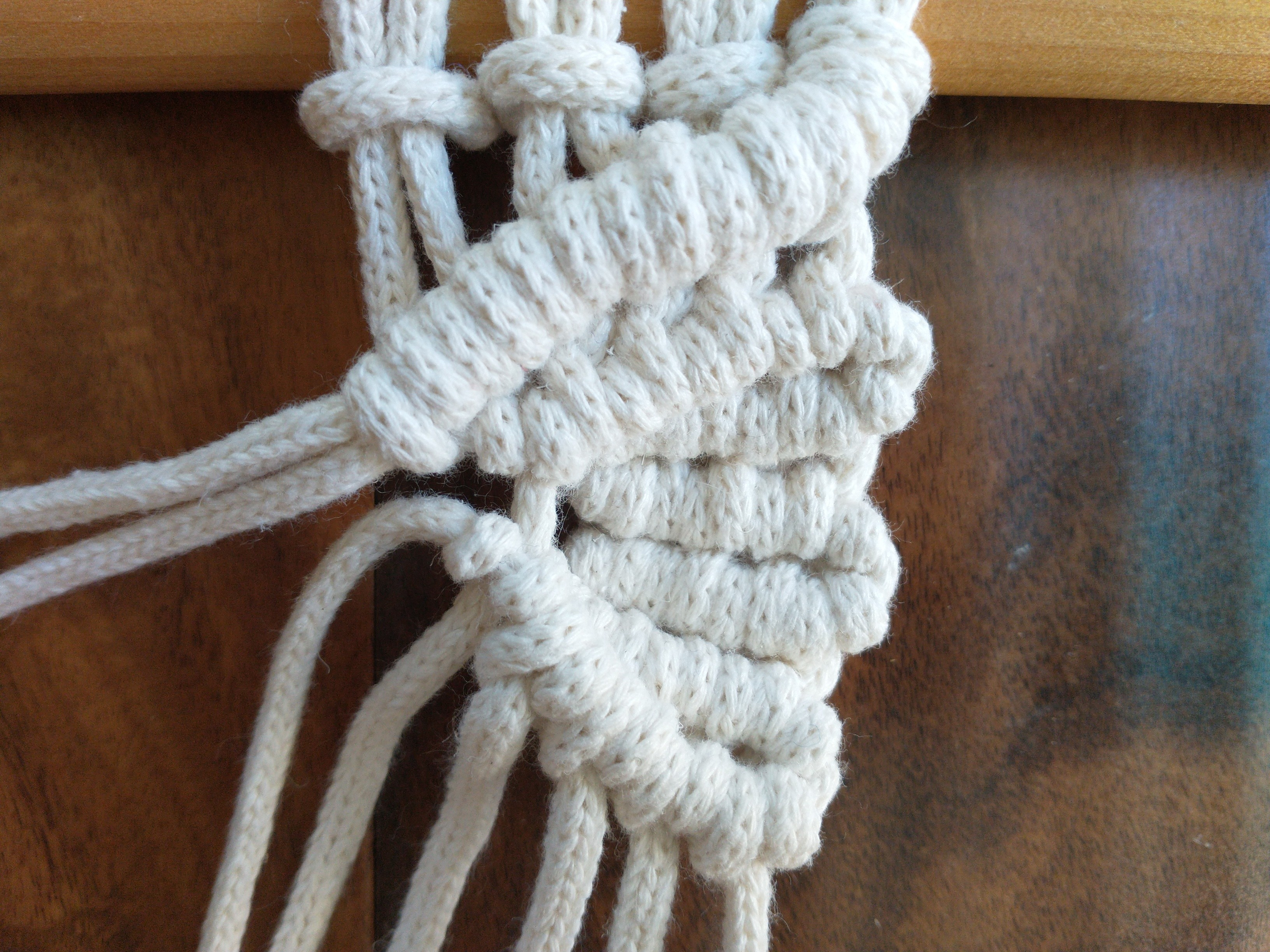
…durch einen Rippenknoten zusammengezogen.
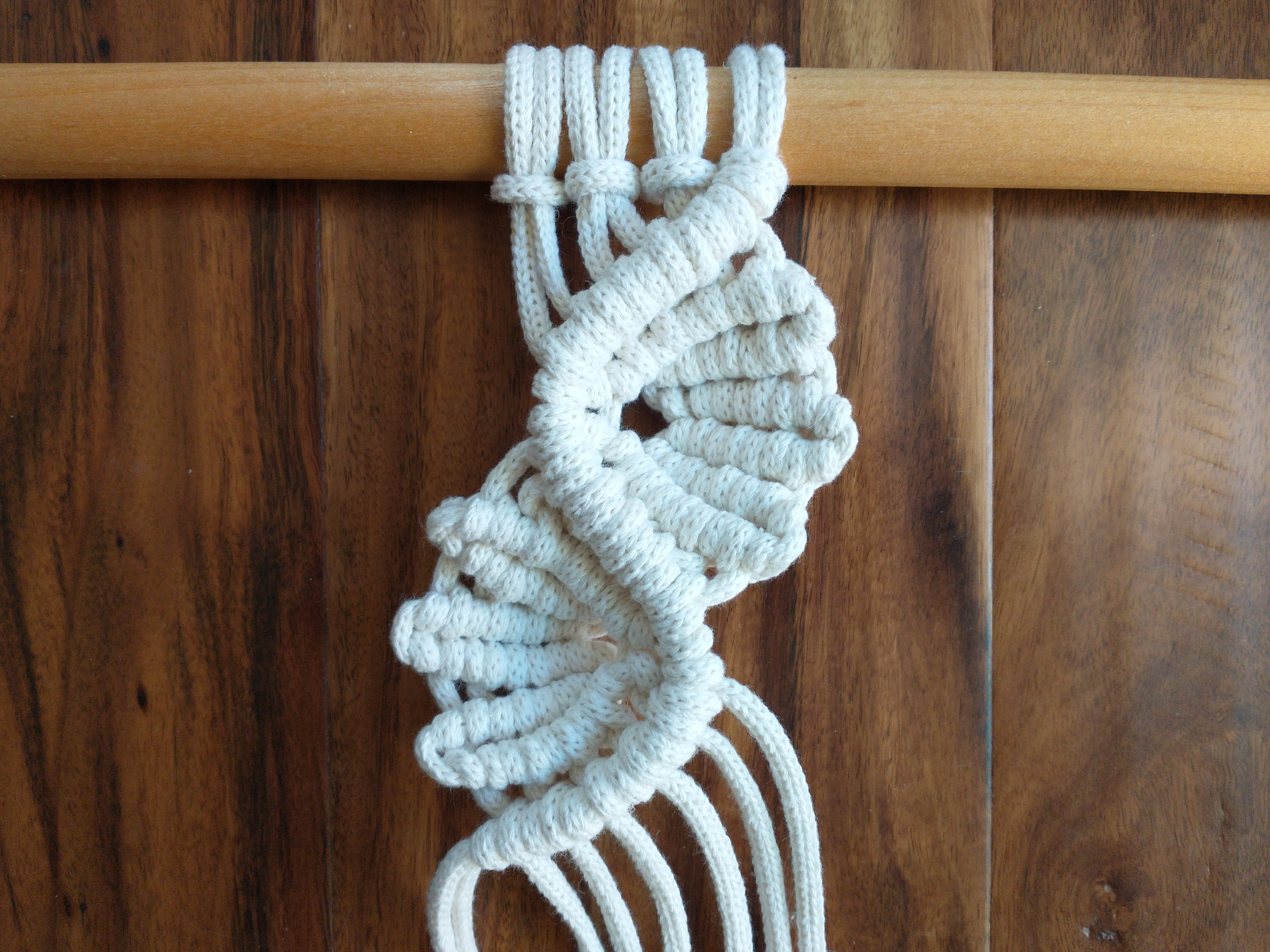
Ergebnis
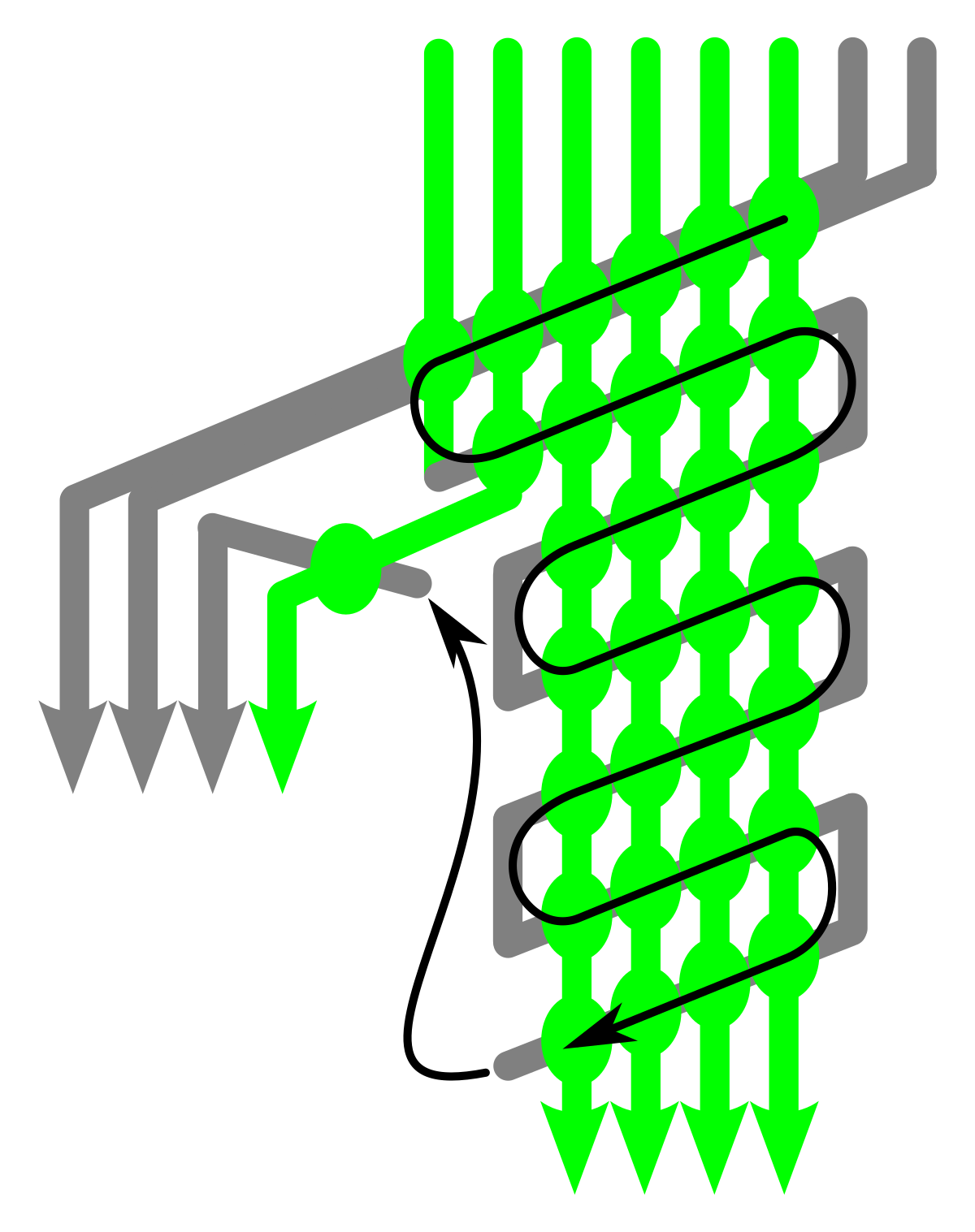
Schemadarstellung

#### Verschränken
Verschränktechniken werden beim Makramee zu verschiedenen Zwecken eingesetzt. Beispiel:

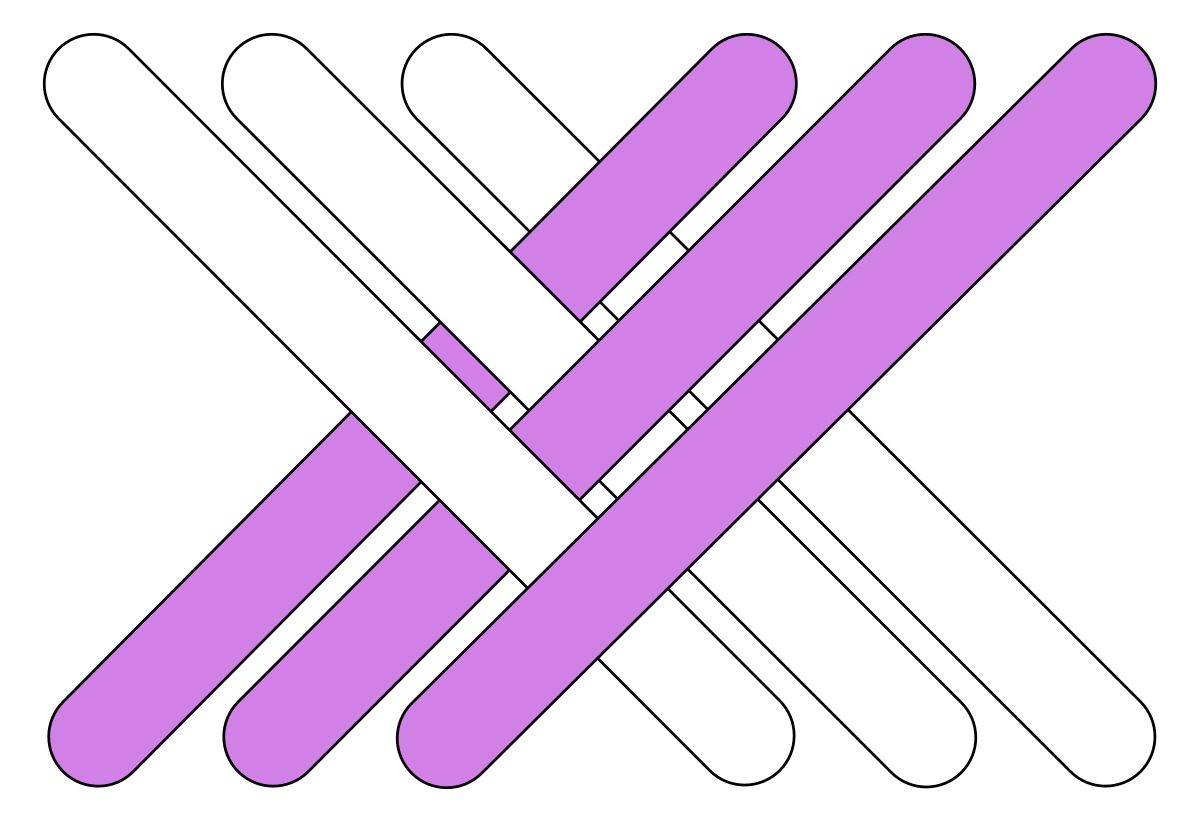
Verschränkung
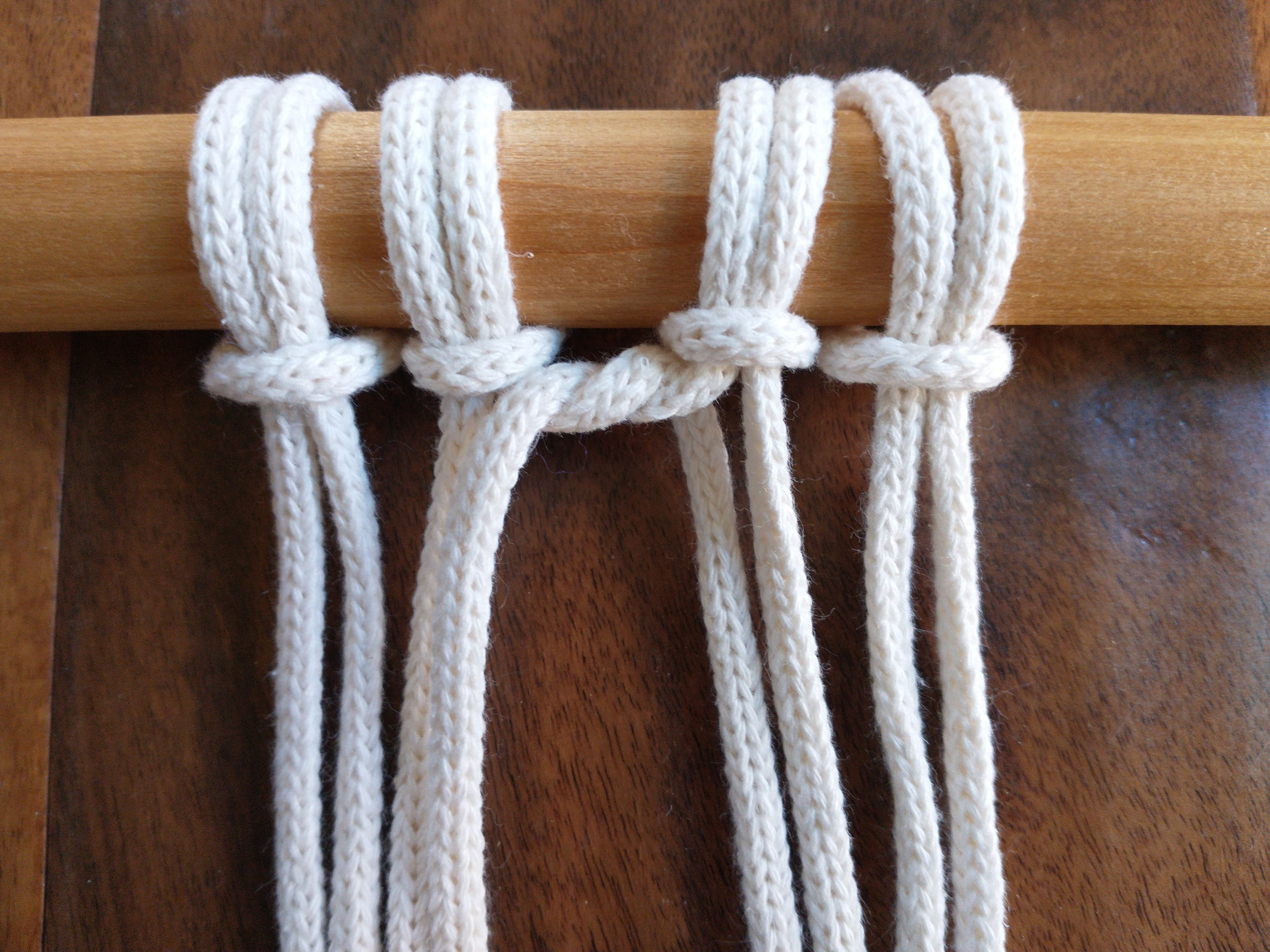
Stärkeren Halt als eine Verschränkung erzeugt ein halber Knoten.
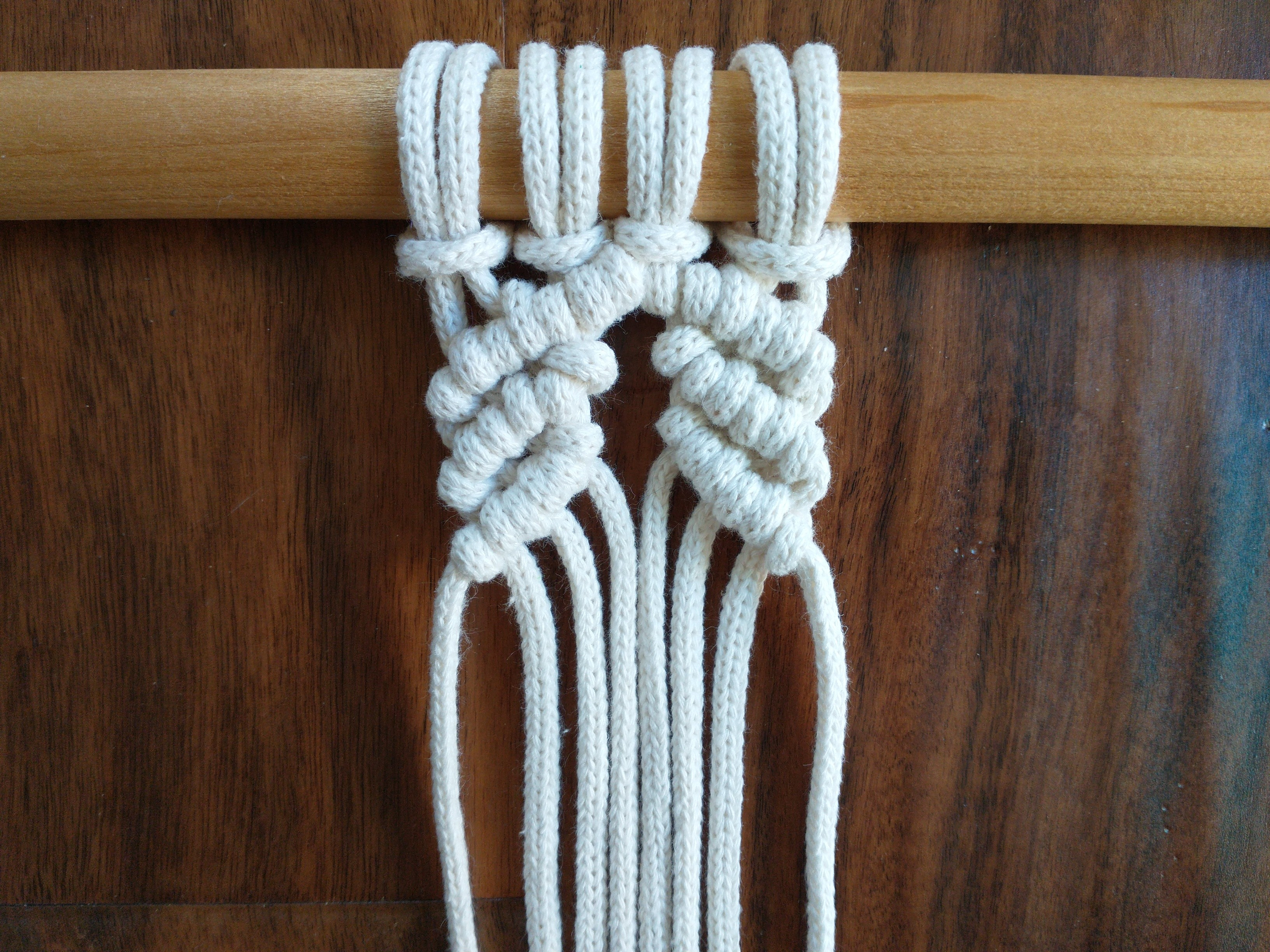
Einige Reihen von Rippenknoten, vor…
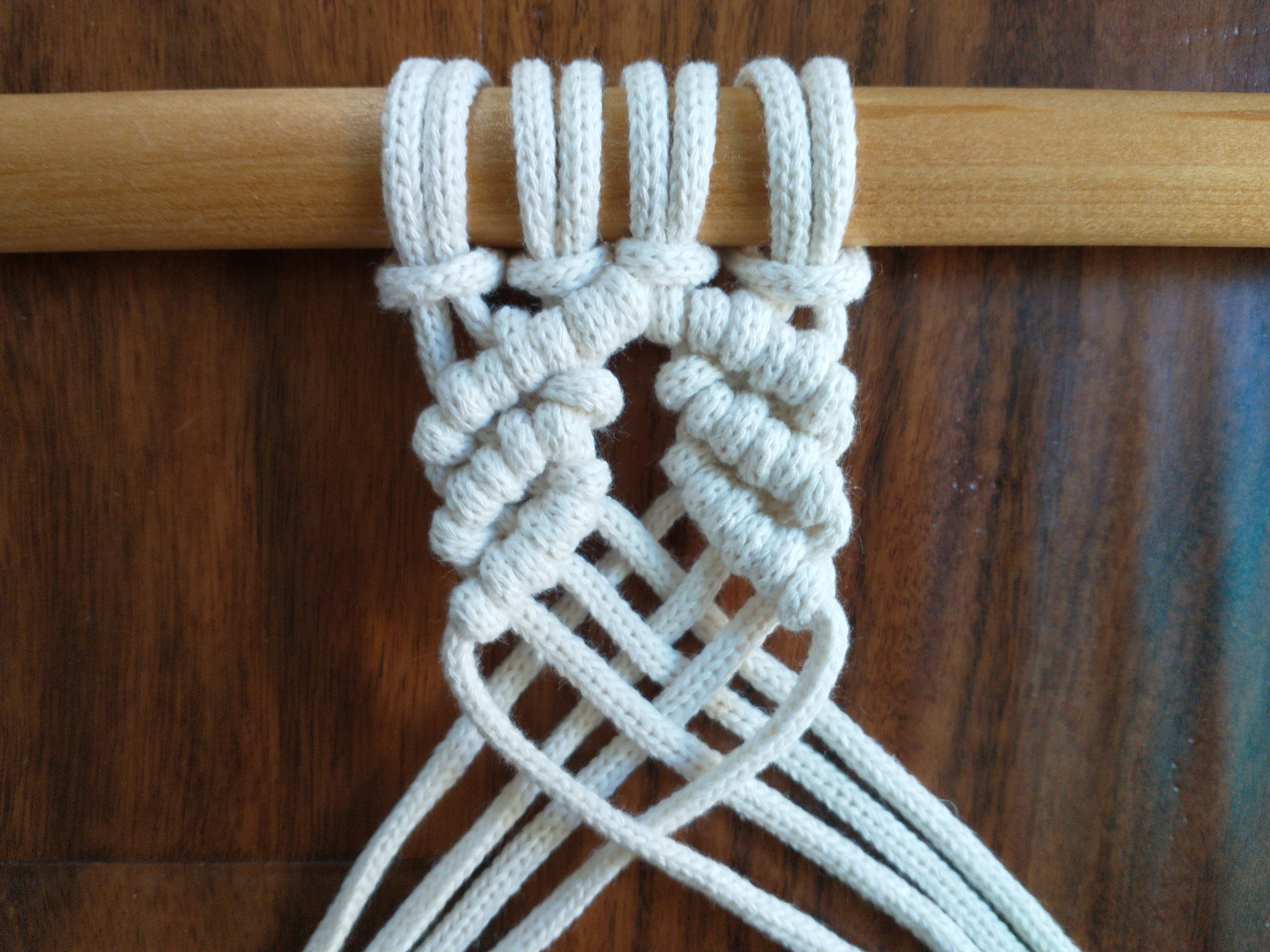
…und nach dem Verschränken.
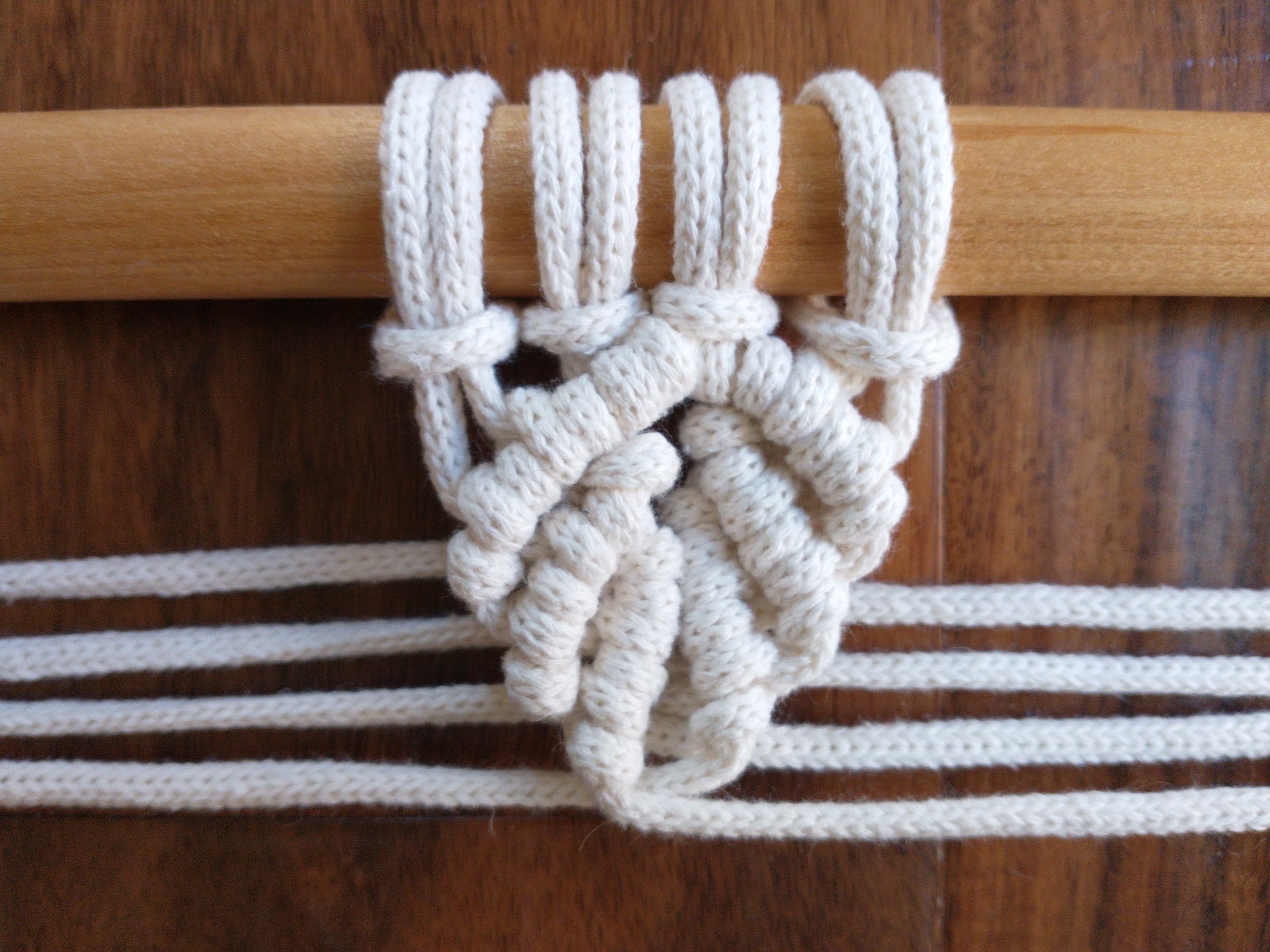
Hier wird das Werkstück verschränkt zusammengezogen.
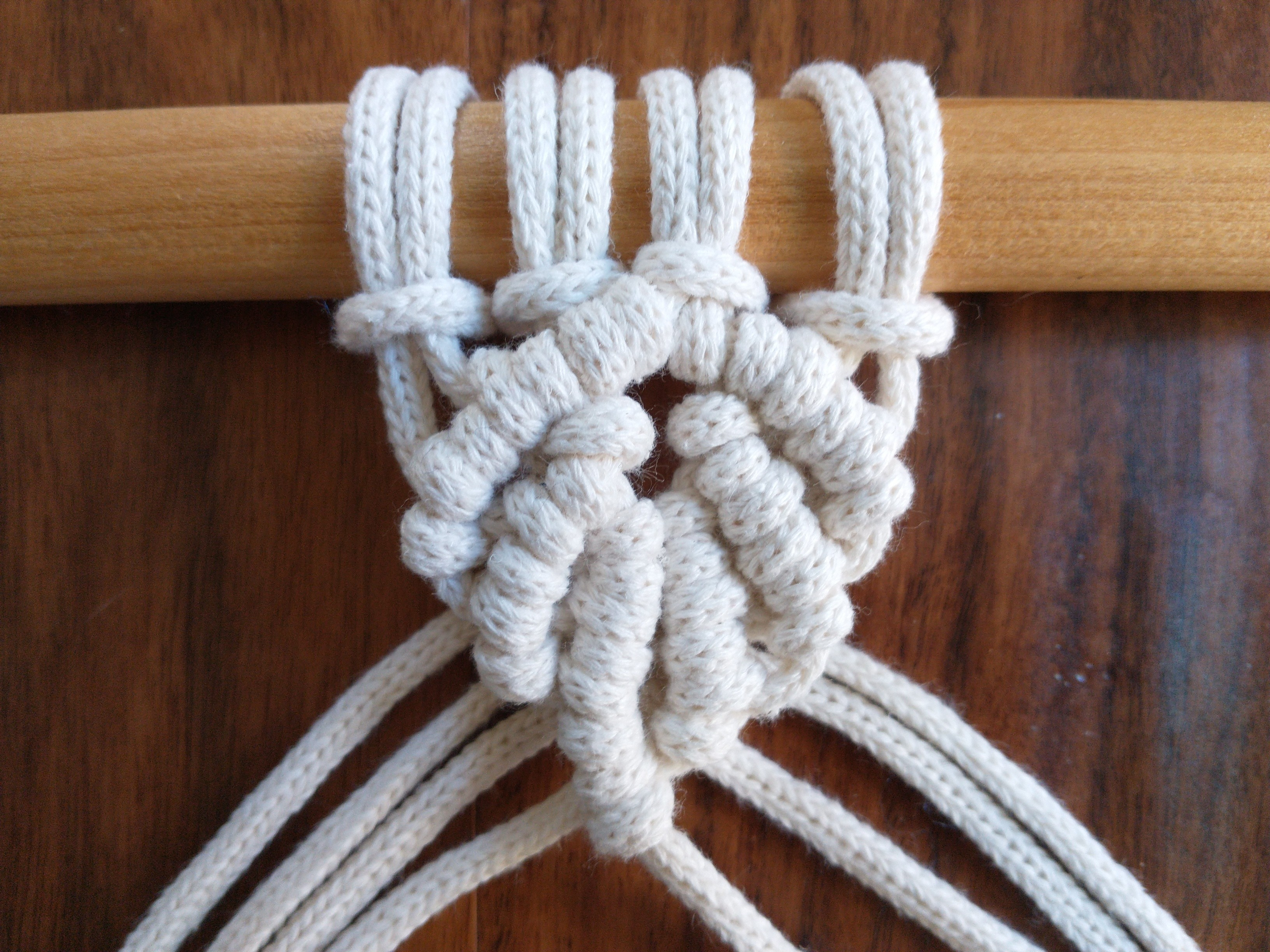
Ein Rippenknoten (4.+5. Faden) fixiert die Situation.
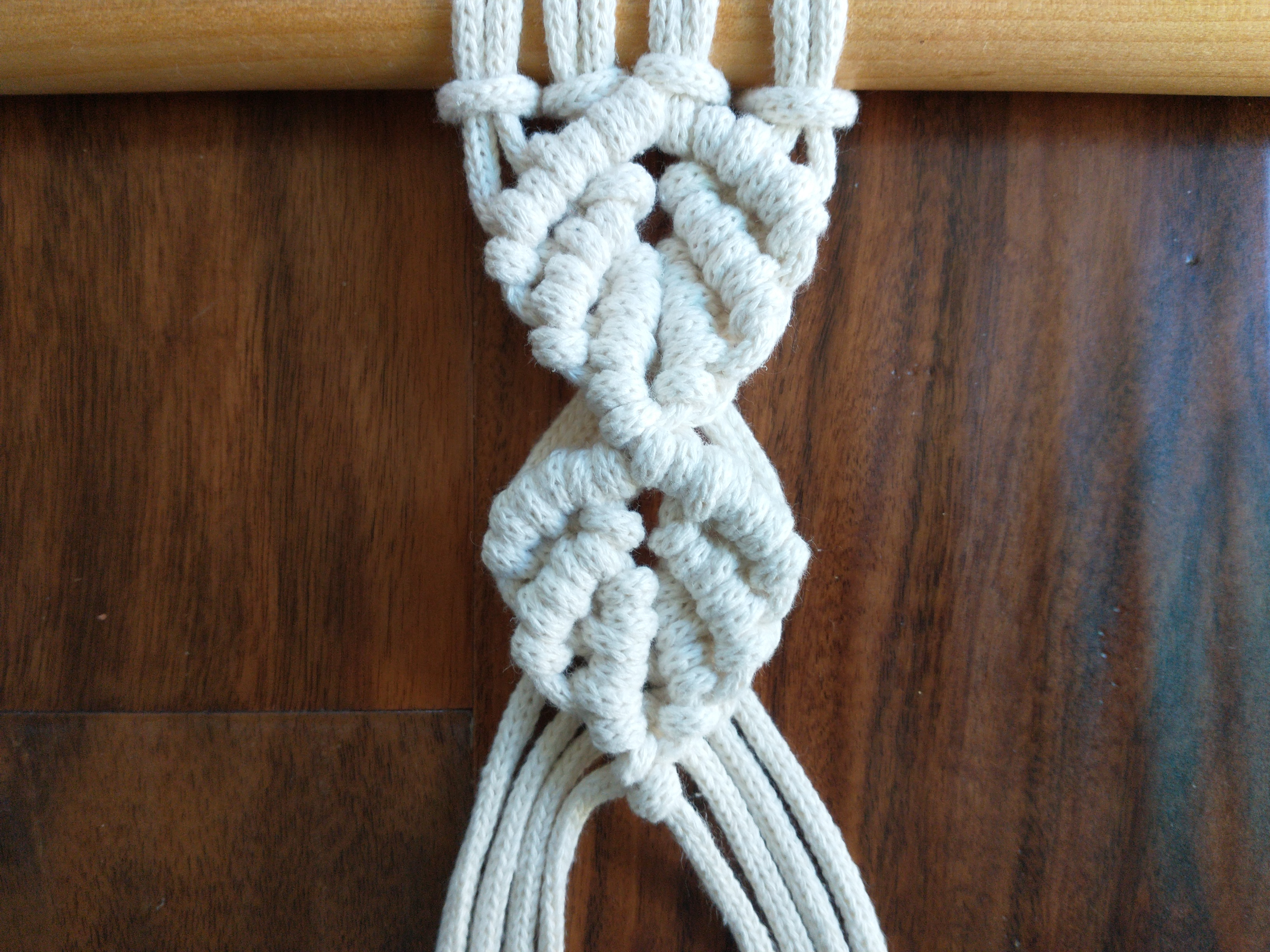
Ergebnis
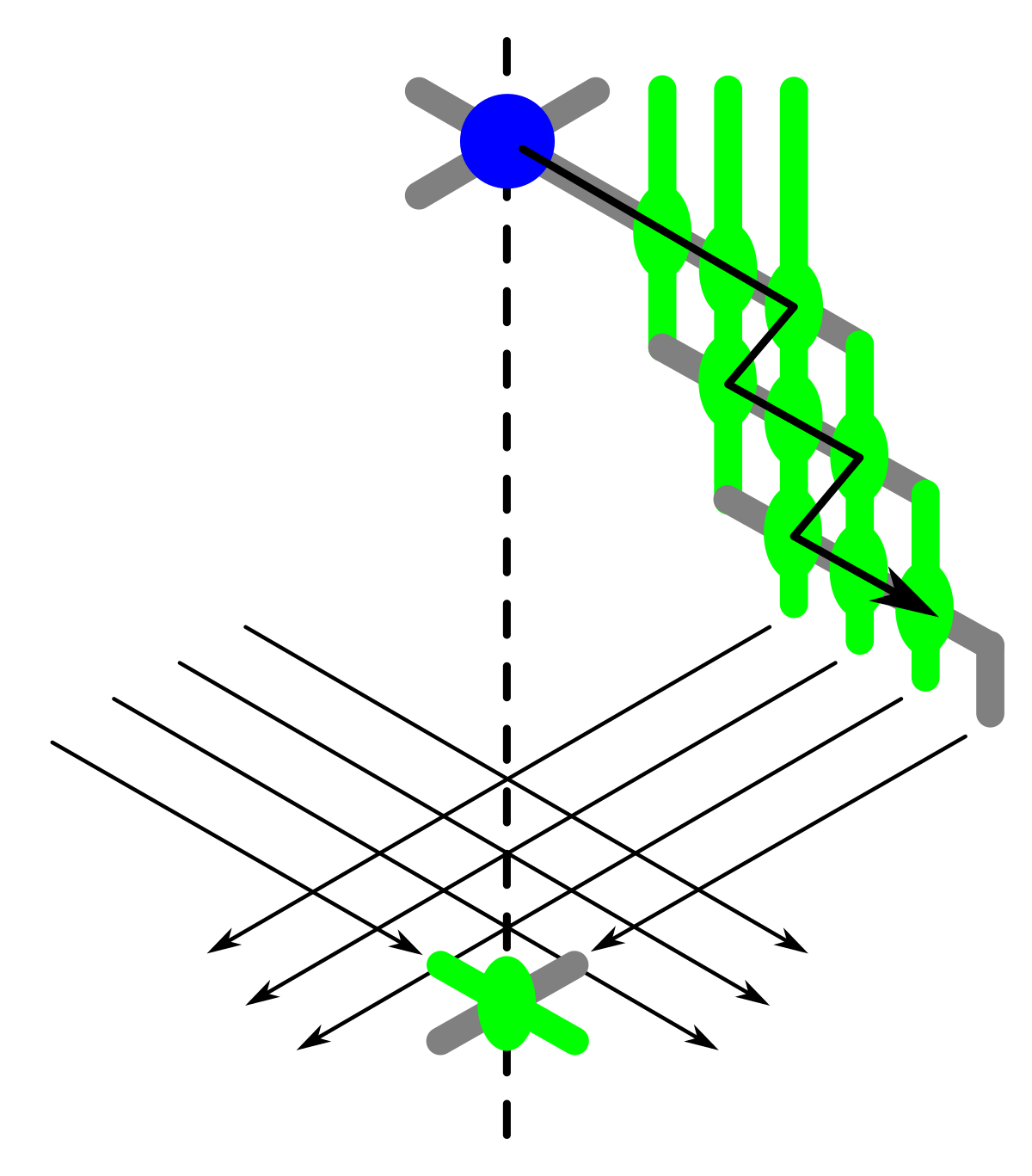
Schemadarstellung

#### Weben
Auch Webtechniken kommen beim Makramee zu Einsatz, beispielsweise in dekorativer Funktion:

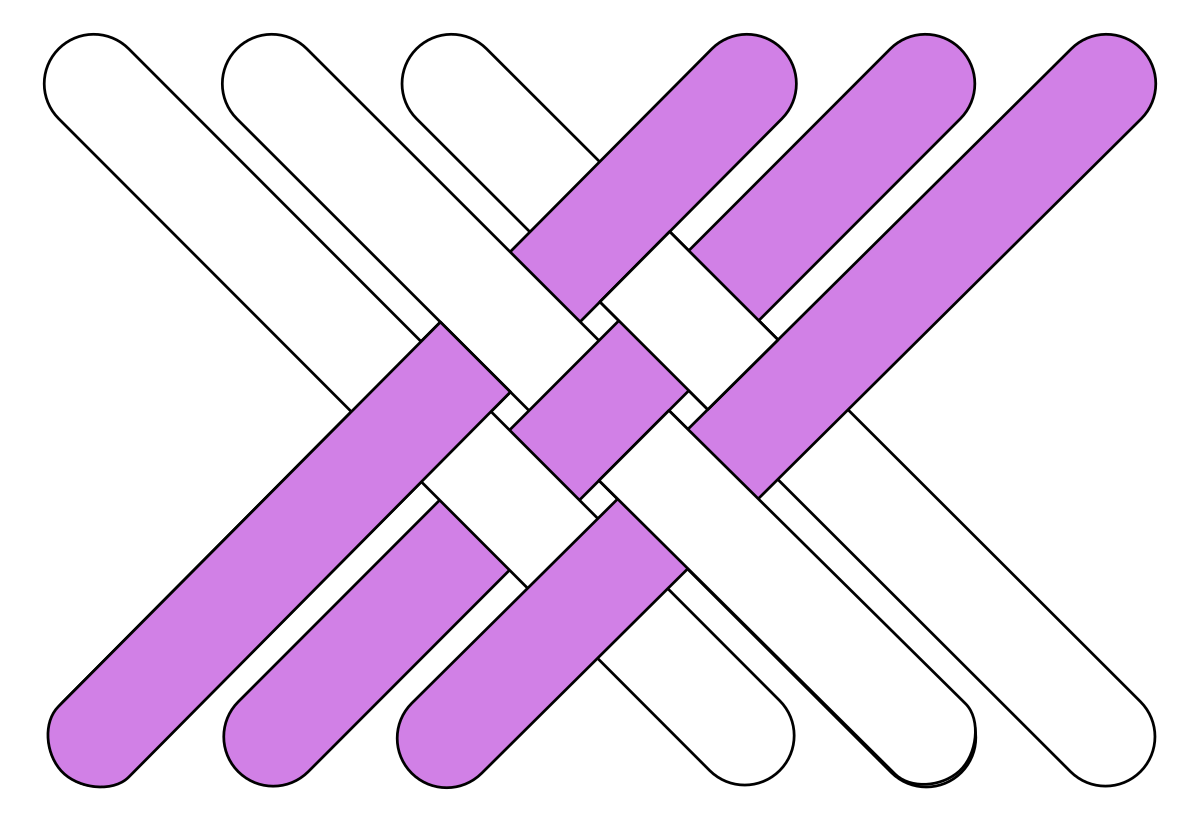
Gewebe
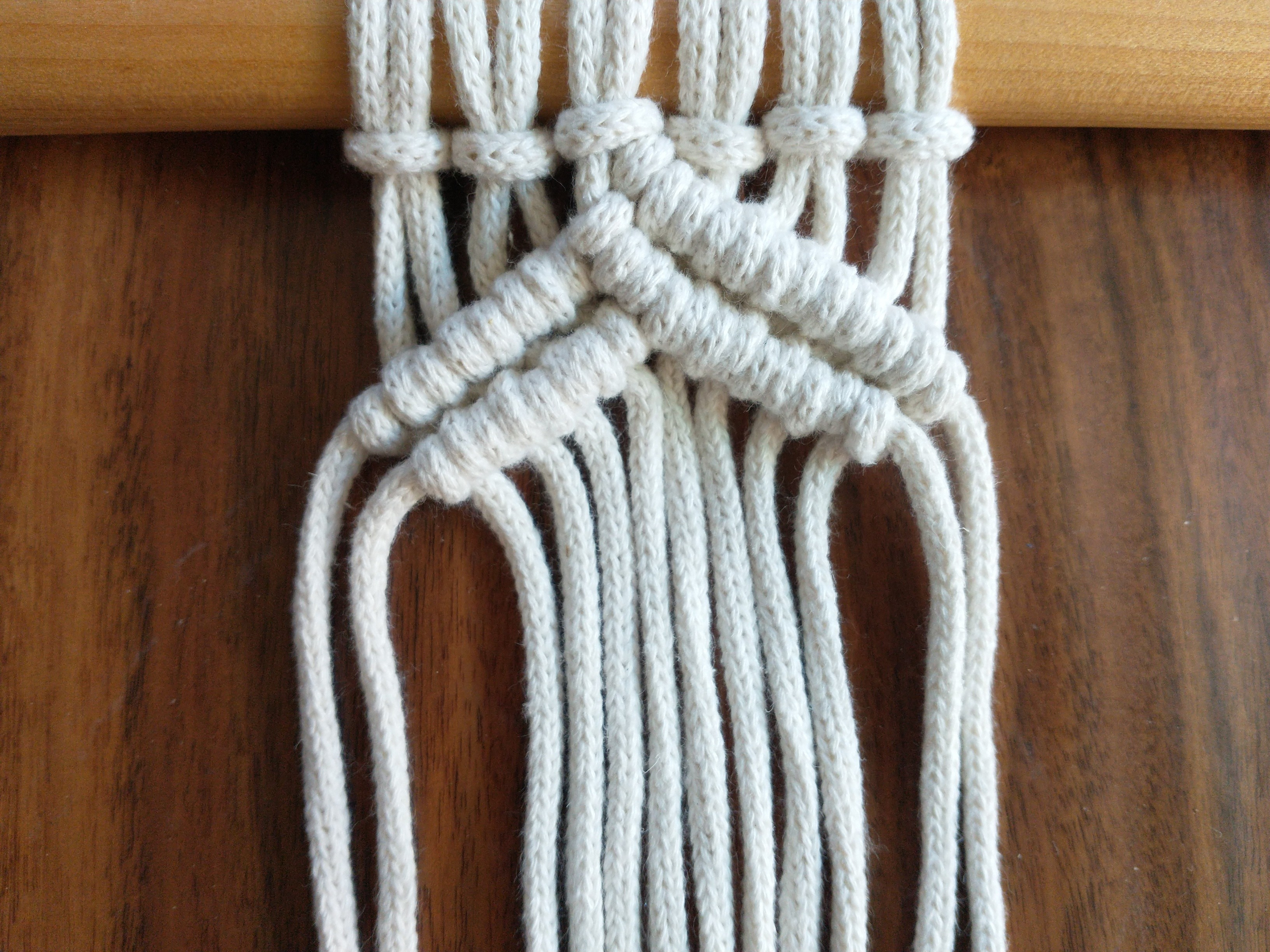
Vor…
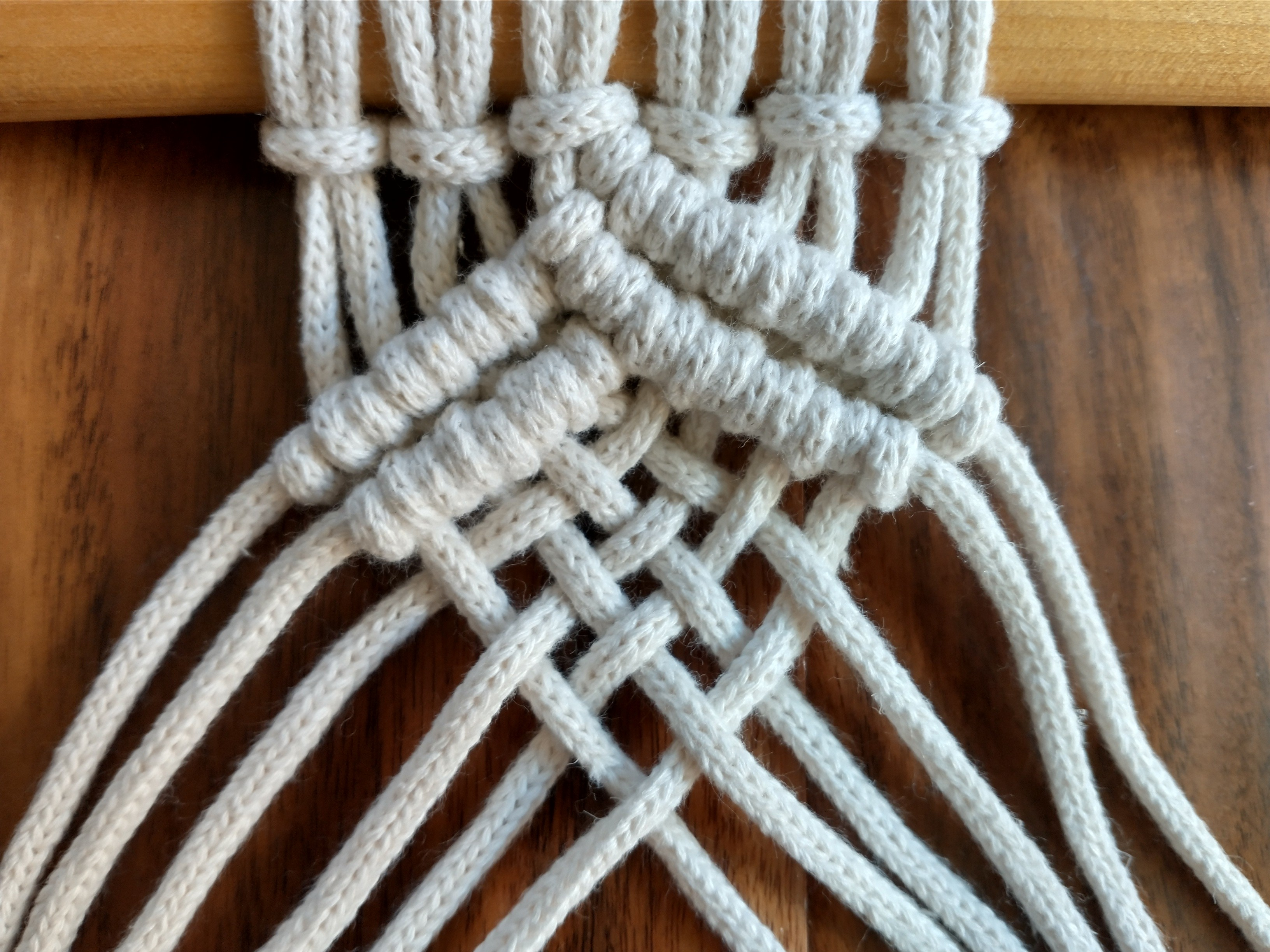
…und nach dem Weben
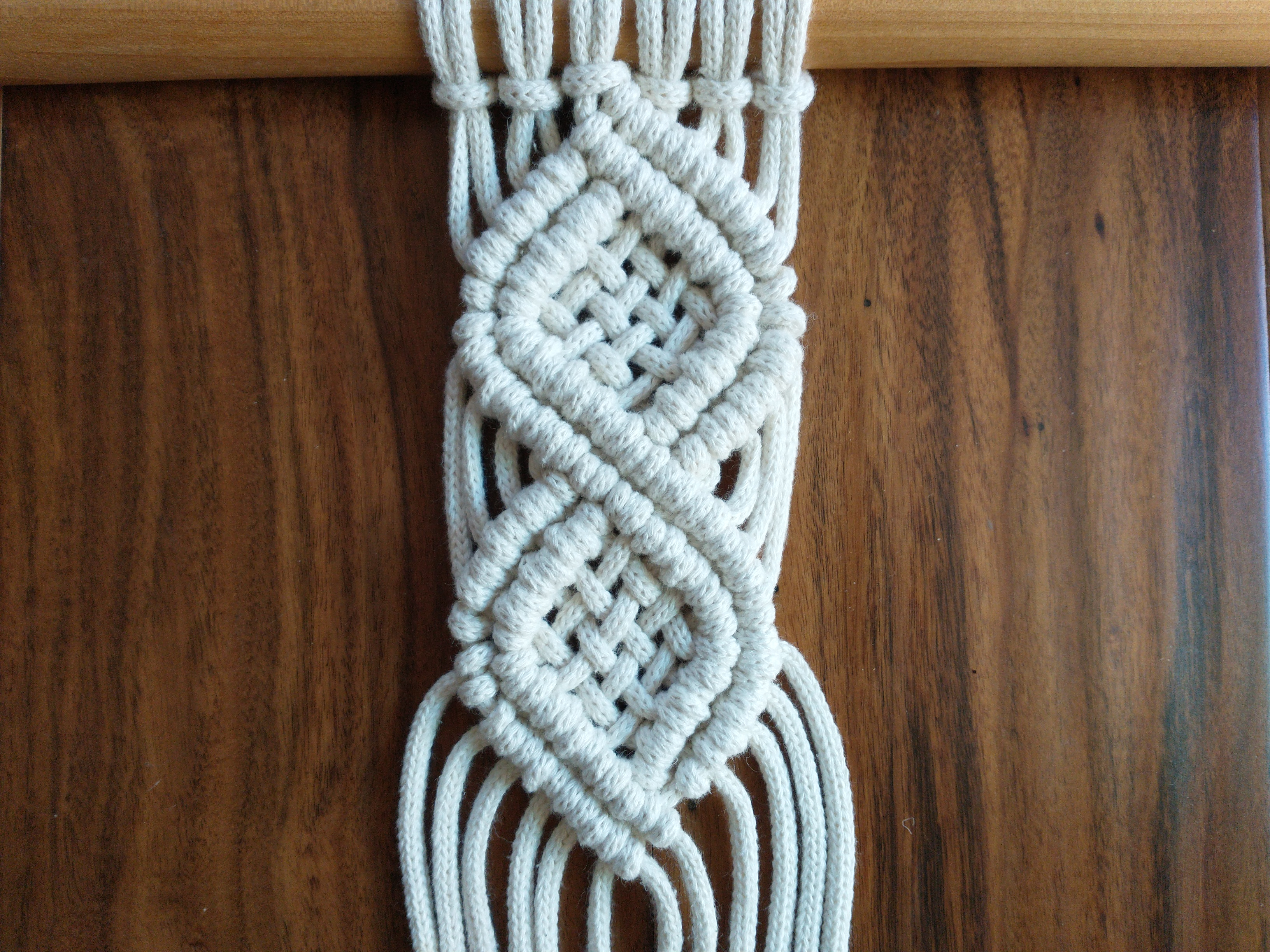
Ergebnis

#### Verkreuzen
Bei anderen Techniken wiederum werden zwei oder mehr Fäden miteinander verkreuzt. Beispiel:

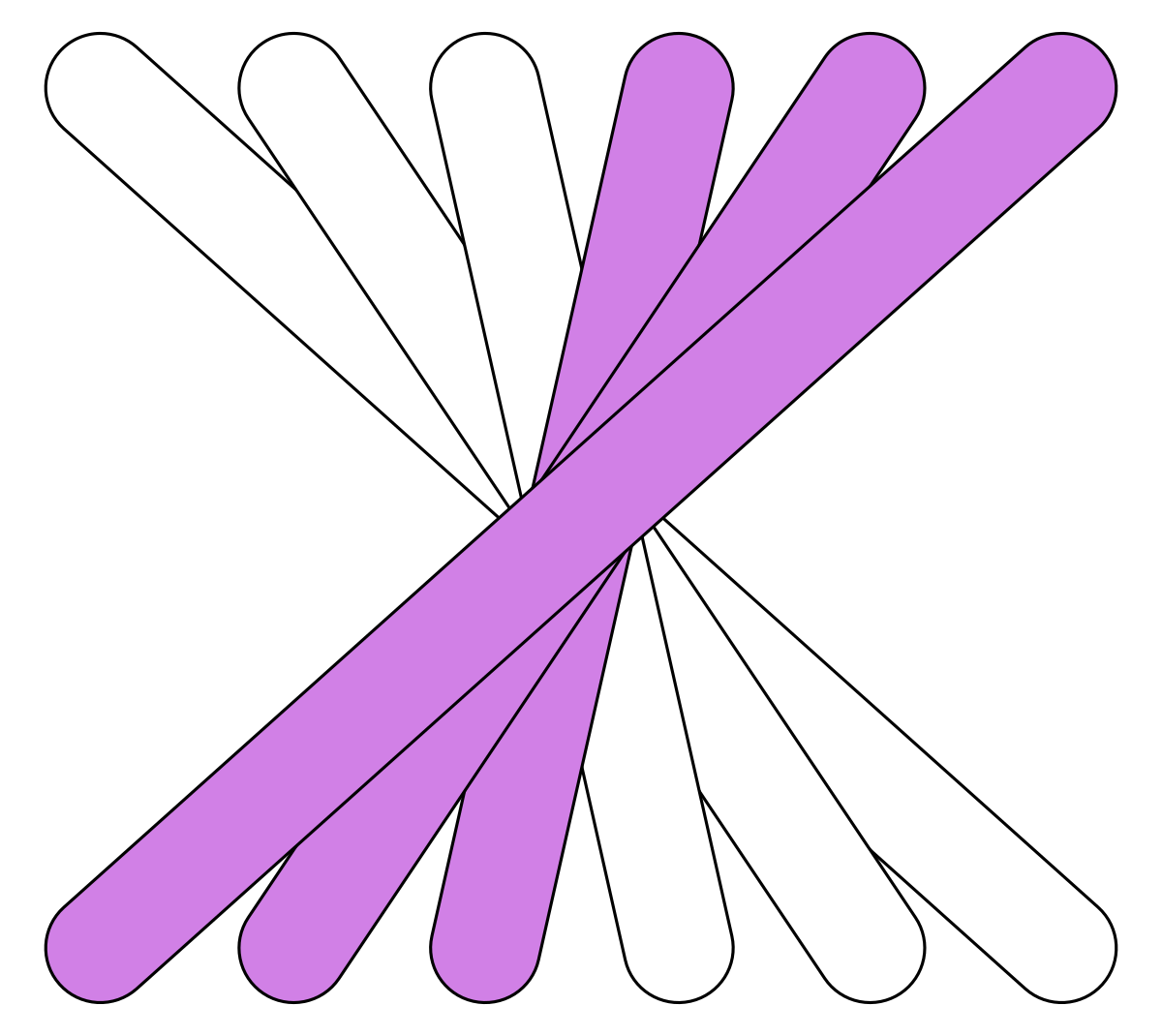
Verkreuzte Fäden
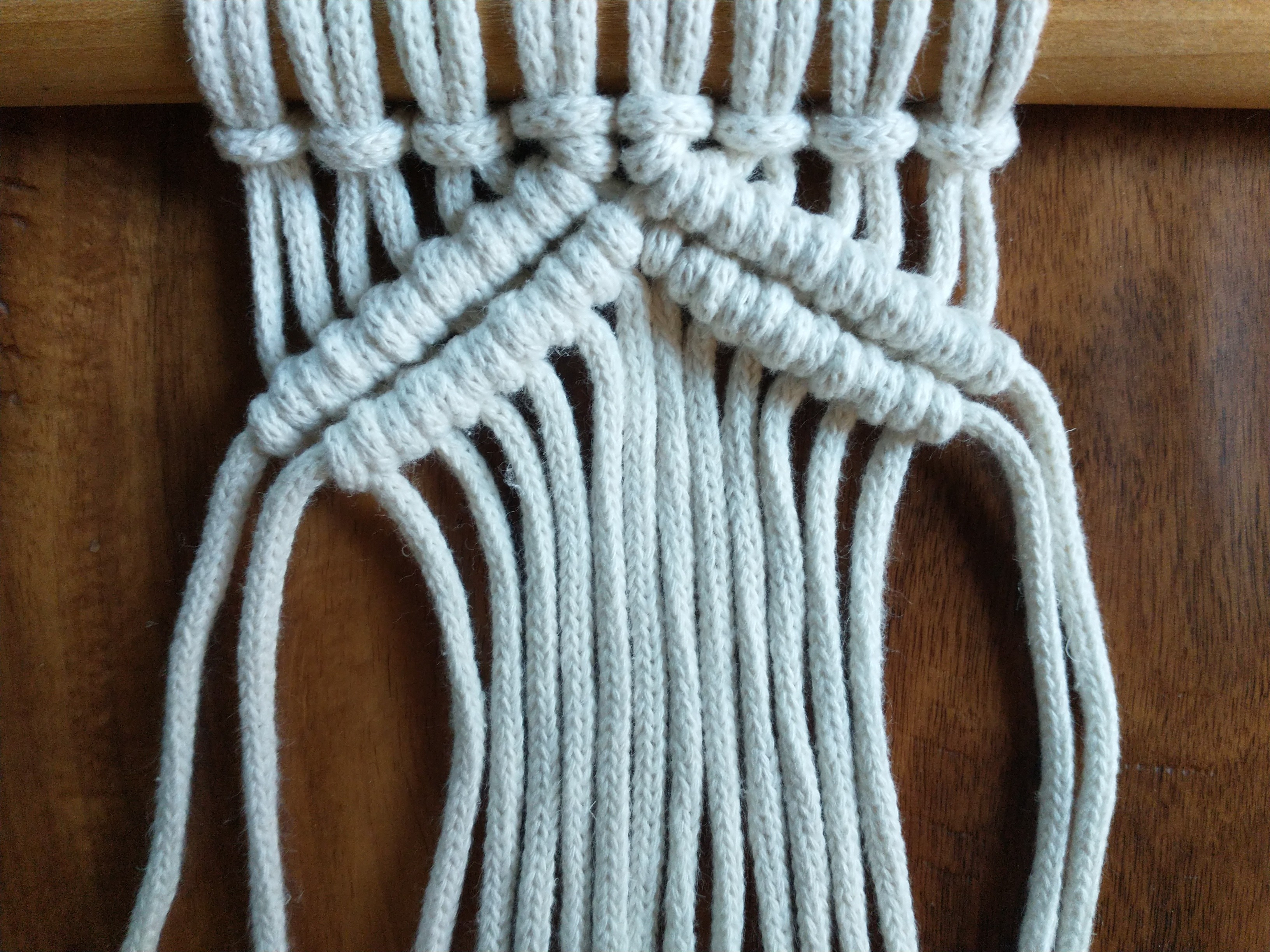
Vor…
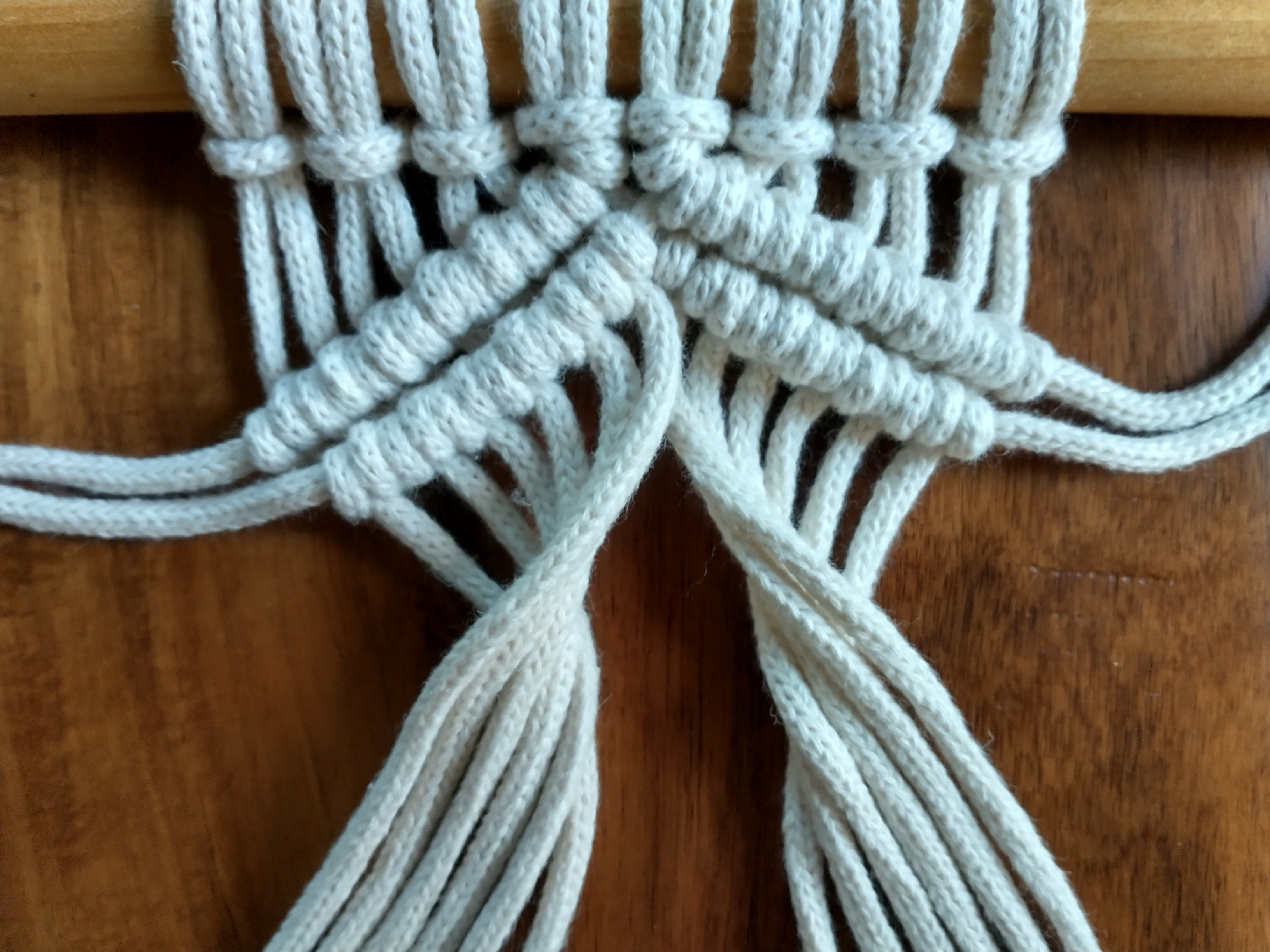
…und nach dem Verkreuzen
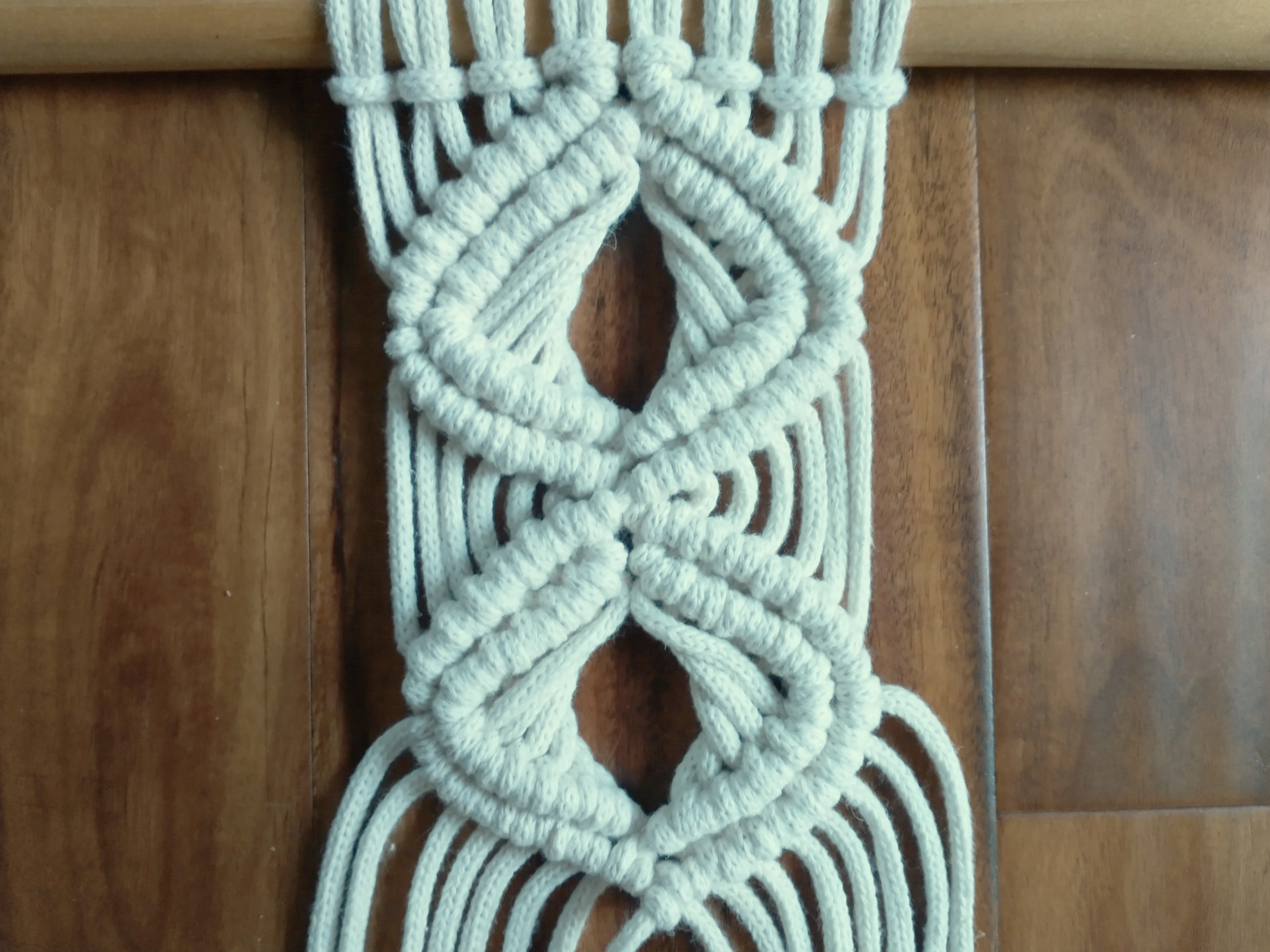
Ergebnis

#### Cavandoli-Makramee
Nach der Italienerin Valentina Cavandoli (1872–1969) ist eine Makrameetechnik benannt, bei der ausschließlich halbe Schläge bzw. daraus abgeleitete Knoten verwendet werden, allerdings mit Fäden unterschiedlicher Farbe. Durch Wechsel zwischen horizontal und vertikal ausgerichteten Knoten wird mal die eine, mal die andere Farbe an die Oberfläche des Werkstücks gebracht. Beispiel:

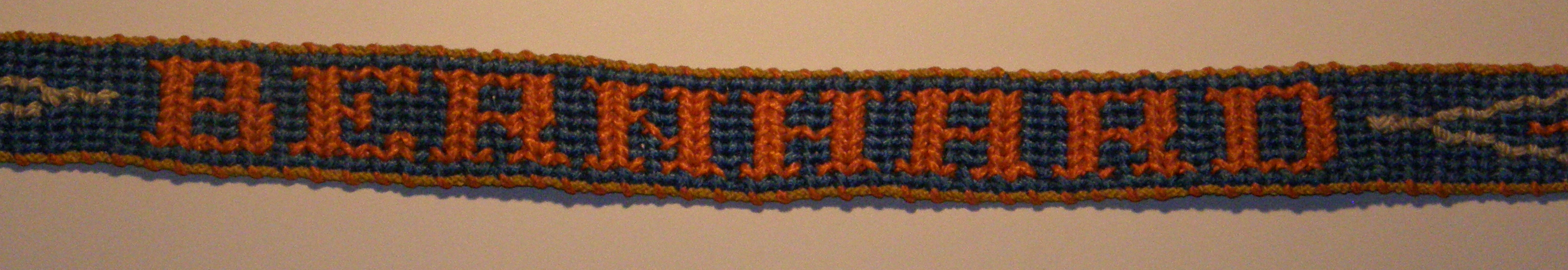
Gürtel mit Namen und 480 Rippenknoten/Webeleinenstek.
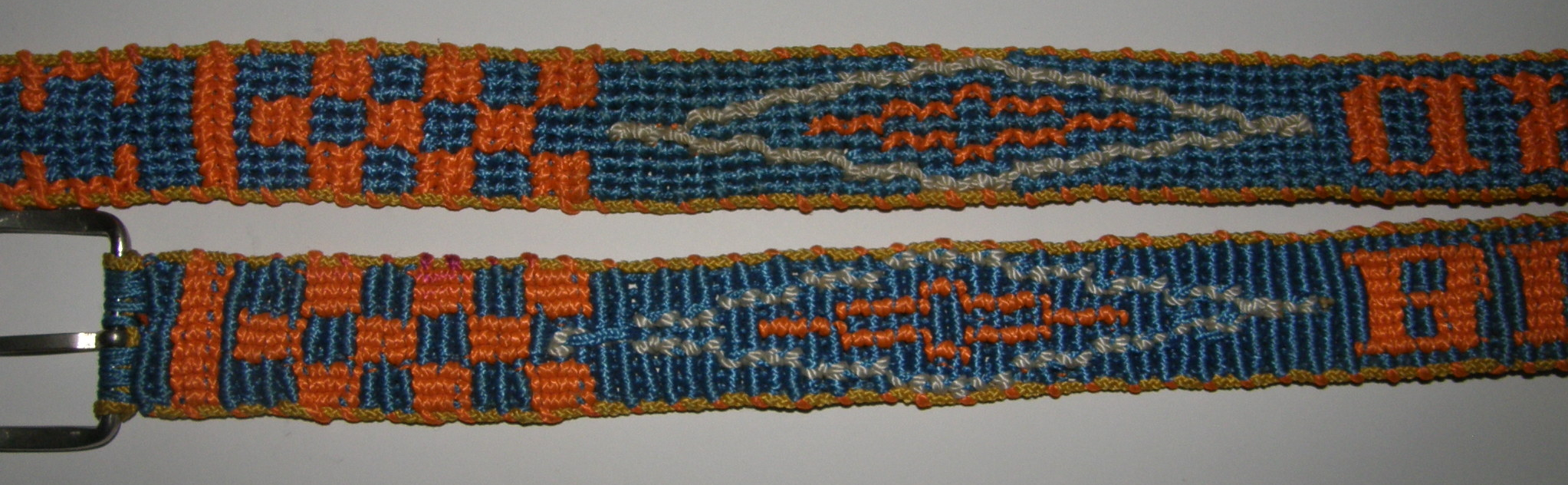
Gürtel mit verschiedenen Mustern. Oben: Vorderseite Unten: Rückseite des Gürtels

Dieses Beispiels ist aus zehn Arbeitsfäden (blau) und einem Trägerfaden (orange) gearbeitet. Die Arbeitsfäden liegen längs zum Betrachter und der Trägerfaden quer über ihnen. Oben und unten sind die Gürtel durch einen gelben „Randfaden“ begrenzt.